# Fußball-Weltmeisterschaft/Rekorde

## Spieler

### Die meisten WM-Titel
Aufgeführt sind Spieler, die mehrmals Weltmeister wurden.

Bei fett gedruckten Turnieren stand der Spieler im Finale auf dem Platz.

Bei kursiv gedruckten Turnieren stand der Spieler im Kader, kam aber während der gesamten WM nicht zum Einsatz.
| Anzahl | Spieler            | Turniere         |
| ------ | ------------------ | ---------------- |
| 3      | Pelé               | 1958, 1962, 1970 |
| 2      | Hilderaldo Bellini | 1958, 1962       |
| 2      | Cafu               | 1994, 2002       |
| 2      | Carlos Castilho    | 1958, 1962       |
| 2      | Didi               | 1958, 1962       |
| 2      | Giovanni Ferrari   | 1934, 1938       |
| 2      | Garrincha          | 1958, 1962       |
| 2      | Gilmar             | 1958, 1962       |
| 2      | Guido Masetti      | 1934, 1938       |
| 2      | Giuseppe Meazza    | 1934, 1938       |
| 2      | Eraldo Monzeglio   | 1934, 1938       |
| 2      | Daniel Passarella  | 1978, 1986       |
| 2      | Pepe               | 1958, 1962       |
| 2      | Mauro Ramos        | 1958, 1962       |
| 2      | Ronaldo            | 1994, 2002       |
| 2      | Djalma Santos      | 1958, 1962       |
| 2      | Nílton Santos      | 1958, 1962       |
| 2      | Vavá               | 1958, 1962       |
| 2      | Mário Zagallo      | 1958, 1962       |
| 2      | Zito               | 1958, 1962       |
| 2      | Zózimo             | 1958, 1962       |

### Die meisten Teilnahmen an Endrunden der Fußball-Weltmeisterschaften
Drei Mexikaner (Antonio Carbajal, Rafael Márquez und Andrés Guardado), ein Deutscher (Lothar Matthäus), ein Argentinier (Lionel Messi) und ein Portugiese (Cristiano Ronaldo) nahmen an jeweils fünf Fußball-Weltmeisterschafts-Endrunden teil und kamen bei jedem dieser Turniere zum Einsatz.  Gianluigi Buffon nahm zwar ebenfalls an fünf Weltmeisterschafts-Endrunden teil, kam aber nur bei vieren von ihnen zum Einsatz.  Guillermo Ochoa wurde bei drei von fünf Teilnahmen eingesetzt. 43 weitere Spieler kamen ebenfalls bei vier Weltmeisterschafts-Endrunden zum Einsatz, zwei Spieler warten 2022 noch auf ihren Einsatz beim vierten Turnier. Insgesamt 70 Spieler standen bei mindestens vier WM-Turnieren im Kader.
WM-Teilnehmer 2022 sind fett dargestellt. Mit „*“ markierte Spieler wurden Weltmeister (ebenso ist das jeweilige Jahr gekennzeichnet).
Die Jahreszahlen von Turnieren ohne Spieleinsatz sind kursiv dargestellt.
| Rang | Spieler                 | Teilnahmen (mit Einsatz) | Turniere                      |
| ---- | ----------------------- | ------------------------ | ----------------------------- |
| 1    | Antonio Carbajal        | 5 (5)                    | 1950, 1954, 1958, 1962, 1966  |
|      | Lothar Matthäus*        |                          | 1982, 1986, 1990*, 1994, 1998 |
|      | Rafael Márquez          |                          | 2002, 2006, 2010, 2014, 2018  |
|      | Lionel Messi*           |                          | 2006, 2010, 2014, 2018, 2022* |
|      | Cristiano Ronaldo       |                          | 2006, 2010, 2014, 2018, 2022  |
|      | Andrés Guardado         |                          | 2006, 2010, 2014, 2018, 2022  |
| 7    | Gianluigi Buffon*       | 5 (4)                    | 1998, 2002, 2006*, 2010, 2014 |
| 8    | Guillermo Ochoa         | 5 (3)                    | 2006, 2010, 2014, 2018, 2022  |
| 9    | Djalma Santos*          | 4 (4)                    | 1954, 1958*, 1962*, 1966      |
|      | Pelé*                   |                          | 1958*, 1962*, 1966, 1970*     |
|      | Karl-Heinz Schnellinger |                          | 1958, 1962, 1966, 1970        |
|      | Uwe Seeler              |                          | 1958, 1962, 1966, 1970        |
|      | Gianni Rivera           |                          | 1962, 1966, 1970, 1974        |
|      | Pedro Rocha             |                          | 1962, 1966, 1970, 1974        |
|      | Władysław Żmuda         |                          | 1974, 1978, 1982, 1986        |
|      | Diego Maradona*         |                          | 1982, 1986*, 1990, 1994       |
|      | Giuseppe Bergomi*       |                          | 1982*, 1986, 1990, 1998       |
|      | Enzo Scifo              |                          | 1986, 1990, 1994, 1998        |
|      | Franky Van Der Elst     |                          | 1986, 1990, 1994, 1998        |
|      | Andoni Zubizarreta      |                          | 1986, 1990, 1994, 1998        |
|      | Paolo Maldini           |                          | 1990, 1994, 1998, 2002        |
|      | Cafu*                   |                          | 1994*, 1998, 2002*, 2006      |
|      | Fabio Cannavaro*        |                          | 1998, 2002, 2006*, 2010       |
|      | Denis Caniza            |                          | 1998, 2002, 2006, 2010        |
|      | Thierry Henry*          |                          | 1998*, 2002, 2006, 2010       |
|      | Rigobert Song           |                          | 1994, 1998, 2002, 2010        |
|      | DaMarcus Beasley        |                          | 2002, 2006, 2010, 2014        |
|      | Iker Casillas*          |                          | 2002, 2006, 2010*, 2014       |
|      | Samuel Eto’o            |                          | 1998, 2002, 2010, 2014        |
|      | Miroslav Klose*         |                          | 2002, 2006, 2010, 2014*       |
|      | Xavi*                   |                          | 2002, 2006, 2010*, 2014       |
|      | Valon Behrami           |                          | 2006, 2010, 2014, 2018        |
|      | Andrés Iniesta*         |                          | 2006, 2010*, 2014, 2018       |
|      | Javier Mascherano       |                          | 2006, 2010, 2014, 2018        |
|      | Sergio Ramos*           |                          | 2006, 2010*, 2014, 2018       |
|      | Tim Cahill              |                          | 2006, 2010, 2014, 2018        |
|      | Ángel Di María*         |                          | 2010, 2014, 2018, 2022*       |
|      | Héctor Moreno           |                          | 2010, 2014, 2018, 2022        |
|      | Hugo Lloris*            |                          | 2010, 2014, 2018*, 2022       |
|      | Luka Modrić             |                          | 2006, 2014, 2018, 2022        |
|      | Manuel Neuer*           |                          | 2010, 2014*, 2018, 2022       |
|      | Thomas Müller*          |                          | 2010, 2014*, 2018, 2022       |
|      | Yūto Nagatomo           |                          | 2010, 2014, 2018, 2022        |
|      | Sergio Busquets*        |                          | 2010*, 2014, 2018, 2022       |
|      | Xherdan Shaqiri         |                          | 2010, 2014, 2018, 2022        |
|      | Martín Cáceres          |                          | 2010, 2014, 2018, 2022        |
|      | Diego Godín             |                          | 2010, 2014, 2018, 2022        |
|      | Luis Suárez             |                          | 2010, 2014, 2018, 2022        |
|      | Edinson Cavani          |                          | 2010, 2014, 2018, 2022        |
|      | Pepe                    |                          | 2010, 2014, 2018, 2022        |
| 51   | Bobby Charlton*         | 4 (3)                    | 1958, 1962, 1966*, 1970       |
|      | Lew Jaschin             |                          | 1958, 1962, 1966, 1970        |
|      | Dobromir Schetschew     |                          | 1962, 1966, 1970, 1974        |
|      | Sepp Maier*             |                          | 1966, 1970, 1974*, 1978       |
|      | Dino Zoff*              |                          | 1970, 1974, 1978, 1982*       |
|      | Fernando Hierro         |                          | 1990, 1994, 1998, 2002        |
|      | Marc Wilmots            |                          | 1990, 1994, 1998, 2002        |
|      | Mohammad ad-Daʿayyaʿ    |                          | 1994, 1998, 2002, 2006        |
|      | Kasey Keller            |                          | 1990, 1998, 2002, 2006        |
|      | Ronaldo*                |                          | 1994*, 1998, 2002*, 2006      |
|      | Lee Woon-jae            |                          | 1994, 2002, 2006, 2010        |
|      | Eiji Kawashima          |                          | 2010, 2014, 2018, 2022        |
|      | Fernando Muslera        |                          | 2010, 2014, 2018, 2022        |
|      | Thiago Silva            |                          | 2010, 2014, 2018, 2022        |
| 65   | Enrico Albertosi        | 4 (2)                    | 1962, 1966, 1970, 1974        |
|      | Oliver Kahn             |                          | 1994, 1998, 2002, 2006        |
|      | Yoshikatsu Kawaguchi    |                          | 1998, 2002, 2006, 2010        |
|      | Mark Milligan           |                          | 2006, 2010, 2014, 2018        |
| 69   | Carlos José Castilho*   | 4 (1)                    | 1950, 1954, 1958*, 1962*      |
|      | Seigō Narazaki          |                          | 1998, 2002, 2006, 2010        |

Anmerkung: 
1. ↑  Bei gleicher Anzahl Teilnahmen richtet sich die Reihenfolge nach dem Jahr, in dem die letzte Teilnahme stattfand.

### Die meisten WM-Endrunden-Einsätze
Diese Tabelle listet Spieler mit mindestens 18 WM-Endrunden-Einsätzen auf. Dabei ist es unerheblich, ob ein Spieler nur weniger als eine Minute oder das gesamte Spiel mitgewirkt hat. Im jeweils fett markierten Jahr wurden die Spieler mit ihren jeweiligen Teams Weltmeister.
| Rang | Spieler                | Spiele | Turniere                     |
| ---- | ---------------------- | ------ | ---------------------------- |
| 1.   | Lionel Messi           | 26     | 2006, 2010, 2014, 2018, 2022 |
| 2.   | Lothar Matthäus        | 25     | 1982, 1986, 1990, 1994, 1998 |
| 3.   | Miroslav Klose         | 24     | 2002, 2006, 2010, 2014       |
| 4.   | Paolo Maldini          | 23     | 1990, 1994, 1998, 2002       |
| 5.   | Cristiano Ronaldo      | 22     | 2006, 2010, 2014, 2018, 2022 |
| 6.   | Diego Maradona         | 21     | 1982, 1986, 1990, 1994       |
| 6.   | Uwe Seeler             | 21     | 1958, 1962, 1966, 1970       |
| 6.   | Władysław Żmuda        | 21     | 1974, 1978, 1982, 1986       |
| 9.   | Cafu                   | 20     | 1994, 1998, 2002, 2006       |
| 9.   | Philipp Lahm           | 20     | 2006, 2010, 2014             |
| 9.   | Grzegorz Lato          | 20     | 1974, 1978, 1982             |
| 9.   | Hugo Lloris            | 20     | 2010, 2014, 2018, 2022       |
| 9.   | Javier Mascherano      | 20     | 2006, 2010, 2014, 2018       |
| 9.   | Bastian Schweinsteiger | 20     | 2006, 2010, 2014             |
| 15.  | Antoine Griezmann      | 19     | 2014, 2018, 2022             |
| 15.  | Rafael Márquez         | 19     | 2002, 2006, 2010, 2014, 2018 |
| 15.  | Per Mertesacker        | 19     | 2006, 2010, 2014             |
| 15.  | Luka Modrić            | 19     | 2006, 2014, 2018, 2022       |
| 15.  | Thomas Müller          | 19     | 2010, 2014, 2018, 2022       |
| 15.  | Manuel Neuer           | 19     | 2010, 2014, 2018, 2022       |
| 15.  | Wolfgang Overath       | 19     | 1966, 1970, 1974             |
| 15.  | Ronaldo                | 19     | 1994, 1998, 2002, 2006       |
| 15.  | Karl-Heinz Rummenigge  | 19     | 1978, 1982, 1986             |
| 15.  | Berti Vogts            | 19     | 1970, 1974, 1978             |
| 24.  | Franz Beckenbauer      | 18     | 1966, 1970, 1974             |
| 24.  | Thomas Berthold        | 18     | 1986, 1990, 1994             |
| 24.  | Antonio Cabrini        | 18     | 1978, 1982, 1986             |
| 24.  | Fabio Cannavaro        | 18     | 1998, 2002, 2006, 2010       |
| 24.  | Ángel Di María         | 18     | 2010, 2014, 2018, 2022       |
| 24.  | Dunga                  | 18     | 1990, 1994, 1998             |
| 24.  | Olivier Giroud         | 18     | 2014, 2018, 2022             |
| 24.  | Mario Kempes           | 18     | 1974, 1978, 1982             |
| 24.  | Pierre Littbarski      | 18     | 1982, 1986, 1990             |
| 24.  | Sepp Maier             | 18     | 1970, 1974, 1978             |
| 24.  | Gaetano Scirea         | 18     | 1978, 1982, 1986             |
| 24.  | Cláudio Taffarel       | 18     | 1990, 1994, 1998             |
| 24.  | Raphaël Varane         | 18     | 2014, 2018, 2022             |

Anmerkung: 
1. ↑  Bei gleicher Anzahl Spiele ist die Reihenfolge alphabetisch.

### Die meisten gewonnenen WM-Endrunden-Spiele
Diese Tabelle listet Spieler auf, die mindestens 13 WM-Endrunden-Spiele mit ihren jeweiligen Mannschaften gewinnen konnten. Dabei zählen alle Siege, bei denen der entsprechende Spieler zum Einsatz kam, auch Kurzeinsätze. Partien, die im Elfmeterschießen entschieden wurden, werden nicht berücksichtigt, da diese als Unentschieden gewertet werden. Bis auf Paolo Maldini und Uwe Seeler wurden die in der Liste aufgeführten Spieler auch alle mindestens einmal Weltmeister mit ihrer jeweiligen Mannschaft.
| Rang | Spieler                | Siege | in ... Spielen | Quote  |
| ---- | ---------------------- | ----- | -------------- | ------ |
| 1.   | Miroslav Klose         | 17    | 24             | 70,8 % |
| 2.   | Cafu                   | 16    | 20             | 80 %   |
| 2.   | Lionel Messi           | 16    | 26             | 61,5 % |
| 4.   | Philipp Lahm           | 15    | 20             | 75 %   |
| 4.   | Lothar Matthäus        | 15    | 25             | 60 %   |
| 4.   | Wolfgang Overath       | 15    | 19             | 78,9 % |
| 4.   | Ronaldo                | 15    | 19             | 78,9 % |
| 4.   | Bastian Schweinsteiger | 15    | 20             | 75 %   |
| 9.   | Franz Beckenbauer      | 14    | 18             | 77,8 % |
| 9.   | Olivier Giroud         | 14    | 18             | 77,8 % |
| 9.   | Antoine Griezmann      | 14    | 19             | 73,7 % |
| 9.   | Hugo Lloris            | 14    | 20             | 70 %   |
| 9.   | Lúcio                  | 14    | 17             | 82,6 % |
| 9.   | Paolo Maldini          | 14    | 23             | 60,9 % |
| 9.   | Per Mertesacker        | 14    | 19             | 73,7 % |
| 16.  | Roberto Carlos         | 13    | 17             | 76,5 % |
| 16.  | Thomas Müller          | 13    | 19             | 68,4 % |
| 16.  | Uwe Seeler             | 13    | 21             | 61,9 % |
| 16.  | Gilberto Silva         | 13    | 16             | 81,3 % |
| 16.  | Raphaël Varane         | 13    | 18             | 72,2 % |

### Die meisten WM-Endrunden-Tore

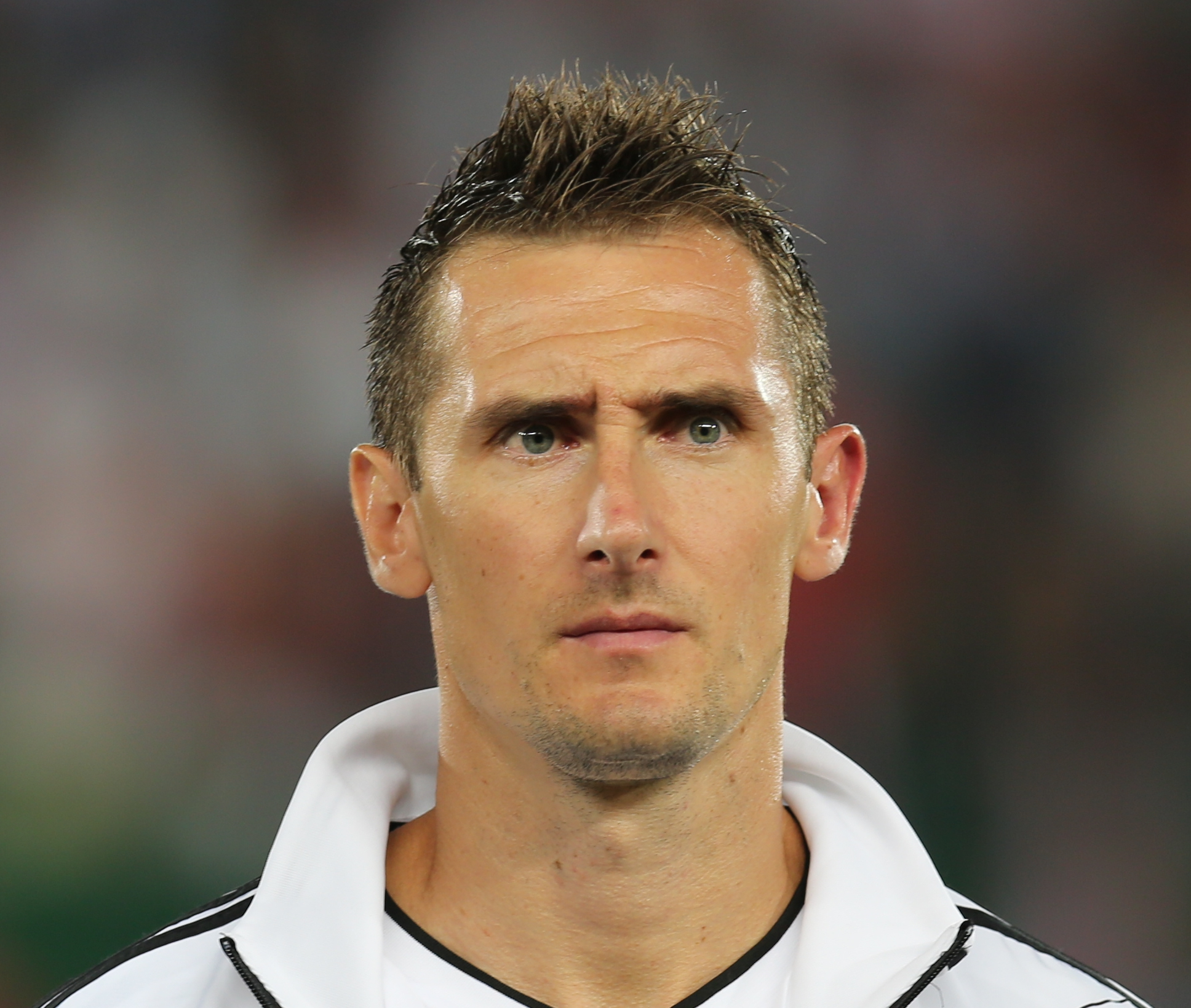
Miroslav Klose, der Spieler mit den meisten WM-Toren (2012)

| Rang | Spieler           | Tore | Turniere                                          |
| ---- | ----------------- | ---- | ------------------------------------------------- |
| 1    | Miroslav Klose*   | 16   | 2002 (5), 2006 (5), 2010 (4), 2014* (2)           |
| 2    | Ronaldo*          | 15   | 1998 (4), 2002* (8), 2006 (3)                     |
| 3    | Gerd Müller*      | 14   | 1970 (10), 1974* (4)                              |
| 4    | Just Fontaine     | 13   | 1958 (13)                                         |
|      | Lionel Messi*     |      | 2006 (1), 2010 (0), 2014 (4), 2018 (1), 2022* (7) |
| 6    | Pelé*             | 12   | 1958* (6), 1962* (1), 1966 (1), 1970* (4)         |
|      | Kylian Mbappé*    |      | 2018* (4), 2022 (8)                               |
| 8    | Sándor Kocsis     | 11   | 1954 (11)                                         |
|      | Jürgen Klinsmann* |      | 1990* (3), 1994 (5), 1998 (3)                     |
| 10   | Helmut Rahn*      | 10   | 1954* (4), 1958 (6)                               |
|      | Teófilo Cubillas  |      | 1970 (5), 1978 (5)                                |
|      | Grzegorz Lato     |      | 1974 (7), 1978 (2), 1982 (1)                      |
|      | Gary Lineker      |      | 1986 (6), 1990 (4)                                |
|      | Gabriel Batistuta |      | 1994 (4), 1998 (5), 2002 (1)                      |
|      | Thomas Müller*    |      | 2010 (5), 2014* (5), 2018 (0), 2022 (0)           |

Anmerkung: 
1. ↑  Bei gleicher Anzahl Tore richtet sich die Reihenfolge nach dem Jahr, in dem das letzte Tor geschossen wurde.

#### Chronik der WM-Rekordtorschützen
| Name              | Tore  | Spiel                                   | Zeitraum                                                                        | Dauer (Tage) | Bemerkungen |
| ----------------- | ----- | --------------------------------------- | ------------------------------------------------------------------------------- | ------------ | --- |
| Lucien Laurent    | 1     | Frankreich – Mexiko 4:1 (3:0)           | 13. Juli 1930, 19. Minute bis 13. Juli 1930, 87. Minute                         | 0            | 1. WM-Tor, Rekordhalter für 83 Minuten. |
| André Maschinot   | 2     | Frankreich – Mexiko 4:1 (3:0)           | 13. Juli 1930, 87. Minute bis 17. Juli 1930                                     | 4            | Erster Spieler, dem zwei Tore in einem WM-Spiel gelangen. |
| Ivan Bek          | 3     | Jugoslawien – Bolivien 4:0 (0:0)        | 17. Juli 1930, 67. Minute (14:06 Uhr) bis 17. Juli 1930, 15. Minute (14:59 Uhr) | 0            | Erzielte zunächst 1 Tor im ersten Spiel gegen Brasilien, dann 2 Tore im Spiel gegen Bolivien. Rekordhalter für 53 Minuten. |
| Bertram Patenaude | 4     | Vereinigte Staaten – Paraguay 3:0 (2:0) | 17. Juli 1930, 15. Minute bis 22. Juli 1930                                     | 5            | Erzielte zunächst 1 Tor im ersten Spiel gegen Belgien, dann 3 Tore im Spiel gegen Paraguay und ist damit der erste Spieler, dem 3 Tore in einem Spiel gelangen. |
| Guillermo Stábile | 5–8   | Argentinien – Chile 3:1 (2:1)           | 22. Juli 1930, 13. Minute bis 13. Juli 1950                                     | 7296         | Erzielte im ersten Spiel am 19. Juli 1930 drei Tore gegen Mexiko, dann zwei gegen Chile in der 12. und 13. Minute. Wurde mit seinen 8 Toren in vier Spielen erster WM-Torschützenkönig. |
| Ademir            | 9     | Brasilien – Spanien 6:1 (3:0)           | 13. Juli 1950, 57. Minute bis 30. Juni 1954                                     | 1448         | Wurde mit seinen 9 Toren in sechs Spielen WM-Torschützenkönig. Erster Rekordhalter, der den Rekord im eigenen Land übernahm. |
| Sándor Kocsis     | 10–11 | Ungarn – Uruguay 4:2 n. V. (2:2, 1:0)   | 30. Juni 1954, 111. Minute bis 28. Juni 1958                                    | 1459         | Das 11. Tor fiel im selben Spiel. Erster Spieler, dem bei einer WM mehr als 10 Tore gelangen. Wurde außer von den folgenden Rekordhaltern nur noch von Pelé, Kylian Mbappe (12 Tore) und Lionel Messi (13 Tore) übertroffen und von Jürgen Klinsmann eingeholt, die ihre Tore aber bei mehreren Turnieren erzielten. Erster Rekordhalter, der den Rekord gegen einen amtierenden Weltmeister übernahm und Spieler mit der besten Quote (2,2 Tore pro Spiel). |
| Just Fontaine     | 12–13 | BR Deutschland – Frankreich 3:6 (1:3)   | 28. Juni 1958, 78. Minute bis 7. Juli 1974                                      | 5853         | Das 13. Tor fiel im selben Spiel. Mit 13 Toren in sechs Spielen bis dato bester Torschütze bei einem einzelnen WM-Turnier. |
| Gerd Müller       | 14    | Niederlande – BR Deutschland 1:2 (1:2)  | 7. Juli 1974, 43. Minute bis 27. Juni 2006                                      | 11678        | Erster Wechsel in einem Finale. War vier Jahre zuvor WM-Torschützenkönig und erster Rekordhalter, der seine Tore bei zwei Turnieren (13 Einsätze) erzielte und den Rekord in einem Finale übernahm. Hielt den Rekord die längste Zeit (fast 32 Jahre). |
| Ronaldo           | 15    | Brasilien – Ghana 3:0 (2:0)             | 27. Juni 2006, 5. Minute bis 8. Juli 2014                                       | 2933         | Erster Rekordhalter, der seine Tore bei drei Turnieren (19 Einsätze) erzielte. Erster Rekordhalter, der den Rekord im Land seines Vorgängers übernahm. |
| Miroslav Klose    | 16    | Brasilien – Deutschland 1:7 (0:5)       | seit 8. Juli 2014, 23. Minute                                                   | 4061         | Erster Rekordhalter, der seine Tore bei vier Turnieren (24 Einsätze) erzielte. Erster Rekordhalter, der den Rekord gegen die Mannschaft seines Vorgängers übernahm. |

### Die meisten Tore bei einer WM-Endrunde
Im jeweils fett markierten Jahr wurden die Spieler mit ihren jeweiligen Teams Weltmeister, in unterstrichenen Jahren waren die Spieler Torschützenkönig.
| Rang | Spieler           | Tore | Turnier |
| ---- | ----------------- | ---- | ------- |
| 1    | Just Fontaine     | 13   | 1958    |
| 2    | Sándor Kocsis     | 11   | 1954    |
| 3    | Gerd Müller       | 10   | 1970    |
| 4    | Ademir            | 9    | 1950    |
|      | Eusébio           |      | 1966    |
| 6    | Kylian Mbappé     | 8    | 2022    |
|      | Ronaldo           |      | 2002    |
| 8    | Jairzinho         | 7    | 1970    |
|      | Grzegorz Lato     |      | 1974    |
|      | Leônidas          |      | 1938    |
|      | Lionel Messi      |      | 2022    |
|      | Guillermo Stábile |      | 1930    |

### Alter der Spieler
Jüngste Teilnehmer:
- Der jüngste eingesetzte Spieler bei einer WM:  Norman Whiteside im Alter von 17 Jahren und 41 Tagen bei der WM 1982
- Der jüngste Teilnehmer, der bei einer WM ein Tor schoss:  Pelé im Alter von 17 Jahren und 239 Tagen bei der WM 1958
- Der jüngste Teilnehmer, der in einem Finale ein Tor schoss:  Pelé im Alter von 17 Jahren und 249 Tagen bei der WM 1958
- Der jüngste Teilnehmer, der Weltmeister wurde:  Pelé im Alter von 17 Jahren und 249 Tagen bei der WM 1958

Älteste Teilnehmer:
- Der älteste Teilnehmer bei einer WM:  Essam El-Hadary im Alter von 45 Jahren und 161 Tagen bei der WM 2018
- Der älteste Teilnehmer, der bei einer WM ein Tor schoss:  Roger Milla im Alter von 42 Jahren und 39 Tagen bei der WM 1994
- Der älteste Teilnehmer, der in einem Finale ein Tor schoss:  Nils Liedholm im Alter von 35 Jahren und 264 Tagen bei der WM 1958.[1]
- Der älteste Teilnehmer, der Weltmeister wurde:  Dino Zoff im Alter von 40 Jahren und 133 Tagen bei der WM 1982

### Torvorlagen
Die FIFA führt erst seit der WM 1966 eine Vorlagenstatistik.
| WM   | Vorlagengeber                                                                                    | Anzahl                                       |
| ---- | ------------------------------------------------------------------------------------------------ | -------------------------------------------- |
| 1966 | Sigfried Held, Uwe Seeler                                                                        | je 4                                         |
| 1970 | Pelé*                                                                                            | 5                                            |
| 1974 | Robert Gadocha                                                                                   | 5                                            |
| 1978 | Rob Rensenbrink, René van de Kerkhof                                                             | je 3                                         |
| 1982 | Pierre Littbarski                                                                                | 5                                            |
| 1986 | Diego Maradona*                                                                                  | 5                                            |
| 1990 | Andreas Brehme*, Jozef Chovanec, Ľubomír Moravčík                                                | je 3                                         |
| 1994 | Thomas Häßler                                                                                    | 5                                            |
| 1998 | Dennis Bergkamp, Youri Djorkaeff*, Tahar El-Khalej, Brian Laudrup, Ronaldo, Juan Sebastián Verón | je 3                                         |
| 2002 | Michael Ballack                                                                                  | 4                                            |
| 2006 | Francesco Totti*                                                                                 | 4                                            |
| 2010 | Kaká, Dirk Kuyt, Thomas Müller**, Mesut Özil, Bastian Schweinsteiger                             | je 3                                         |
| 2014 | Juan Cuadrado, Toni Kroos*                                                                       | je 4                                         |
| 2018 | 9 Spieler, darunter Antoine Griezmann*                                                           | je 2 (nicht in der FIFA-Statistik enthalten) |
| 2022 | Ivan Perišić, Lionel Messi*, Bruno Fernandes, Harry Kane, Antoine Griezmann                      | je 3                                         |

Anmerkungen: * = Spieler wurde Weltmeister, ** = Spieler wurde Torschützenkönig

## Trainer

### Trainer mit mindestens 10 Spielen
| Rang | Name                    | Spiele | Turniere | Mannschaften                                                                                 | Top-Vier-Platzierungen                               | Rekordhalter                                                                 |
| ---- | ----------------------- | ------ | -------- | -------------------------------------------------------------------------------------------- | ---------------------------------------------------- | ---------------------------------------------------------------------------- |
| 01.  | Helmut Schön †          | 25     | 4        | Deutschland (1966, 1970, 1974 und 1978)                                                      | Weltmeister 1974, Vizeweltmeister 1966, Dritter 1970 | seit 7. Juli 1974                                                            |
| 02.  | Carlos Alberto Parreira | 24     | 6        | Kuwait (1982), VAE (1990), Brasilien (1994 und 2006), Saudi-Arabien (1998), Südafrika (2010) | Weltmeister 1994                                     |                                                                              |
| 03.  | Luiz Felipe Scolari     | 21     | 3        | Brasilien (2002 und 2014), Portugal (2006)                                                   | Weltmeister 2002, Vierter 2006 und 2014              |                                                                              |
| 04.  | / Bora Milutinović      | 20     | 5        | Mexiko (1986), Costa Rica (1990), USA (1994), Nigeria (1998), China (2002)                   |                                                      |                                                                              |
| 04.  | Óscar Tabárez           | 20     | 4        | Uruguay (1990, 2010, 2014 und 2018)                                                          | Vierter 2010                                         |                                                                              |
| 04.  | Mário Zagallo †         | 20     | 3        | Brasilien (1970, 1974 und 1998)                                                              | Weltmeister 1970, Vizeweltmeister 1998, Vierter 1974 |                                                                              |
| 07.  | Didier Deschamps        | 19     | 3        | Frankreich (2014, 2018 und 2022)                                                             | Weltmeister 2018, Vizeweltmeister 2022               |                                                                              |
| 08.  | Enzo Bearzot †          | 18     | 3        | Italien (1978, 1982 und 1986)                                                                | Weltmeister 1982, Vierter 1978                       |                                                                              |
| 08.  | Guus Hiddink            | 18     | 3        | Niederlande (1998), Südkorea (2002), Australien (2006)                                       | Vierter 1998, 2002                                   |                                                                              |
| 08.  | Sepp Herberger †        | 18     | 4        | Deutschland (1938, 1954, 1958 und 1962)                                                      | Weltmeister 1954, Vierter 1958                       | 11. Juni 1958 bis 7. Juli 1974 (Vorgänger Vittorio Pozzo/ Italien, 9 Spiele) |
| 11.  | Joachim Löw             | 17     | 3        | Deutschland (2010, 2014 und 2018)                                                            | Weltmeister 2014, Dritter 2010                       |                                                                              |
| 12.  | Henri Michel †          | 16     | 4        | Frankreich (1986), Kamerun (1994), Marokko (1998), Elfenbeinküste (2006)                     | Dritter 1986                                         |                                                                              |
| 12.  | Guy Thys †              | 16     | 3        | Belgien (1982, 1986 und 1990)                                                                | Vierter 1986                                         |                                                                              |
| 14.  | Lajos Baróti †          | 15     | 4        | Ungarn (1958, 1962, 1966 und 1978)                                                           |                                                      |                                                                              |
| 15.  | Franz Beckenbauer †     | 14     | 2        | Deutschland (1986 und 1990)                                                                  | Weltmeister 1990, Vizeweltmeister 1986               |                                                                              |
| 15.  | Carlos Bilardo          | 14     | 2        | Argentinien (1986 und 1990)                                                                  | Weltmeister 1986, Vizeweltmeister 1990               |                                                                              |
| 15.  | Zlatko Dalić            | 14     | 2        | Kroatien (2018 und 2022)                                                                     | Zweiter 2018, Dritter 2022                           |                                                                              |
| 15.  | José Pékerman           | 14     | 3        | Argentinien (2006), Kolumbien (2014 und 2018)                                                |                                                      |                                                                              |
| 15.  | Walter Winterbottom †   | 14     | 4        | England (1950, 1954, 1958 und 1962)                                                          |                                                      |                                                                              |
| 20.  | Sven-Göran Eriksson †   | 13     | 3        | England (2002 und 2006), Elfenbeinküste (2010)                                               |                                                      |                                                                              |
| 20.  | Carlos Queiroz          | 13     | 4        | Portugal (2010), Iran (2014, 2018 und 2022)                                                  |                                                      |                                                                              |
| 20.  | Fernando Santos         | 13     | 3        | Griechenland (2014), Portugal (2018 und 2022)                                                |                                                      |                                                                              |
| 23.  | Louis van Gaal          | 12     | 2        | Niederlande (2014, 2022)                                                                     | Dritter 2014                                         |                                                                              |
| 23.  | César Luis Menotti †    | 12     | 2        | Argentinien (1978 und 1982)                                                                  | Weltmeister 1978                                     |                                                                              |
| 23.  | Bobby Robson †          | 12     | 2        | England (1986 und 1990)                                                                      | Vierter 1990                                         |                                                                              |
| 23.  | Gawriil Katschalin †    | 12     | 3        | UdSSR (1958, 1962 und 1970)                                                                  |                                                      |                                                                              |
| 23.  | Gareth Southgate        | 12     | 2        | England (2018, 2022)                                                                         | Vierter 2018                                         |                                                                              |
| 28.  | Jürgen Klinsmann        | 11     | 2        | Deutschland (2006), USA (2014)                                                               | Dritter 2006                                         |                                                                              |
| 28.  | Lars Lagerbäck          | 11     | 3        | Schweden (2002 und 2006), Nigeria (2010)                                                     |                                                      |                                                                              |
| 28.  | Antoni Piechniczek      | 11     | 2        | Polen(1982 und 1986)                                                                         | Dritter 1982                                         |                                                                              |
| 28.  | George Raynor †         | 11     | 2        | Schweden (1950 und 1958)                                                                     | Vizeweltmeister 1958, Dritter 1950                   |                                                                              |
| 32.  | Vicente del Bosque      | 10     | 2        | Spanien (2010 und 2014)                                                                      | Weltmeister 2010                                     |                                                                              |
| 32.  | Raymond Domenech        | 10     | 2        | Frankreich (2006 und 2010)                                                                   | Vizeweltmeister 2006                                 |                                                                              |
| 32.  | Michel Hidalgo †        | 10     | 2        | Frankreich (1978 und 1982)                                                                   | Vierter 1982                                         |                                                                              |
| 32.  | Marcello Lippi          | 10     | 2        | Italien (2006 und 2010)                                                                      | Weltmeister 2006                                     |                                                                              |
| 32.  | Roberto Martínez        | 10     | 2        | Belgien (2018 und 2022)                                                                      | Dritter 2018                                         |                                                                              |
| 32.  | Bert van Marwijk        | 10     | 2        | Niederlande (2010), Australien (2018)                                                        | Vizeweltmeister 2010                                 |                                                                              |
| 32.  | Alf Ramsey †            | 10     | 2        | England (1966 und 1970)                                                                      | Weltmeister 1966                                     |                                                                              |
| 32.  | Karl Rappan †           | 10     | 3        | Schweiz (1938, 1954 und 1962)                                                                |                                                      |                                                                              |
| 32.  | Telê Santana †          | 10     | 2        | Brasilien (1982 und 1986)                                                                    |                                                      |                                                                              |
| 32.  | Tite                    | 10     | 2        | Brasilien (2018, 2022)                                                                       |                                                      |                                                                              |
| 32.  | Berti Vogts             | 10     | 2        | Deutschland (1994 und 1998)                                                                  |                                                      |                                                                              |

- Luiz Felipe Scolari ist der erste Trainer, der 12 WM-Spiele in Folge gewonnen hat, 7 × mit Brasilien (2002) und 5 × (davon eins im Elfmeterschießen) mit Portugal (2006). Die Serie endete bei der WM 2006 im Halbfinale durch eine Niederlage gegen Frankreich.
- Luiz Felipe Scolari ist der erste Trainer, der dreimal das Halbfinale erreicht hat. 2002 mit Brasilien und anschließendem Titel gegen Deutschland, 2006 mit Portugal und anschließender Niederlage im Spiel um Platz 3 (1:3) gegen Deutschland sowie 2014 erneut mit Brasilien, wo er wieder auf Deutschland traf, mit 1:7 verlor und anschließend wie 2006 auch das Spiel um Platz 3 verlor.[4]
- Guus Hiddink war der erste, der mit zwei verschiedenen Ländern das Halbfinale erreichte, 1998 mit den Niederlanden und 2002 mit Südkorea, aber jeweils im Halbfinale gescheitert ist (und danach auch beide Male das Spiel um Platz 3 verlor).
- Die meisten Siege: 16, Helmut Schön
- Die meisten Titel: 2, Vittorio Pozzo (Italien, 1934 + 1938).
- Die meisten trainierten Länder: 5, Bora Milutinović (Mexiko, 1986; Costa Rica, 1990; USA, 1994; Nigeria, 1998; China, 2002) und Carlos Alberto Parreira (Brasilien, 1994 und 2006; Kuwait, 1982; VAE, 1990; Saudi-Arabien, 1998; Südafrika, 2010).
- Weltmeister als Spieler und Trainer/Teamchef: Mário Zagallo (mit Brasilien 1958 und 1962 / 1970), Franz Beckenbauer (mit Deutschland 1974 / 1990) und Didier Deschamps (mit Frankreich 1998 / 2018)
- Vizeweltmeister als Spieler und Trainer/Teamchef: bislang schafften dieses „Kunststück“ nur Franz Beckenbauer (mit Deutschland 1966 / 1986) und Rudi Völler (mit Deutschland 1986 / 2002).
- Jüngster Trainer bei einer Weltmeisterschaft war der Italiener Filippo Pascucci mit 26 Jahren und 337 Tagen (Argentinien, 1934).
- Ältester Trainer bei einer Weltmeisterschaft war der Deutsche Otto Rehhagel mit 71 Jahren und 317 Tagen (Griechenland, 2010).
- Jüngster Trainer eines Weltmeister-Teams war 1930 der Uruguayer Alberto Suppici mit 31 Jahren.
- Ältester Trainer eines Weltmeister-Teams war 2010 der Spanier Vicente del Bosque mit 59 Jahren.
- Bisher konnte kein Trainer, der nicht im Land des Weltmeisters geboren wurde, den Titel gewinnen. Die einzigen ausländischen Trainer, die das Finale erreichten, sind der Engländer George Raynor, der 1958 mit Schweden an Brasilien scheiterte, und die Österreicher Rudolf Vytlačil und Ernst Happel, die 1962 mit der Tschechoslowakei an Brasilien beziehungsweise 1978 mit den Niederlanden an Argentinien scheiterten.
- Einziger Trainer bei zwei Heim-WMs: Bora Milutinović 1986 mit Mexiko und 1994 mit den USA
- Erster Trainer, der mit einer Mannschaft gegen sein Geburtsland antrat:  József Nagy bei der WM 1938 im Halbfinale mit Schweden gegen Ungarn (1:5)
- John Herdman (England) ist der erste Trainer, der sowohl Mannschaften bei Weltmeisterschaften der Frauen (Neuseeland 2007 und 2011, Kanada 2015) als auch der WM der Männer (Kanada 2022) betreut hat.
- Paulo Bento (Portugal/Südkorea) ist der erste Trainer, der 2022 bei einer WM die Rote Karte erhielt.
- Bislang standen sechs Trainer in zwei WM-Endspielen: Vittorio Pozzo 1934 und 1938, Helmut Schön 1966 und 1974, Franz Beckenbauer und Carlos Bilardo 1986 und 1990, Mário Zagallo 1970 und 1998 sowie Didier Deschamps 2018 und 2022. Nur Vittorio Pozzo konnte beide Endspiele gewinnen.

## Schiedsrichter
- Insgesamt 14 Schiedsrichter kamen zu mindestens einer Spielleitung bei drei Endrunden:
 John Langenus (1930–1938),  Ivan Eklind (1934–1950),  Benjamin Griffiths (1950–1958),  Arthur Ellis (1950–1958),  Juan Gardeazábal (1958–1966),  Erik Fredriksson,  Jamal al-Sharif (1986–1994),  Joël Quiniou (1986–1994),  Ali Bujsaim (1994–2002),  Óscar Ruiz (2002–2010),  Carlos Simon (2002–2010),  Marco Rodríguez (2006–2014),  Ravshan Ermatov (2010–2018),  Bakary Gassama (2014–2022). Joel Aguilar (El Salvador, 2010–2018) und Alireza Faghani (Iran, 2014–2022) gehörten ebenfalls bei drei Endrunden zum Schiedsrichteraufgebot, amtierten bei ihrer jeweils ersten Teilnahme aber lediglich als Vierte Offizielle.
- Ravshan Ermatov (Usbekistan) leitete die meisten Spiele: 11 (2010–2018)
- Benito Armando Archundia (Mexiko) ist der erste Schiedsrichter, der bei einer WM (2006) fünf Spiele (Brasilien – Kroatien, Frankreich – Südkorea, Tschechien – Italien, Schweiz – Ukraine und Deutschland – Italien) leitete.
- Horacio Elizondo (Argentinien) ist der erste Schiedsrichter, der bei einer WM (2006) sowohl das Eröffnungsspiel als auch das Finale leitete und damit gleichzeitig den Rekord von fünf Spielen bei einer WM von Benito Armando Archundia einstellte. Seinem Landsmann Néstor Pitana gelang dies bei der WM 2018 ebenfalls.
- Tōru Kamikawa (Japan) ist der erste Profischiedsrichter bei einer WM (2006)
- Joël Quiniou (Frankreich) (1986–1994) vergab die schnellste Rote Karte (nach 52 Sekunden, 1986 gegen Uruguays José Batista) und war der erste Schiedsrichter, der acht Spiele leitete; ebenfalls 8 Spiele leiteten der Uruguayer Jorge Larrionda und Benito Armando Archundia (beide 2006–2010)
- Arturo Brizio Carter (1994–1998) stellte die meisten Spieler vom Platz (7)
- Francisco Mateucci (Uruguay) war mit 28 Jahren der jüngste Schiedsrichter (1930)
- George Reader (England) war mit 53 Jahren der älteste Schiedsrichter (1950)
- Das Spiel Argentinien – Mexiko bei der WM 1930 wurde vom bolivianischen Trainer Ulises Saucedo geleitet. In dieser Partie verhängte er insgesamt drei Strafstöße (einen gegen Mexiko, zwei gegen Argentinien). In keinem WM-Spiel wurden mehr Elfmeter gegeben, in vier weiteren zeigten die Schiedsrichter ebenfalls dreimal während der regulären Spielzeit und Verlängerung auf den Punkt.
- Szymon Marciniak ist der erste Schiedsrichter, der drei Strafstöße in einem WM-Finale verhängte (2022, zwei gegen Argentinien, einen gegen Frankreich). Die bisherige Bestmarke datierte aus dem Jahr 1974, als John Taylor den Niederlanden und Deutschland jeweils einen Elfmeter zusprach.
- Antonio Mateu Lahoz sprach die meisten Verwarnungen in einem WM-Spiel aus. Im Viertelfinale der WM 2022 zwischen den Niederlanden und Argentinien zeigte er insgesamt 17 gelbe Karten (7 für die Niederlande, 10 für Argentinien – davon je eine für den Trainer und einen Co-Trainer) und verwies zudem Denzel Dumfries während des Elfmeterschießens mit gelb-rot des Feldes. Damit überbot er die existierende Rekordmarke von Walentin Iwanow aus der medial als „Schlacht von Nürnberg“ bezeichneten Achtelfinalpartie 2006 Portugal – Niederlande (12 gelbe und 4 gelb-rote).
- Edgardo Codesal Méndez ist der erste Schiedsrichter, der im WM-Finale einem Spieler (Pedro Monzón) die Rote Karte zeigte. Zudem verwies er im selben Spiel Gustavo Dezotti als ersten Spieler wegen einer Tätlichkeit im Finale des Feldes (1990).
- Said Belqola ist der erste Schiedsrichter, der im WM-Finale einem Spieler (Marcel Desailly) die Gelb-Rote Karte zeigte (1998).
- Howard Webb zeigte in einem Endspiel (2010) die meisten gelben Karten. Mit 13 gelben Karten (8 für Niederländer und 5 für Spanier) überbot er den Rekord von Romualdo Arppi Filho (Brasilien) aus dem Spiel Argentinien – Deutschland bei der WM 1986 (4 × gelb für Argentinien, 2 × gelb für Deutschland). Zudem zeigte Webb John Heitinga die Gelb-Rote Karte.
- Die meisten Endspiele wurden von Engländern und Italienern geleitet: 3 (William Ling/1954, John Taylor/1974 und Howard Webb/2010 beziehungsweise Sergio Gonella/1978, Pierluigi Collina/2002 und Nicola Rizzoli/2014), es folgen mit je 2 Endspielen Brasilianer, Franzosen und Argentinier.[5]
- Bisher wurden die Endspiele nur von Schiedsrichtern geleitet, die aus Ländern kommen, die selber mindestens einmal an einer WM teilnahmen. Rudi Glöckner (DDR), der 1970 das Finale leitete, ist aber der einzige, der dies vor der Teilnahme seines Verbandes tat.
- Graham Poll sorgte am 22. Juni 2006 für ein Kuriosum, als er im Spiel Kroatien – Australien bei der WM 2006 den Kroaten Josip Šimunić versehentlich erst nach der dritten Gelben Karte des Feldes verwies.
- Stéphanie Frappart (Frankreich) leitete als erste Schiedsrichterin ein Spiel bei der WM der Männer, das Gruppenspiel zwischen Costa Rica und Deutschland am 1. Dezember 2022

Anmerkung: Fett markierte Schiedsrichter waren auch für die WM 2022 nominiert.

## Platzverweise
- Erster Platzverweis: Plácido Galindo (Peru) bei der 1. WM 1930 in Uruguay in der 70. Minute des Spiels Rumänien gegen Peru (Endstand 3:1)
- Die erste rote Karte erhielt Carlos Caszely aus Chile bei der WM 1974 in und im Spiel gegen Deutschland
- Die erste rote Karte in einem WM-Finale erhielt Pedro Monzón (Argentinien) im Endspiel gegen Deutschland bei der WM 1990 in Italien.
- Die meisten roten Karten: Rigobert Song (Kamerun) und Zinédine Zidane (Frankreich) – je zweimal bei insgesamt 3 WM-Teilnahmen.
- Der schnellste Platzverweis: José Batista (Uruguay) im Spiel Uruguay gegen Schottland bei der WM 1986 in Mexiko (Endstand 0:0) nach 52 Sekunden durch Schiedsrichter Quiniou (Frankreich).[6][7]
- Bisher gab es erst 2 Rote Karten für uneingesetzte Spieler auf der Ersatzbank sitzend: 1990 in Italien an Srečko Katanec sowie 2002 in Japan/Südkorea für Claudio Caniggia.[8]
- Die meisten Platzverweise in einem WM-Spiel gab es mit 4 Gelb-Rote Karten (jeweils 2 pro Team) im Achtelfinale zwischen Portugal und den Niederlanden bei der WM 2006
- 2006 erhielt der Argentinier Cufré für eine Tätlichkeit nach Spielende einen Platzverweis, ohne im Spiel eingesetzt worden zu sein.
- Die meisten gelb-roten Karten eines Turnieres gab es mit 18 Stück bei der WM 2006 in Deutschland.
- Als erster Trainer bei einem WM-Spiel erhielt in Katar 2022 der südkoreanische Nationalcoach Paulo Bento (Portugal) im zweiten Gruppenspiel gegen Ghana eine rote Karte.

### Die Nationen mit den meisten Platzverweisen
(In Klammern dahinter jeweils die Anzahl davon mittels gelb-roter Karte)
- 11: Brasilien (1)
- 10: Argentinien (1)
- 09: Uruguay (1)

Kamerun (2)
- 08: Deutschland (3)

Italien (1)
- 07: Niederlande (4)
- 06: Frankreich (1)

Tschechoslowakei/Tschechien (1)
Mexiko (2)
Portugal (3)
- 05: Ungarn

## Verwarnungen
Verwarnungen bei den ersten Turnieren sind nicht dokumentiert. Seit 1970 erhalten Spieler bei einer Verwarnung die Gelbe Karte.
Die meisten Verwarnungen in den einzelnen Turnieren erhielten folgende Mannschaften:
- 1962: Argentinien – 1 in 3 Spielen
- 1966: Deutschland – 4 in 6 Spielen
- 1970: Uruguay – 7 in 6 Spielen
- 1974: Brasilien und Niederlande – 11 in 7 Spielen
- 1978: Brasilien – 9 in 7 Spielen
- 1982: Italien – 11 in 7 Spielen
- 1986: Argentinien – 12 in 7 Spielen
- 1990: Argentinien – 22 in 7 Spielen
- 1994: Bulgarien – 19 in 7 Spielen
- 1998: Kroatien – 19 in 7 Spielen
- 2002: Türkei – 17 in 7 Spielen
- 2006: Portugal – 20 in 7 Spielen
- 2010: Niederlande – 22 in 7 Spielen
- 2014: Brasilien – 14 in 7 Spielen
- 2018: Kroatien – 15 in 7 Spielen
- 2022: Argentinien – 19 in 7 Spielen (Davon je eine für Co-Trainer Wálter Samuel und Trainer Lionel Scaloni)
- Die meisten gelben Karten in einem WM-Spiel gab es im Viertelfinale Niederlande – Argentinien bei der WM 2022 in Katar mit 17 Gelben und zudem einer gelb-roten Karte.
- Das WM-Finalspiel mit den meisten Verwarnungen war das Endspiel 2010 in Südafrika zwischen den Niederlanden und Spanien. Hier wurden 13 gelbe und 1 gelb-rote Karte vergeben.
- Die Französin Stéphanie Frappart erteilte bei der Männer-WM in Katar 2022 als erste Schiedsrichterin in der Geschichte eine Gelbe Karte an Costa Rica im Spiel gegen Deutschland.
- Als erster Trainer bei einem WM-Spiel erhielt in Katar 2022 der südkoreanische Nationalcoach Paulo Bento (Portugal) im ersten Gruppenspiel gegen Uruguay eine gelbe Karte.

## Strafstöße

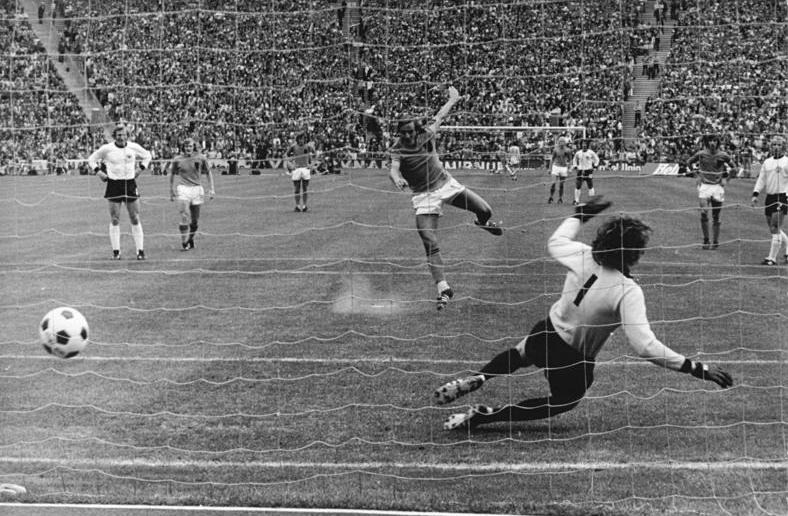
Johan Neeskens verwandelt den Elfmeter in der 2. Minute des Finales 1974

- Erster verwandelter Elfmeter: Manuel Rosas (Mexiko) am 19. Juli 1930 in der 42. Minute[9] zum 1:3 gegen Argentinien (Endstand 3:6). Zuvor hatte der mexikanische Torhüter Óscar Bonfiglio in der 23. Minute einen Handelfmeter von Fernando Paternóster gehalten.[10] Im ca. zwei Stunden zuvor stattgefundenen Spiel Frankreich – Chile hatte der französische Torhüter Alex Thépot in der 30. Spielminute einen Foulelfmeter von Guillermo Saavedra gehalten.[11]
- Die meisten Elfmetertore: Gabriel Batistuta, Eusébio, Rob Rensenbrink, Harry Kane und Lionel Messi – je 4 Tore
- Der schnellste in einem WM-Spiel gegebene Elfmeter war der in der 1. Minute im Finale Deutschland – Niederlande bei der WM 1974; Johan Neeskens verwandelte ihn zum 1:0 für die Niederlande. Die deutsche Mannschaft hatte vor dem Gegentreffer keine einzige Ballberührung. Es war zugleich der erste Elfmeter, der in einem WM-Finale verwandelt wurde.
- Der späteste entscheidende Elfmeter in der regulären Spielzeit war der Elfmeter im Achtelfinale Italien – Australien bei der WM 2006; Francesco Totti verwandelte ihn in der fünften Minute der Nachspielzeit zum 1:0 für Italien. In folgenden Spielen wurde auf Elfmeter in der 90. beziehungsweise 120. Minute entschieden:
  - WM 1962: Mexiko – ČSSR zum 3:1 für Mexiko
  - WM 1974: Deutschland – Schweden zum 4:2 für Deutschland
  - WM 1994: Argentinien – Griechenland zum 4:0 für Argentinien
  - WM 1998: Südafrika – Saudi-Arabien zum 2:2 für Südafrika, das Ergebnis war aber für das Fortkommen im Turnier nicht mehr relevant
  - WM 1998: Italien – Österreich, der Anschlusstreffer Österreichs zum 2:1
  - WM 2002: Achtelfinale Spanien – Irland zum 1:1-Ausgleichstreffer für Irland, Spanien erreichte das Viertelfinale im Elfmeterschießen.
  - WM 2010: Achtelfinale Niederlande – Slowakei in der 3. Minute der Nachspielzeit zum 1:2-Anschlusstreffer für die Slowakei, das Spiel wurde unmittelbar danach beendet.
  - WM 2010: Viertelfinale Uruguay – Ghana in der letzten Minute der Nachspielzeit der Verlängerung beim Stand von 1:1. Asamoah Gyan, der in der Vorrunde 2 Elfmeter verwandelt hatte, verschoss, und im folgenden Elfmeterschießen verlor Ghana mit 2:4, wobei Gyan den 1. Elfmeter für Ghana verwandelte.
  - WM 2014: Griechenland – Elfenbeinküste. Giorgos Samaras verwandelte in der 93. Minute zum 2:1 für Griechenland, das dadurch anstelle der Elfenbeinküste ins Achtelfinale einzog
  - WM 2014: Achtelfinale Niederlande – Mexiko. Klaas-Jan Huntelaar trifft in der 94. Minute zum 2:1-Siegtreffer
  - WM 2018: Iran gegen Portugal – Karim Ansarifard trifft zum 1:1-Ausgleich für den Iran, wodurch Spanien statt Portugal Gruppensieger wird.
  - WM 2022: England – Iran: Mehdi Taremi trifft in der 12. Minute der Nachspielzeit zum 6:2-Endstand; Portugal – Uruguay: Bruno Fernandes trifft in der 3. Minute der Nachspielzeit zum 2:0-Endstand; Frankreich – Polen: Robert Lewandowski trifft in der 9. Minute der Nachspielzeit zum 3:1-Endstand
- Weitere entscheidende Elfmeter in den Schlussminuten gab es in folgenden Spielen:
  - WM 1998: Vorrunde Brasilien – Norwegen 88. Minute zum 1:2, dadurch wurde Norwegen Zweiter und qualifizierte sich für das Achtelfinale
- Ghana ist die erste Mannschaft, die allein durch Elfmetertore die K.-o.-Runde erreichte. Asamoah Gyan erzielte 2010 den 1:0-Siegtreffer gegen Serbien und den 1:1-Ausgleich gegen Australien per Handelfmeter. Erst im Achtelfinale gelangen Ghana zwei Tore aus dem Spiel heraus.
- Iker Casillas ist der erste Torhüter, der bei zwei Weltmeisterschaften einen Elfmeter halten konnte: 2002 im Achtelfinale gegen Irland und 2010 im Viertelfinale gegen Paraguay.
- Spanien erhielt bisher bei Weltmeisterschaften die meisten Elfmeter zugesprochen: 17, von denen nur 2 (2010) verschossen wurden.[12]
- Asamoah Gyan (2006 gegen Tschechien in der Vorrunde und 2010 gegen Uruguay im Viertelfinale) und Lionel Messi (2018 gegen Island und 2022 gegen Polen, jeweils in der Vorrunde) sind die einzigen Spieler, die bei 2 Weltmeisterschaften je einen Elfmeter verschossen.
- Die Weltmeisterschaft mit den meisten Strafstößen ist die WM von 2018 in Russland mit 29 Stück.

## Tore
Die WM mit den meisten Turniertoren insgesamt war Katar 2022 mit 172 (⌀: 2,69 pro Spiel)

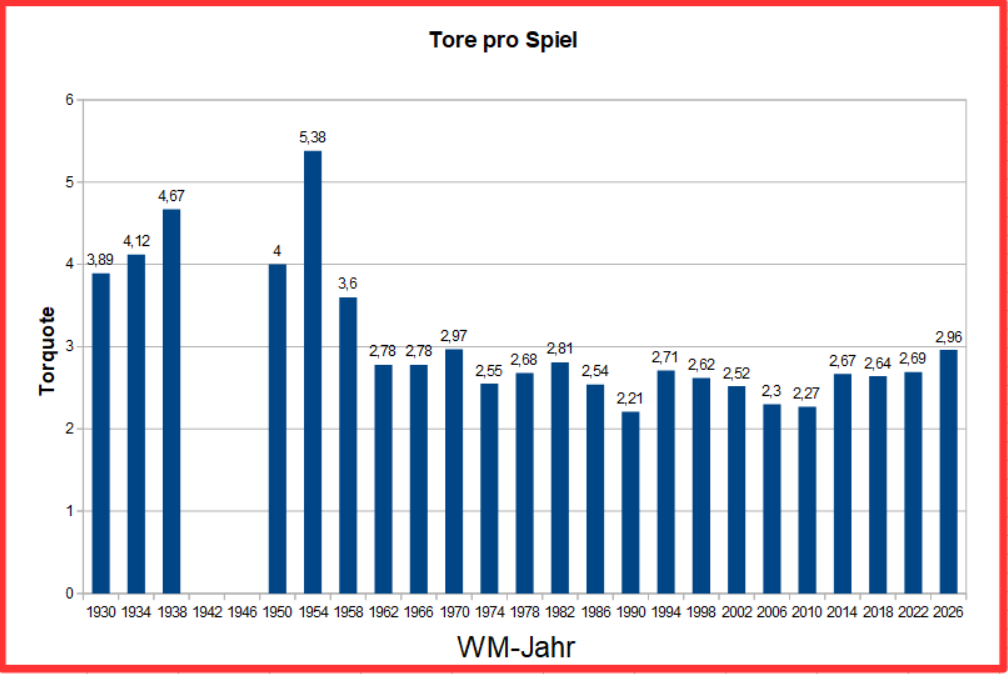
Torquoten der WM-Endrunden

### Spieler
- Das erste Weltmeisterschaftstor:  Lucien Laurent nach 19 Minuten gegen Mexiko bei der WM 1930.
- Das erste Golden Goal bei einer WM schoss  Laurent Blanc im Achtelfinale bei der WM 1998 gegen Paraguay zum 1:0 für Frankreich.
- Der erste Spieler, der bei einer WM einen „lupenreinen“ Hattrick schoss:  Edmund Conen am 27. Mai 1934 im Spiel gegen Belgien, Endstand 5:2.
- Die meisten Tore in einem Spiel:  Oleg Anatoljewitsch Salenko – 5 Tore im Spiel gegen Kamerun, Endstand: 6:1 (1994).
- Die meisten Spiele ohne Gegentor:  Peter Shilton (1982–1990) und  Fabien Barthez (1998–2006) (Frankreich) – 10.
- Die meisten Tore in einem Weltmeisterschaftsturnier:  Just Fontaine – 13 Treffer in 6 Begegnungen bei der WM 1958
- Die meisten Kopfballtore in einem Weltmeisterschaftsturnier:  Miroslav Klose – 5 von 5 Treffern durch Kopfbälle in 7 Begegnungen bei der WM 2002.
- Die meisten Gegentore:  Antonio Carbajal 25 in 11 Spielen von 1950 bis 1966, davon nur ein Spiel ohne Gegentor
- Meiste Weltmeisterschaften mit mindestens einem Tor: 5,  Cristiano Ronaldo (2006, 2010, 2014, 2018, 2022)
- Meiste Weltmeisterschaften mit mindestens zwei Toren: 4,  Uwe Seeler (1958, 1962, 1966, 1970) und  Miroslav Klose (2002, 2006, 2010, 2014)
- Meiste Weltmeisterschaften mit mindestens drei Toren: 3,  Jürgen Klinsmann (1990, 1994, 1998),  Ronaldo (1998, 2002, 2006) und  Miroslav Klose: (2002, 2006, 2010)
- Meiste Weltmeisterschaften mit mindestens vier Toren: 3,  Miroslav Klose (2002, 2006, 2010)
- Meiste Weltmeisterschaften mit mindestens fünf Toren: 2,  Teófilo Cubillas (1970, 1978),  Miroslav Klose (2002, 2006) und  Thomas Müller (2010, 2014)
- Die erfolgreichsten WM-Torschützen insgesamt → siehe oben
- Die schnellsten aufeinanderfolgenden Tore eines Spielers (Doppelpack):  Toni Kroos, zwei Tore innerhalb von 69 Sekunden im Spiel gegen Brasilien 2014[13]
- Die schnellsten Weltmeisterschaftstore nach Spielbeginn:
  1.  Hakan Şükür nach 11 Sekunden im Spiel gegen Südkorea 2002
  2.  Václav Mašek nach 15 Sekunden im Spiel gegen Mexiko 1962
  3.  Ernst Lehner nach 25 Sekunden im Spiel gegen Österreich 1934
  4.  Bryan Robson nach 28 Sekunden im Spiel gegen Frankreich 1982
  5.  Clint Dempsey nach 30 Sekunden im Spiel gegen Ghana 2014
- Das schnellste Weltmeisterschaftstor nach einer Einwechslung:  Ebbe Sand nach 16 Sekunden gegen Nigeria bei der WM 1998.
- Die spätesten Weltmeisterschaftstore nach Spielbeginn:
  - Ohne Verlängerung und mittels Strafstoß verwandelt:
    -  Mehdi Taremi nach 90+12 Minuten im Gruppenspiel gegen England bei der WM 2022

  - Ohne Verlängerung und regulär ausgespielt:
    -  Wout Weghorst nach 90+11 Minuten im Viertelfinale gegen Argentinien bei der WM 2022.

  - Mit Verlängerung:
    -  Alessandro Del Piero nach 120+1 Minuten im Halbfinale gegen Deutschland bei der WM 2006.[14][15]
    -  Abdelmoumene Djabou nach 120+1 Minuten im Achtelfinale gegen Deutschland bei der WM 2014.

#### Eigentore
- Das erste Eigentor:  Manuel Rosas, Mexiko bei der WM 1930 gegen Chile.[16]
- Das späteste Eigentor:  Aziz Bouhaddouz am 15. Juni 2018 in der 5. Minute der Nachspielzeit zum 0:1 gegen den Iran.[17]
- Das erste Eigentor in einem Finale:  Mario Mandžukić am 15. Juli 2018 gegen Frankreich zum 0:1 (Endstand: 2:4).

#### Jubiläumstore
| Nr.                                   | Name                    | Tor             | Spiel                                           | Datum      |
| ------------------------------------- | ----------------------- | --------------- | ----------------------------------------------- | ---------- |
| 1.                                    | Lucien Laurent          | 1:0 (19.)       | Frankreich – Mexiko 4:1                         | 13.07.1930 |
| 100.                                  | Angelo Schiavio         | 5:1 (64.)       | Italien – USA 7:1                               | 27.05.1934 |
| 200.                                  | Harry Andersson         | 8:0 (89.)       | Schweden – Kuba 8:0                             | 12.06.1938 |
| 300.                                  | Chico                   | 4:0 (55.)       | Brasilien – Spanien 6:1                         | 13.07.1950 |
| 400.                                  | Max Morlock             | 4:1 (84.)       | BR Deutschland – Türkei 4:1                     | 17.06.1954 |
| 500.                                  | Bobby Collins           | 3:2 (76.)       | Paraguay – Schottland 2:3                       | 11.06.1958 |
| 600.                                  | Dražan Jerković         | 3:1 (49.)       | Jugoslawien – Uruguay 3:1                       | 02.06.1962 |
| 700.                                  | Pak Seung-zin           | 1:1 (88.)       | Nordkorea – Chile 1:1                           | 15.07.1966 |
| 800.                                  | Gerd Müller             | 5:1 (88.)       | BR Deutschland – Bulgarien 5:2                  | 07.06.1970 |
| 900.                                  | Héctor Yazalde          | 1:0 (15.)       | Argentinien – Haiti 4:1                         | 23.06.1974 |
| 1.000.                                | Rob Rensenbrink         | 0:1 (34.)       | Schottland – Niederlande 3:2                    | 11.06.1978 |
| 1.100.                                | Serhij Baltatscha       | 3:0 (68.)       | UdSSR – Neuseeland 3:0                          | 19.06.1982 |
| 1.200.                                | Jean-Pierre Papin       | 1:0 (79.)       | Frankreich – Kanada 7:2                         | 01.06.1986 |
| 1.300.                                | Gary Lineker            | 3:0 (72.)       | England – Paraguay 3:0                          | 18.06.1986 |
| 1.400.                                | Johnny Ekström          | 1:0 (32.)       | Schweden – Costa Rica 1:2                       | 20.06.1990 |
| 1.500.                                | Claudio Caniggia        | 1:1 (21.)       | Argentinien – Nigeria 2:1                       | 25.06.1994 |
| 1.600.                                | Pierre Issa             | 00 2:0 (77. ET) | Frankreich – Südafrika 3:0                      | 12.06.1998 |
| 1.700.                                | Slobodan Komljenović    | 0:10 (3.)       | USA – Jugoslawien 0:1                           | 25.06.1998 |
| 1.800.                                | Beto                    | 3:1 (39.)       | USA – Portugal 3:2                              | 05.06.2002 |
| 1.900.                                | Christian Vieri         | 0:1 (18.)       | Südkorea – Italien 2:1 n.GG.                    | 18.06.2002 |
| 2.000.                                | Marcus Allbäck          | 1:1 (51.)       | Schweden – England 2:2                          | 20.06.2006 |
| 2.100.                                | Chicharito              | 0:1 (64.)       | Frankreich – Mexiko 0:2                         | 17.06.2010 |
| 2.200.                                | Arjen Robben            | 1:3 (73.)       | Uruguay – Niederlande 2:3                       | 06.07.2010 |
| 2.300.                                | Jermaine Jones          | 1:1 (64.)       | USA – Portugal 2:2                              | 22.06.2014 |
| 2.400.                                | Luka Modrić             | 2:0 (71.)       | Kroatien – Nigeria 2:0                          | 16.06.2018 |
| 2.500.                                | Fakhreddine Ben Youssef | 1:1 (51.)       | Panama – Tunesien 1:2                           | 28.06.2018 |
| 2.600.                                | Robert Lewandowski      | 2:0 (82.)       | Polen – Saudi-Arabien 2:0                       | 26.11.2022 |
| 2.700.                                | Lionel Messi            | 0:2 (73.)       | Niederlande – Argentinien 2:2 n. V. (3:4 i. E.) | 09.12.2022 |
| Stand: 18. Dezember 2022 (2.720 Tore) |                         |                 |                                                 |            |

### Mannschaften
- Vier Tore in der kürzesten Zeit:  Deutschland 4 Tore in 6 Minuten – 7:1 gegen Brasilien (2014)
- Die meisten Tore nach Standardsituationen in einem Weltmeisterschaftsturnier: 8 von England bei der WM 2018 ; 8 von Portugal bei der WM 1966[18]
- Die meisten erzielten Tore (1930 bis 2022):  Brasilien: 237
- Vier der bisher 80 WM-Endrundenteilnehmer erzielten bisher noch kein Tor. Alle vier nahmen auch erst an einem WM-Endrundenturnier teil:  Niederländisch-Indien (1938),  Zaire (1974),  Volksrepublik China (2002),  Trinidad und Tobago (2006)
- Die meisten Turniertore: Fett markierte Mannschaften gewannen das jeweilige Turnier und wurden Weltmeister. Nur neun von bisher 22 Weltmeisterschaften wurden von dem Team gewonnen, das die meisten Tore erzielte. Die Mannschaft mit den meisten Toren wurde sechsmal Vizeweltmeister (wobei die Niederlande 1978 ebenso viele Tore schossen wie Weltmeister Argentinien), siebenmal Dritter und nur einmal Vierter. Dreimal schoss ein Neuling die meisten Turniertore: 1930, 1934 und 1966
  - 1930:  Argentinien – 18 in 4 Spielen
  - 1934:  Italien – 12 in 5 Spielen
  - 1938:  Ungarn – 15 in 4 Spielen
  - 1950:  Brasilien – 22 in 6 Spielen
  - 1954:  Ungarn – 27 in 5 Spielen
  - 1958:  Frankreich – 23 in 6 Spielen
  - 1962:  Brasilien – 14 in 6 Spielen
  - 1966:  Portugal – 17 in 6 Spielen
  - 1970:  Brasilien – 19 in 6 Spielen
  - 1974:  Polen – 16 in 7 Spielen
  - 1978:  Argentinien und  Niederlande – je 15 in 7 Spielen
  - 1982:  Frankreich – 16 in 7 Spielen
  - 1986:  Argentinien – 14 in 7 Spielen
  - 1990:  BR Deutschland – 15 in 7 Spielen
  - 1994:  Schweden – 15 in 7 Spielen
  - 1998:  Frankreich – 15 in 7 Spielen
  - 2002:  Brasilien – 18 in 7 Spielen
  - 2006:  Deutschland – 14 in 7 Spielen
  - 2010:  Deutschland – 16 in 7 Spielen
  - 2014:  Deutschland – 18 in 7 Spielen
  - 2018:  Belgien – 16 in 7 Spielen
  - 2022:  Frankreich – 16 in 7 Spielen

#### Gegentore
- Die meisten kassierten Gegentore:  Deutschland: 130
- Die wenigsten Gegentore insgesamt:  Angola: 2 (einzige Endrundenteilnahme 2006, nur 3 Vorrundenspiele)
- Die meisten Turnier-Gegentore: Noch nie konnte die Mannschaft mit den meisten Gegentoren Weltmeister werden, jedoch bei bisher zweiundzwanzig Weltmeisterschaften immerhin achtmal eine Top-4-Platzierung erreichen. Brasilien wurde 1998 Vizeweltmeister und 2014 Vierter, Deutschland wurde 1934 und 1970 ebenso wie Schweden 1950 und Frankreich 1958 Dritter. Belgien wurde 1986 und Bulgarien 1994 Vierter. Neunmal kassierte ein Neuling die meisten Gegentore (1930, 1934, 1938, 1954, 1962, 1966, 1974, 1990 und 2018).
  - 1930:  Mexiko – 13 in 3 Spielen
  - 1934:  Deutschland – 8 in 4 Spielen
  - 1938:  Kuba – 12 in 3 Spielen
  - 1950:  Schweden – 15 in 5 Spielen
  - 1954:  Südkorea – 16 in 2 Spielen
  - 1958:  Frankreich – 15 in 6 Spielen
  - 1962:  Kolumbien – 11 in 3 Spielen
  - 1966:  Schweiz – 9 in 3 Spielen •  Nordkorea – 9 in 4 Spielen
  - 1970:  BR Deutschland – 10 in 6 Spielen
  - 1974:  Zaire – 14 in 3 Spielen •  Haiti – 14 in 3 Spielen
  - 1978:  Mexiko – 12 in 3 Spielen •  Peru – 12 in 6 Spielen
  - 1982:  El Salvador – 13 in 3 Spielen
  - 1986:  Belgien – 15 in 7 Spielen
  - 1990:  V.A. Emirate – 11 in 3 Spielen
  - 1994:  Kamerun – 11 in 3 Spielen •  Bulgarien – 11 in 7 Spielen
  - 1998:  Brasilien – 10 in 7 Spielen
  - 2002:  Saudi-Arabien – 12 in 3 Spielen
  - 2006:  Serbien und Montenegro – 10 in 3 Spielen
  - 2010:  Nordkorea – 12 in 3 Spielen
  - 2014:  Brasilien – 14 in 7 Spielen
  - 2018:  Panama – 11 in 3 Spielen
  - 2022:  Costa Rica – 11 in 3 Spielen
- Die wenigsten Turnier-Gegentore: Nur zweimal konnte die Mannschaft mit den wenigsten Gegentoren auch Weltmeister werden. In beiden Fällen gab es aber noch eine weitere Mannschaft mit den wenigsten Gegentoren, die in beiden Fällen in der ersten K.-o.-Runde gegen den späteren Weltmeister ausschied. Häufig schieden Mannschaften mit den wenigsten Gegentoren schon in der Gruppenphase aus. Nur einmal blieb eine Mannschaft im Turnierverlauf ohne Gegentor, schied dann aber in der K.-o.-Runde durch Elfmeterschießen aus (Schweiz/2006). Nur zweimal (1990/Italien und 1998/Frankreich) kassierte der Gastgeber die wenigsten Gegentore, in beiden Fällen gab es aber weitere Mannschaften mit gleich vielen Gegentoren.
  - 1930:  Brasilien – 2 in 2 Spielen (als Gruppenzweiter ausgeschieden)
  - 1934:  Rumänien – 2 in 1 Spiel (Niederlage im Achtelfinale gegen den späteren Vizeweltmeister Tschechoslowakei)
  - 1938:  Norwegen – 2 in 1 Spiel (Niederlage nach Verlängerung im Achtelfinale gegen den Titelverteidiger und späteren Weltmeister Italien)
  - 1950:  England – 2 in 3 Spielen (als Gruppenzweiter ausgeschieden)
  - 1954:  Jugoslawien – 3 in 4 Spielen und  Frankreich – 3 in 3 Spielen (als Gruppendritter ausgeschieden)
  - 1958:  Brasilien – 4 in 6 Spielen und  Wales – 4 in 5 Spielen (im Viertelfinale gegen Brasilien ausgeschieden)
  - 1962:  BR Deutschland – 2 in 4 Spielen und  Italien – 2 in 3 Spielen (als Gruppendritter ausgeschieden)
  - 1966:  Argentinien – 2 in 4 Spielen und  Italien – 2 in 3 Spielen (als Gruppendritter ausgeschieden)
  - 1970:  Sowjetunion – 2 in 4 Spielen und  Schweden 2 in 3 Spielen (als Gruppendritter ausgeschieden)
  - 1974:  Schottland – 1 in 3 Spielen (als Gruppendritter ausgeschieden)
  - 1978:  Spanien und  Tunesien – je 2 in 3 Spielen (als Gruppendritte ausgeschieden)
  - 1982:  England – 1 in 5 Spielen und  Kamerun – 1 in 3 Spielen (als Gruppendritter ausgeschieden, da weniger Tore geschossen als der spätere Weltmeister Italien)
  - 1986:  Brasilien – 1 in 5 Spielen (im Viertelfinale durch Elfmeterschießen ausgeschieden)
  - 1990:  Italien – 2 in 7 Spielen,  Brasilien – 2 in 4 Spielen und  Ägypten – 2 in 3 Spielen (als Gruppenletzter ausgeschieden)
  - 1994:  Norwegen – 1 in 3 Spielen (als Gruppenletzter ausgeschieden, da die wenigsten Tore der Gruppe geschossen)
  - 1998:  Frankreich – 2 in 7 Spielen und  Paraguay – 2 in 4 Spielen (ausgeschieden gegen Frankreich im Achtelfinale)
  - 2002:  Argentinien – 2 in 3 Spielen (als Gruppendritter ausgeschieden)
  - 2006:  Schweiz – 0 in 4 Spielen (im Achtelfinale durch Elfmeterschießen ausgeschieden)
  - 2010:  Portugal – 1 in 4 Spielen und  Schweiz – 1 in 3 Spielen
  - 2014:  Costa Rica – 2 in 5 Spielen (im Viertelfinale durch Elfmeterschießen ausgeschieden)
  - 2018:  Dänemark – 2 in 4 Spielen (im Achtelfinale durch Elfmeterschießen ausgeschieden),  Iran und  Peru – je 2 in 3 Spielen
  - 2022:  Tunesien – 1 in 3 Spielen (als Gruppendritter ausgeschieden)

## Serien

### Spieler
- Die meisten WM-Spielminuten: Lionel Messi mit 2314 Minuten
- Die meisten WM-Spielminuten ohne Gegentor: Walter Zenga mit 517 Spielminuten
- Der Brasilianer Gilmar ist der einzige Torhüter, der bei zwei Finalteilnahmen hintereinander (1958 und 1962) den WM-Titel gewinnen konnte. Ebenfalls zweimal in Folge in einem Finale standen der Niederländer Jan Jongbloed (1974 und 1978), der Deutsche Toni Schumacher (1982 und 1986), der Brasilianer Cláudio Taffarel (1994 und 1998) sowie der Franzose Hugo Lloris (2018 und 2022). Während Jongbloed und Schumacher mit ihren Mannschaften kein Endspiel gewinnen konnten, waren Taffarel (1994) und Lloris (2018) jeweils einmal erfolgreich und wurden Weltmeister.
- Der Argentinier Lionel Messi (Teilnehmer 2006 bis 2022) hält den Rekord für die längste Zeitspanne. Zwischen seinem ersten und letzten WM-Spiel lagen 16 Jahre und 175 Tage. Es folgen die beiden Mexikaner Rafael Márquez (Teilnehmer 2002 bis 2018) (16 Jahre und 29 Tage) und Antonio Carbajal (Teilnehmer 1950 bis 1966) (16 Jahre und 25 Tage), der dabei 11 WM-Spiele bestritt. Er war der erste Spieler, der 10 Gruppenspiele bestritt, erreichte aber nie die K.-o.-Runde. Auf 16 Jahre und 17 Tage kommt Hugo Sánchez (Teilnehmer 1978, 1986 und 1994, insgesamt 8 Spiele) und auf 16 Jahre und 14 Tage Lothar Matthäus (Teilnehmer 1982 bis 1998). Bei Faryd Mondragón liegen 16 Jahre und 9 Tage zwischen seinem ersten und letzten WM-Spiel (1998–2014). Bereits 1994 gehörte er zum kolumbianischen WM-Kader, hatte aber als Ersatztorhüter keinen Einsatz
- Die meisten Einsätze als Spielführer:

01. Lionel Messi 19
02. Rafael Márquez 17 (davon Márquez 2018 zwei als Einwechslung für den Kapitän der Startelf)
03. Hugo Lloris, Diego Maradona und Cristiano Ronaldo je 16 (davon Cristiano Ronaldo 2022 zwei nach Einwechslung für den Kapitän der Startelf)
06. Dino Zoff 14
07. Philipp Lahm, Paolo Maldini, Luka Modrić und Kazimierz Deyna je 13
11. Lothar Matthäus, Ladislav Novák, Daniel Passarella, Uwe Seeler, Thiago Silva je 12
16. Cafu, Iker Casillas, Carlos Dunga, Michel Platini je 11
- Die meisten WM-Turniere als Spielführer:

01.  Rafael Márquez: 5 (2002, 2006, 2010, 2014, 2018)
02.  Cristiano Ronaldo 4 (2010, 2014, 2018, 2022)
03.  Billy Wright: 3 (1950, 1954, 1958)
0...  Ladislav Novák: 3 (1954, 1958, 1962)
0...  Björn Nordqvist: 3 (1970, 1974, 1978)
0...  Diego Maradona: 3 (1986, 1990, 1994)
0...  Carlos Valderrama: 3 (1990, 1994, 1998)
0...  Paolo Maldini: 3 (1994, 1998, 2002)
0...  Didier Drogba: 3 (2006, 2010, 2014)
0...  Makoto Hasebe: 3 (2010, 2014, 2018)
0...  Hugo Lloris: 3 (2014, 2018, 2022)
0...  Thiago Silva: 3 (2014, 2018, 2022)
0...  Diego Godin: 3 (2014, 2018, 2022)
0...  Lionel Messi: 3 (2014, 2018, 2022)
15. 75 Spieler mit: 2
- Der Schweizer Alfred Bickel und der Schwede Erik Nilsson sind die einzigen Spieler, die vor (1938) und nach (1950) dem Zweiten Weltkrieg WM-Spiele bestritten.[19]
- Die meisten Gruppenspiele (inkl. Spiele der zweiten Finalrunden 1974 bis 1982):

Uwe Seeler war der erste Spieler, der 12 Gruppenspiele bestritt (bei vier Turnieren jeweils alle Gruppenspiele) und beim 3:1-Sieg gegen Peru im letzten Gruppenspiel der WM 1970 den Rekord von Antonio Carbajal von 11 Spielen überbot. Da es 1974, 1978 und 1982 jeweils zwei Gruppenphasen gab, wurden die meisten Gruppenspiele von Spielern absolviert, die bei diesen Turnieren mit ihren Mannschaften mehrmals die 2. Gruppenphase erreichten. Diese kommen überwiegend aus Argentinien, Deutschland, den Niederlanden und Polen. Antonio Carbajal (11), Rafael Márquez (14) und Lothar Matthäus (13) sind die einzigen Spieler, die Gruppenspiele bei fünf WM-Turnieren bestritten.
01. Mario Kempes, Władysław Żmuda und Grzegorz Lato (alle 1974 bis 1982): je 17
04. Berti Vogts und Sepp Maier (beide 1970 bis 1978): je 15
06. Zbigniew Boniek (1978 bis 1986), Rafael Márquez (2002 bis 2018), Cristiano Ronaldo und Lionel Messi (jeweils 2006 bis 2022): je 14
08. Karl-Heinz Rummenigge (1978 bis 1986), Lothar Matthäus (1982 bis 1998) und Diego Maradona (1982 bis 1994): je 13
12. Uwe Seeler (1958 bis 1970), Franz Beckenbauer, Jairzinho, Wolfgang Overath (alle 1966 bis 1974), Kazimierz Deyna, Wim Jansen, Henryk Kasperczak, Ruud Krol, Johnny Rep, Antoni Szymanowski (alle 1974 und 1978), Ubaldo Fillol (1974 bis 1982), Paolo Maldini (1990 bis 2002) und Fabio Cannavaro (1998 bis 2010): je 12

### Mannschaften
- Die meisten WM-Teilnahmen: Brasilien nahm als einzige Mannschaft an allen bisher 22 Endrunden teil
- Die längste Siegesserie: Brasilien mit 11 Spielen 2002–2006
- Die längste Serie ohne Niederlage: Brasilien mit 13 Spielen 1958–1966
- Die längste Serie an Vorrundenspielen ohne Niederlage: Brasilien mit 23 Spielen 1970–1998
- Die längsten Serien mit mindestens einem Tor pro Spiel: Brasilien (1930–1958) und Deutschland (1934–1958 und 1986–1998) je 18
- Die längste Serie an Spielen ohne Gegentreffer: Italien mit 5 Spielen 1990 und Schweiz mit 4 Spielen bei der WM 2006 und einem Spiel bei der WM 2010
- Die meisten WM-Spielminuten in Folge ohne Gegentor: Schweiz mit 559 Minuten (2. Juli 1994 – 21. Juni 2010)
- Die längste Unentschiedenserie: Belgien mit 5 Spielen 1998–2002
- Die längste Niederlagenserie: Mexiko mit 9 Spielen 1930–1958
- Die längste Serie ohne einen Sieg: Bulgarien mit 17 Spielen 1962–1994
- Die längste Serie ohne eigenes Tor: Bolivien mit 5 Spielen 1930–1994
- Italien wurde als erste Mannschaft zweimal in Folge Weltmeister: 1934 und 1938

Brasilien erreichte das später ebenfalls: 1958 und 1962
- Deutschland erreichte als erste Mannschaft dreimal in Folge das Finale: 1982–1990 (1 Titel)

Brasilien erreichte das später ebenfalls: 1994–2002 (2 Titel)
- Deutschland erreichte als einzige Mannschaft viermal in Folge das Halbfinale: 2002–2014
- Deutschland erreichte als einzige Mannschaft 16-mal in Folge die Runde der letzten Acht: 1954–2014

## Spiele & Platzierungen

### Qualifikation
- Erstes WM-Qualifikationsspiel: Schweden – Estland 6:2 am 11. Juni 1933
- Meiste Spiele: Mexiko – 186 (Stand: nach der Qualifikation für die WM 2022)
- Meiste Siege: Mexiko – 118 (Stand: nach der Qualifikation für die WM 2022)
- Meiste Tore: Mexiko – 449 – einzige Mannschaft mit mehr als 400 Toren (Stand: nach der Qualifikation für die WM 2022)
- Meiste Spiele in Interkontinental-Playoffs: Australien – 14
- Höchstes Ergebnis: Australien – Amerikanisch-Samoa 31:0 am 11. April 2001
- Höchster Sieg in Interkontinental-Playoffs: Ungarn – Bolivien 6:0 am 29. Oktober 1977 in Budapest
- Höchste Heimniederlage in Interkontinental-Playoffs: Jordanien – Uruguay 0:5 am 13. November 2013 in Amman
- Höchste Heimniederlage in Innerkontinental-Playoffs (UEFA): Ungarn – Jugoslawien 1:7 am 29. Oktober 1997
- Beste Torschützen:[20]
  - CONCACAF: 39 Tore Carlos Ruiz (Guatemala) in 47 Spielen (0,83 pro Spiel)
  - AFC: 35 Tore Ali Daei (Iran) in 51 Spielen (0,69 pro Spiel)
  - UEFA: 36 Tore Cristiano Ronaldo (Portugal) in 47 Spielen (0,77 pro Spiel)
  - CONMEBOL: 29 Tore Luis Suárez (Uruguay) in 62 Spielen (0,47 pro Spiel)
  - OFC: 19 Tore Vaughan Coveny (Neuseeland) in 18 Spielen (1,06 pro Spiel)
  - CAF: 18 Tore Didier Drogba (Elfenbeinküste) in 19 Spielen (0,95 pro Spiel), Samuel Eto’o in 29 Spielen (0,62 pro Spiel) und Moumouni Dagano (Burkina Faso) in 24 Spielen (0,75 pro Spiel)
- Meiste Qualifikationsspiele: Iván Hurtado (Ecuador) – 73 (1994–2010)
- Häufigste Paarung: Mexiko gegen USA – 31 Spiele (Stand: nach der Qualifikation für die WM 2022)
- Höchste Teilnehmerzahl: 208 von 211 FIFA-Mitgliedern (für 2018)
- Häufigste Teilnahmen: Irland (1934 und 1938 als Irischer Freistaat, ab 1950 als Republik Irland), Luxemburg und Portugal je 21 × (bei allen Qualifikationen) – (Stand: inkl. Qualifikation für die WM 2022)
- Häufigste Endrundenteilnahmen ohne Qualifikation: 9 × Brasilien – 1930 (generell keine Qualifikation), 1934 und 1938 (Gegner traten nicht an), 1950 und 2014 (als Gastgeber qualifiziert), 1962, 1966, 1974 und 1998 (als Titelverteidiger qualifiziert), 5 × Deutschland 1974 und 2006 (als Gastgeber qualifiziert), 1958, 1978 und 1994 (als Titelverteidiger qualifiziert)
- Schnellstes Tor in der Qualifikation: Christian Benteke aus Belgien gegen Gibraltar nach 7 Sekunden am 10. Oktober 2016 (Endstand 6:0)
- Meiste Punkte pro Spiel: Deutschland 2,57 in 104 Spielen (Stand: nach der Qualifikation für die WM 2022)
- Meiste Zuschauer: 162.764 beim Spiel Brasilien gegen Kolumbien 6:0 am 9. März 1977
- Erstes Elfmeterschießen: Tunesien – Marokko am 9. Januar 1977 in Tunis in der Qualifikation für die WM 1978

Quelle: fifa.com: „Statistischer Überblick: Endrundenauslosung der FIFA Fussball-Weltmeisterschaft Russland 2018™“

### Endrunde – Überblick
(Stand: 18. Dezember 2022)
- Die meisten Spiele:  Brasilien (114) und  Deutschland (112)
- Die meisten Siege:  Brasilien (76 in 114 Spielen)
- Die meisten Unentschieden:  England (22),  Italien (21) und  Deutschland (21); inklusive je vier Spiele, die durch Elfmeterschießen entschieden wurden
- Die meisten Niederlagen:  Mexiko (28 in 60 Spielen)
- Die meisten Spiele ohne Gegentor:  Brasilien (48 von 114 – 42,1 %) vor  Deutschland (41 von 112 – 36,6 %) und  Italien (30 von 83 – 36,1 %)
- Die meisten Spiele, um Weltmeister zu werden, benötigte Brasilien 2002: 18 Qualifikations- und sieben Endrundenspiele.
- Die wenigsten Spiele (4) benötigten Uruguay 1930 und 1950 sowie Italien 1938, da sie entweder als Veranstalter (1930) beziehungsweise Weltmeister (1938) automatisch qualifiziert waren oder zwei Gegner nicht antraten (1950).
- Die häufigsten Paarungen in den Endrunden: je 7 Spiele zwischen
  -  Brasilien und  Schweden (5 Siege für Brasilien, 2 Unentschieden)
  -  Deutschland und  Argentinien (4 Siege für Deutschland, 1 Sieg für Argentinien, 2 Unentschieden, davon eins mit anschließendem Elfmeterschießen, welches Deutschland mit 4:2 gewann.)
  -  Deutschland und  Jugoslawien/ Serbien (4 Siege für Deutschland, 1 Remis, 1 Sieg für Jugoslawien, 1 Sieg für Serbien)
- Die häufigsten Vorrundenpaarungen: 5 ×  Argentinien gegen  Nigeria (1994, 2002, 2010, 2014 und 2018); je 4 ×  Brasilien gegen  Schottland (1974, 1982, 1990 und 1998) und  Mexiko (1950, 1954, 1962 und 2014),  Frankreich gegen  Mexiko (1930, 1954, 1966 und 2010)
- Die häufigste Paarung in K.-o.-Spielen:  Deutschland –  Argentinien (5 Spiele: 3 Siege für Deutschland, 1 Sieg für Argentinien, 1 Unentschieden mit anschließendem Elfmeterschießen, welches Deutschland mit 4:2 gewann.)
- Im Finale trafen am häufigsten (3 ×)  Deutschland und  Argentinien (1986, 1990 und 2014) aufeinander.
- Die häufigste Paarung im Spiel um Platz 3:  Deutschland –  Uruguay (1970 und 2010)
- Die häufigsten Halbfinalpaarungen (je 2 ×):  Deutschland –  Frankreich (1982 und 1986) und  Deutschland –  Italien (1970 und 2006)
- Die häufigste Viertelfinalpaarung (3 ×):  BR Deutschland –  Jugoslawien (1954–1962), zudem ein Spiel in der 2. Finalrunde 1974
- Die häufigste Achtelfinalpaarung (3 ×):  Brasilien –  Chile (1998, 2010, 2014)
- Die meisten Heimspiele:
  - 01.  Deutschland – 14 (1974 und 2006)
  - 02.  Brasilien – 13 (1950 und 2014)
  - 03.  Italien – 12 (1934 und 1990)
  - 04.  Frankreich und  Mexiko – 9 (1938 und 1998 bzw. 1970 und 1986)
  - 06.  Argentinien und  Südkorea – 7 (1978 bzw. 2002)
  - 08.  Chile,  England und  Schweden – 6 (1962, 1966 bzw. 1958)
  - 11.  Russland und  Spanien – 5 (2018 bzw. 1982)
  - 13.  Japan,  Schweiz,  Uruguay und  USA – 4 (2002, 1954, 1930 bzw. 1994)
  - 17.  Katar und  Südafrika – 3 (2022 und 2010)

### Torreiche Spiele
- Die höchsten Siege insgesamt:
  -  Ungarn –  El Salvador 10:1 (Vorrunde 1982)
  -  Ungarn –  Südkorea 9:0 (Vorrunde 1954)
  -  Jugoslawien –  Zaire 9:0 (Vorrunde 1974)
  -  Schweden –  Kuba 8:0 (Viertelfinale 1938[22])
  -  Uruguay –  Bolivien 8:0 (Vorrunde 1950)
  -  Deutschland –  Saudi-Arabien 8:0 (Vorrunde 2002)
  -  Türkei –  Südkorea 7:0 (Vorrunde 1954)
  -  Uruguay –  Schottland 7:0 (Vorrunde 1954)
  -  Polen –  Haiti 7:0 (Vorrunde 1974)
  -  Portugal –  Nordkorea 7:0 (Vorrunde 2010)
  -  Spanien –  Costa Rica 7:0 (Vorrunde 2022)
  -  Italien –  USA 7:1 (Achtelfinale 1934)
  -  Brasilien –  Schweden 7:1 (Finalrunde 1950)
  -  Deutschland –  Brasilien 7:1 (Halbfinale 2014)
  -  Ungarn –  Niederländisch-Indien 6:0 (Achtelfinale 1938)
  -  BR Deutschland –  Mexiko 6:0 (Vorrunde 1978)
  -  Argentinien –  Peru 6:0 (Zweite Finalrunde 1978)
  -  Sowjetunion –  Ungarn 6:0 (Vorrunde 1986)
  -  Argentinien –  Serbien und Montenegro 6:0 (Vorrunde 2006)
- Die torreichsten Spiele:
  - 12 Tore:  Österreich –  Schweiz 7:5 im WM-Viertelfinale 1954 (siehe Hitzeschlacht von Lausanne)
  - 11 Tore:  Ungarn –  El Salvador 10:1 (Vorrunde 1982),  Ungarn –  BR Deutschland 8:3 (Vorrunde 1954),  Brasilien –  Polen 6:5 n. V. (Achtelfinale 1938)
  - 10 Tore:  Frankreich –  Paraguay 7:3 (Vorrunde 1958)
- Das torreichste erste Spiel einer WM:  Italien –  USA 7:1 am 27. Mai 1934
- Höchstes Ergebnis in einem Eröffnungsspiel einer WM (gibt es offiziell seit 1966):  Russland –  Saudi-Arabien 5:0 (2:0) am 14. Juni 2018
- Das torreichste Finale:  Brasilien –  Schweden 5:2 am 29. Juni 1958
- Das torreichste Halbfinale:  Deutschland –  Brasilien 7:1 am 8. Juli 2014 (zugleich deutlichster Sieg/deutlichste Niederlage in einem Halbfinale)
- Die torreichsten Unentschieden:  England –  Belgien 4:4 n. V. (3:3, 2:1) (1954/Vorrunde),  Kolumbien –  Sowjetunion 4:4 (1962/Vorrunde)

Siehe auch: Abschnitt „Höchste Siege & Niederlagen der Gastgeber“

### Häufigkeit der Spielausgänge
Stand: Nach dem Finale 2022

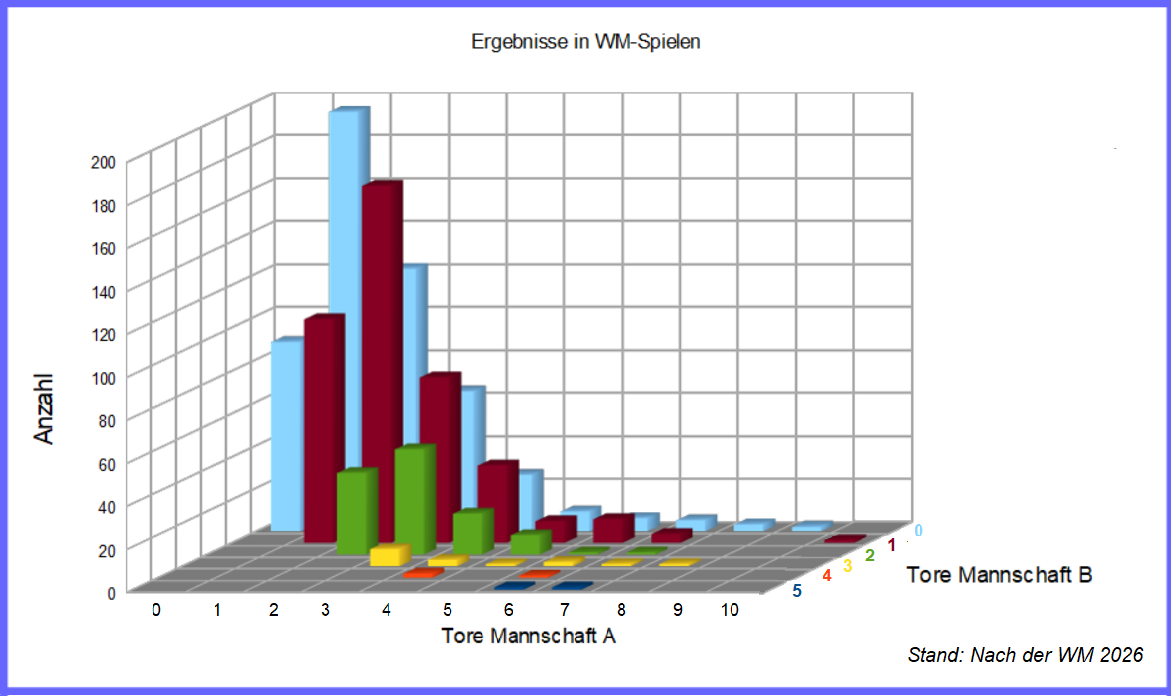
Häufigkeit der Spielergebnisse

Das 1:0 ist das häufigste Resultat in bisher 964 WM-Spielen, 180 Spiele, d. h. 18,7 % der Spiele, endeten so. Nur 1938 gab es kein 1:0. Dagegen gab es 2010 17-mal ein 1:0, was damit die höchste Anzahl eines Ergebnisses bei einem Turnier ist. Es folgt das 2:1 mit 152 Spielen (15,7 %). Das 2:1 und das 3:1 (68 Spiele) sind die einzigen Ergebnisse, die es bei jedem Turnier mindestens einmal gab. Auf dem dritten Platz folgt das 2:0 mit 111 Spielen. Auf dem vierten Platz liegt mit dem 1:1 das häufigste Remis. Insgesamt gab es 216 Remis (22,4 %), von denen 35 im Elfmeterschießen entschieden wurden und vier zu Wiederholungsspielen führten.
| | Tore der Mannschaft A | Tore der Mannschaft A | Tore der Mannschaft A | Tore der Mannschaft A | Tore der Mannschaft A | Tore der Mannschaft A | Tore der Mannschaft A | Tore der Mannschaft A | Tore der Mannschaft A | Tore der Mannschaft A | Tore der Mannschaft A |
| Tore der Mannschaft B | 0                     | 1                     | 2                     | 3                     | 4                     | 5                     | 6                     | 7                     | 8                     | 9                     | 10                    |
| --- | --------------------- | --------------------- | --------------------- | --------------------- | --------------------- | --------------------- | --------------------- | --------------------- | --------------------- | --------------------- | --------------------- |
| 0 | 80 1                  | 180                   | 111                   | 57                    | 24                    | 7                     | 5                     | 5                     | 3                     | 2                     | 0                     |
| 1 |                       | 92 2                  | 152                   | 68                    | 31                    | 7                     | 11                    | 3                     | 0                     | 0                     | 1                     |
| 2 |                       |                       | 35 3                  | 43                    | 17                    | 9                     | 1                     | 1                     | 0                     | 0                     | 0                     |
| 3 |                       |                       |                       | 7 4                   | 3                     | 1                     | 2                     | 1                     | 1                     | 0                     | 0                     |
| 4 |                       |                       |                       |                       | 2                     | 0                     | 0                     | 0                     | 0                     | 0                     | 0                     |
| 5 |                       |                       |                       |                       |                       | 0                     | 1                     | 1                     | 0                     | 0                     | 0                     |
| Anmerkungen: 1 Davon 12 Spiele im Elfmeterschießen entschieden 2 Davon 17 Spiele im Elfmeterschießen entschieden 3 Davon 4 Spiele im Elfmeterschießen entschieden 4 Davon 2 Spiele im Elfmeterschießen entschieden |                       |                       |                       |                       |                       |                       |                       |                       |                       |                       |                       |

#### Liste der jeweils höchsten Siege eines WM-Turnieres
Die folgende Tabelle enthält jeweils den höchsten Sieg bei den 21 bisherigen WM-Turnieren. Bei mehreren gleich hohen Ergebnissen ist der erste Sieg dieser Höhe gelistet.
| Jahr                | Spiel                                                                            | Ergebnis | Runde                                                  |
| ------------------- | -------------------------------------------------------------------------------- | -------- | ------------------------------------------------------ |
| 1930 Uruguay        | Argentinien – Vereinigte Staaten Uruguay – Jugoslawien                           | 06:1     | Halbfinale                                             |
| 1934 Italien        | Königreich Italien – Vereinigte Staaten                                          | 07:1     | Achtelfinale                                           |
| 1938 Frankreich     | Schweden – Kuba                                                                  | 08:0     | Viertelfinale                                          |
| 1950 Brasilien      | Uruguay – Bolivien                                                               | 08:0     | Vorrunde                                               |
| 1954 Schweiz        | Ungarn – Südkorea                                                                | 09:0     | Vorrunde                                               |
| 1958 Schweden       | Tschechoslowakei – Argentinien                                                   | 06:1     | Vorrunde                                               |
| 1962 Chile          | Ungarn – Bulgarien                                                               | 06:1     | Vorrunde                                               |
| 1966 England        | BR Deutschland – Schweiz                                                         | 05:0     | Vorrunde                                               |
| 1970 Mexiko         | Mexiko – El Salvador                                                             | 04:0     | Vorrunde                                               |
| 1974 Deutschland    | Jugoslawien – Zaire                                                              | 09:0     | Vorrunde (1. Finalrunde)                               |
| 1978 Argentinien    | Deutschland – Mexiko Argentinien – Peru                                          | 06:0     | Vorrunde (1. Finalrunde) Zwischenrunde (2. Finalrunde) |
| 1982 Spanien        | Ungarn – El Salvador                                                             | 10:1     | Vorrunde (1. Finalrunde)                               |
| 1986 Mexiko         | Sowjetunion – Ungarn                                                             | 06:0     | Vorrunde                                               |
| 1990 Italien        | Tschechoslowakei – Vereinigte Staaten Deutschland – Vereinigte Arabische Emirate | 05:1     | Vorrunde                                               |
| 1994 USA            | Russland – Kamerun                                                               | 06:1     | Vorrunde                                               |
| 1998 Frankreich     | Spanien – Bulgarien                                                              | 06:1     | Vorrunde                                               |
| 2002 Japan/Südkorea | Deutschland – Saudi-Arabien                                                      | 08:0     | Vorrunde                                               |
| 2006 Deutschland    | Argentinien – Serbien und Montenegro                                             | 06:0     | Vorrunde                                               |
| 2010 Südafrika      | Portugal – Nordkorea                                                             | 07:0     | Vorrunde                                               |
| 2014 Brasilien      | Deutschland – Brasilien                                                          | 07:1     | Halbfinale                                             |
| 2018 Russland       | England – Panama                                                                 | 06:1     | Vorrunde                                               |
| 2022 Katar          | Spanien – Costa Rica                                                             | 07:0     | Vorrunde                                               |

#### Liste der höchsten Siege der jeweiligen Runde
| Runde                                                                 | Jahr                         | Spiel                                         | Ergebnis |
| --------------------------------------------------------------------- | ---------------------------- | --------------------------------------------- | -------- |
| Vorrunde (1930 und ab 1950)                                           | 1982, Spanien                | Ungarn – El Salvador                          | 10:1     |
| Achtelfinale (ohne vorherige Vorrunde, nur 1934 und 1938)             | 1934, Italien                | Königreich Italien – USA                      | 07:1     |
| Achtelfinale (nach der Vorrunde, 1986 bis 2022)                       | 2022, Katar                  | Portugal – Schweiz                            | 06:1     |
| Viertelfinale (nach einem Achtelfinale, 1934 und 1938, sowie ab 1986) | 1938, Frankreich             | Schweden – Kuba                               | 08:0     |
| Viertelfinale (nach der Vorrunde, 1954 bis 1970)                      | 1958, Schweden 1966, England | Frankreich – Nordirland Deutschland – Uruguay | 04:0     |
| Zwischenrunde (nach der Vorrunde, nur 1974 bis 1982)                  | 1978, Argentinien            | Argentinien – Peru                            | 06:0     |
| Halbfinale (nach der Vorrunde, nur 1930)                              | 1930, Uruguay                | Uruguay – Jugoslawien Argentinien – USA       | 06:1     |
| Halbfinale (nach der Zwischenrunde, nur 1982)                         | 1982, Spanien                | Italien – Polen                               | 02:0     |
| Halbfinale (nach dem Viertelfinale)                                   | 2014, Brasilien              | Deutschland – Brasilien                       | 07:1     |
| Spiel um Platz 3                                                      | 1994, USA                    | Schweden – Bulgarien                          | 04:0     |
| Finalrunde (nur 1950)                                                 | 1950, Brasilien              | Brasilien – Schweden                          | 07:1     |
| Finale                                                                | 1958, Schweden               | Brasilien – Schweden                          | 05:2     |

Anmerkung: Von Spielen mit gleicher Tordifferenz wurde das Spiel mit den meisten Toren gelistet.

#### Rangliste der Länder mit den meisten pro Spiel erzielten Toren bei einer WM
1. Ungarn – 1954 (27 Tore in 5 Spielen; 5,4 pro Spiel)
2. BR Deutschland – 1954 (25 Tore in 6 Spielen; 4,2 pro Spiel)
3. Ungarn – 1982 (12 Tore in 3 Spielen; 4,0 pro Spiel)
4. Frankreich – 1958 (23 Tore in 6 Spielen; 3,8 pro Spiel)
5. Brasilien – 1950 (22 Tore in 6 Spielen; 3,7 pro Spiel)
6. Österreich – 1954 (17 Tore in 5 Spielen; 3,4 pro Spiel)
7. Brasilien – 1970 (19 Tore in 6 Spielen; 3,2 pro Spiel)

### Eröffnungs- und Auftaktspiele
Das erste offizielle Eröffnungsspiel gab es bei der WM 1966 zwischen England und Uruguay, in vielen Statistiken werden aber auch die ersten Spiele bei den vorherigen Austragungen als Eröffnungsspiel gezählt.
- 5:  Mexiko (1930, 1950, 1958, 1970, 2010, davon 1 × als Gastgeber und 3 × gegen den Gastgeber)
- 4:  Deutschland (1938, 1978, 1994, 2006, davon 1 × als Gastgeber, 2 × als Weltmeister),  Brasilien (1950, 1974, 1998, 2014, davon 2 × als Gastgeber, 2 × als Weltmeister)
- 3:  Frankreich (1930, 1954, 2002, davon 1 × als Weltmeister)
- 2:  Schweiz (1938, 1962),  Jugoslawien (1954, 1974),  Italien (1934, 1986, 1 × als Gastgeber, 1 × als Weltmeister),  Argentinien (1982, 1990, beide als Weltmeister)
- 1: zwanzig weitere Länder standen einmal im Eröffnungsspiel.

In bisher 22 Eröffnungsspielen nahm elfmal der Gastgeber teil, achtmal der Weltmeister, dreimal keiner von beiden. Erst zweimal (1934 und 1966) wurde eine der Mannschaften, welche das Eröffnungsspiel bestritten, Weltmeister (Italien beziehungsweise England). Bei den ersten Turnieren gab es kein offizielles Eröffnungsspiel, in dieser Liste wurde das erste ausgetragene Spiel berücksichtigt, da auch die FIFA diese Spiele mittlerweile als Eröffnungsspiele zählt. Ab 1958 eröffnete der Gastgeber das Turnier, 1974 wurde eingeführt, dass der Weltmeister das Turnier eröffnet, seit 2006 beginnt wieder der Gastgeber.
Bei der Fußball-Weltmeisterschaft 2010 nahm Mexiko als bisher einzige Mannschaft zum fünften Mal an einem Eröffnungsspiel teil. Davon gewannen die Mexikaner kein Spiel, die ersten drei verloren sie, danach folgten zwei Remis.
In den Eröffnungsspielen des Gastgebers gab es sieben Siege (1934, 1950, 1958, 1962, 2006, 2014 und 2018), drei Unentschieden (1966, 1970, 2010) und eine Niederlage (2022) für den Gastgeber.
In den Eröffnungsspielen des Weltmeisters gab es zwei Siege (1994 und 1998), drei Remis (1974, 1978 und 1986) drei Niederlagen (1982, 1990 und 2002) für den Weltmeister.
2014 fiel erstmals das erste Tor im Eröffnungsspiel durch ein Eigentor. Es war zudem das erste Eigentor Brasiliens in seiner WM-Geschichte. Dem Brasilianer Marcelo passierte das Missgeschick zum Vorteil Kroatiens. Brasilien gewann das Spiel dennoch.
Ein Eröffnungsspiel nach einem Rückstand noch zu gewinnen, gelang bisher nur Chile (1962) und Brasilien (2014).
Viermal in Folge (1966 bis 1978) endete das Eröffnungsspiel 0:0.
Deutschland erzielte achtmal (1934, 1954, 1966, 1990, 2002, 2006, 2010 und 2014) vier oder mehr Tore in Auftaktspielen. Brasilien (1938, 1950, 1954 und 1970) und Ungarn (1934, 1938, 1954 und 1982) gelang dies viermal, Frankreich (1930, 1958 und 2022) dreimal, England (1954 und 2022) sowie Spanien (2006 und 2022) je zweimal, Italien (1934), Polen (1938), Schweden (1938), Uruguay (1950), Schottland (1982), der Sowjetunion (1986), der Tschechoslowakei (1990), Argentinien (1994), der Niederlande (2014) und Russland (2018) gelang dies je einmal.
Ernst Willimowski (1938) gelangen als einzigem Spieler vier Tore im Auftaktspiel, davon ein Tor nach Verlängerung. Allerdings verlor Polen das Spiel mit 5:6 n. V.
Je drei Tore in Auftaktspielen gelangen Angelo Schiavio (1934), Edmund Conen (1934), Leônidas (1938, davon 2 Tore nach Verlängerung), Gustav Wetterström und Tore Keller (beide 1938), Óscar Omar Míguez (1950), Sándor Kocsis (1954), Just Fontaine (1958), Rob Rensenbrink (1978), László Kiss (1982), Gabriel Batistuta (1994), Miroslav Klose (2002), Thomas Müller (2014) und Cristiano Ronaldo (2018).

### Ausscheiden je nach gültigen Turnierregeln
- Mit der Schweiz schied bei der WM 2006 durch Elfmeterschießen zum ersten Mal eine Mannschaft aus, die in drei Gruppenspielen (mit zwei Siegen) sowie im Achtelfinale (mit Verlängerung) kein Gegentor in der regulären Spielzeit hinnehmen musste.
- Schottland, Kamerun, Belgien, und Neuseeland schieden 1974, 1982, 1998 beziehungsweise 2010 ungeschlagen nach der Vorrunde als Gruppendritte aus, Schottland dabei nur auf Grund der schlechteren Tordifferenz. Schottland war 1974 zudem das einzige Team, das während des Turniers ungeschlagen blieb (Unentschieden gegen Brasilien und Jugoslawien, Sieg gegen Zaire). Kamerun schied nur aufgrund der weniger geschossenen Tore aus (2. Platz Italien 2:2 Tore und 3 Punkte, 3. Platz Kamerun 1:1 Tore und 3 Punkte).
- Bei der WM 1954 schieden mit Italien und Türkei sowie 1958 mit Ungarn und der Tschechoslowakei durch Entscheidungsspiele Mannschaften aus, obwohl sie das bessere Torverhältnis hatten.
- Bei der WM 1970[25] schied Schweden und bei der WM 1978 Schottland auf Grund der schlechteren Tordifferenz gegenüber Uruguay beziehungsweise den Niederlanden aus, obwohl sie den direkten Vergleich gewonnen hatten.
- Kamerun schied bei der WM 1982 auf Grund der weniger erzielten Tore (gegenüber Italien) aus (1:1 bzw. 2:2), beide Mannschaften spielten drei Remis in der Gruppenphase – daher verlor Kamerun bei der WM 1982 kein einziges Spiel. Italien hingegen kam ohne Sieg in die Zwischenrunde und wurde Weltmeister.
- England schied bei der WM 1982 ebenfalls ungeschlagen aus dem Turnier aus. Nach drei Siegen in der Vorrunde musste man nach zwei Unentschieden in der Zwischenrunde dem deutschen Team den Vortritt lassen.
- 2014 schied Costa Rica nach zwei Siegen und einem Remis in der Vorrunde sowie zwei Remis mit anschließenden Elfmeterschießen in der K.-o.-Runde ebenfalls ungeschlagen aus.
- Brasilien blieb bei der WM 1978 ungeschlagen, in der zweiten Finalrunde zog man allerdings auf Grund der schlechteren Tordifferenz gegenüber Gastgeber Argentinien nur in das Spiel um Platz 3 ein. Bei der WM 2014 mussten die Niederländer nur nach einem verlorenen Elfmeterschießen im Halbfinale ins Spiel um Platz 3 und gewannen dieses, verloren aber im Turnierverlauf kein Spiel – dasselbe widerfuhr Gastgeber Italien bei der WM 1990, ebenso wie die Niederlande 2014 gegen den späteren Vizeweltmeister Argentinien, der in beiden Endspielen gegen Deutschland verlor.
- Bei der WM 1994 hatten in der Gruppe E alle 4 Mannschaften 4 Punkte und ein ausgeglichenes Torverhältnis; Norwegen schied mit den wenigsten Toren aus, obwohl sie den Gruppenersten (Mexiko) geschlagen hatten. Italien kam als einer der vier besten Gruppendritten weiter (und wurde später Vizeweltmeister). Irland war durch den direkten Vergleich mit Italien bei gleicher Tordifferenz und Zahl der Tore Zweiter geworden.
- Italien scheiterte bei drei Weltmeisterschaften in Folge im Elfmeterschießen (1990 im Halbfinale, 1994 im Finale, 1998 im Viertelfinale) und sogar bei vier Titelkämpfen hintereinander nicht in der regulären Spielzeit, wenn man das Achtelfinalaus nach Verlängerung 2002 hinzuzählt.
- Im Achtelfinale schied Mexiko (7 × hintereinander), im Viertelfinale England (7 ×) und im Halbfinale Deutschland (5 ×) am häufigsten aus.
- Oleg Salenko (Russland) ist bis heute der einzige Torschützenkönig einer Mannschaft, die in der Vorrunde ausgeschieden ist. 1994 erzielte er ebenso wie Christo Stoitschkow, der mit Bulgarien Vierter wurde, 6 Tore, davon 5 im Spiel gegen Kamerun.

Rangliste des Ausscheidens in der 1. Runde (Gruppenphase beziehungsweise Achtelfinale 1934 und 1938):
 1.  Schottland 8 × bei 8 Teilnahmen (zuletzt 1998)
 2.  Südkorea 8 × bei 11 Teilnahmen (zuletzt 2018)
 3.  Mexiko 8 × bei 17 Teilnahmen (zuletzt 2022)
 4.  Kamerun 7 × bei 8 Teilnahmen (zuletzt 2022)
 5.  Belgien 7 × bei 14 Teilnahmen (zuletzt 2022)
 6.  Frankreich 7 × bei 16 Teilnahmen (davon 1 × als Welt- und Europameister, 1 × als Vizeweltmeister) (zuletzt 2010)
 7.  Italien 7 × bei 18 Teilnahmen (davon 2 × als Weltmeister, zuletzt 2014)
 8.  Tunesien (zuletzt 2022) und  Iran (zuletzt 2022) 6 × bei 6 Teilnahmen
10.  Jugoslawien/ Serbien und Montenegro/ Serbien 6 × bei 13 Teilnahmen (zuletzt 2022)
11.  Saudi-Arabien 5 × bei 6 Teilnahmen (zuletzt 2022)
12.  Bulgarien 5 × bei 7 Teilnahmen (zuletzt 1998)
13.  Chile (zuletzt 1982) und  Tschechoslowakei/ Tschechien (zuletzt 2006) je 5 × bei 9 Teilnahmen
15.  Vereinigte Staaten (zuletzt 2006) 5 × bei 11 Teilnahmen
16.  Spanien 5 × bei 16 Teilnahmen (davon 1 × als Welt- und Europameister, zuletzt 2014)
17.  Australien (zuletzt 2018),  Costa Rica (zuletzt 2022) und  Marokko (zuletzt 2018) 4 × bei 6 Teilnahmen
20.  Rumänien 4 × bei 7 Teilnahmen (zuletzt 1970)
21.  Paraguay 4 × bei 8 Teilnahmen (zuletzt 2006)
22.  Ungarn 4 × bei 9 Teilnahmen (zuletzt 1986 – letzte Teilnahme)
23.  Russland (zuletzt 2014)/ Sowjetunion (zuletzt 1990) 4 × bei 11 Teilnahmen
24.  Schweiz (zuletzt 2010) 4 × bei 12 Teilnahmen
25.  Uruguay 4 × bei 14 Teilnahmen (zuletzt 2022)
26.  Argentinien 4 × bei 18 Teilnahmen (zuletzt 2002)
(Kursiv gesetzte schieden 2018 in der Vorrunde aus, fett gesetzte Mannschaften nahmen 2022 teil)

### K.-o.-Spiele
Stand: Nach dem Finale der WM 2022
- Die meisten K.-o.-Spiele (inkl. Entscheidungs- und Platzierungsspiele, ohne Gruppenspiele mit anschließender Verlängerung bei Unentschieden) bestritten (Stand 18. Dezember 2022):

1.  Deutschland: 51, davon 36 gewonnen (davon 4 im Elfmeterschießen), 1 × Remis (Spiel wurde anschließend wiederholt und verloren)
2.  Brasilien: 45, davon 32 gewonnen (davon 3 im Elfmeterschießen), 1 × Remis (Spiel wurde anschließend wiederholt und gewonnen)
3.  Italien: 32, davon 23 gewonnen (davon 1 im Elfmeterschießen), 1 × Remis (Spiel wurde anschließend wiederholt und gewonnen)
- Die meisten Spiele mit Verlängerung:

1.  Deutschland 11 – 4 × im Elfmeterschießen gewonnen, je 3 × in der Verlängerung gewonnen und verloren, 1 × ohne Entscheidung mit anschl. Wiederholungsspiel (das verloren wurde)
0  Italien 11 – 5 × in der Verlängerung gewonnen (Rekord), 3 × im Elfmeterschießen verloren, je 1 × durch Golden Goal verloren, im Elfmeterschießen gewonnen und ohne Entscheidung mit anschl. Wiederholungsspiel (das gewonnen wurde)
0  Argentinien 11 – 6 × im Elfmeterschießen gewonnen, 3 × in der Verlängerung gewonnen, je 1 × in der Verlängerung und im Elfmeterschießen verloren
4.  England 10 – je 3 × in der Verlängerung gewonnen und im Elfmeterschießen verloren, 2 × in der Verlängerung verloren; je 1 × im Elfmeterschießen gewonnen und ohne Entscheidung in der Gruppenphase 1954
5.  Spanien 8 × – 4 × im Elfmeterschießen verloren, je 1 × in der Verlängerung gewonnen und verloren, im Elfmeterschießen gewonnen und ohne Entscheidung mit anschl. Wiederholungsspiel (das verloren wurde)
0  Brasilien 8 – 3 × im Elfmeterschießen gewonnen, 2 × ohne Entscheidung (1 × mit anschl. gewonnenem Wiederholungsspiel und 1 × in der Gruppenphase 1954 mit anschl. Losentscheid über den Gruppenplatz), 1 × in der Verlängerung gewonnen und 2× im Elfmeterschießen verloren
0  Frankreich 8 × – je 2 × in der Verlängerung gewonnen (davon 1 × durch Golden Goal) und im Elfmeterschießen gewonnen und 3 × im Elfmeterschießen verloren, 1 × in der Verlängerung verloren
8.  Niederlande 7 × – 3 × in der Verlängerung verloren, 3 × im Elfmeterschießen verloren, 1 × im Elfmeterschießen gewonnen
- Die meisten Niederlagen in K.-o.-Spielen (inkl. Entscheidungs- und Platzierungsspiele, Stand 18. Dezember 2022):

1.  Deutschland: 14, davon 3 × in der Verlängerung
0  England: 14, davon 3 × durch Elfmeterschießen und 2 × in der Verlängerung
3.  Brasilien: 13, davon 2 × durch Elfmeterschießen
4.  Niederlande: 12, davon 3 × in der Verlängerung und 3 × durch Elfmeterschießen
5.  Uruguay: 11, davon 1 × in der Verlängerung
6.  Argentinien: 10, davon 1 × durch Elfmeterschießen und 1 × in der Verlängerung
7.  Belgien: 9, davon 2 × in der Verlängerung
0  Mexiko: 9, davon 2 × durch Elfmeterschießen, 1 × in der Verlängerung
9.  Italien: 8, davon 3 × durch Elfmeterschießen und 1 × in der Verlängerung durch Golden Goal
0  Frankreich: 8, davon 2 × durch Elfmeterschießen und 1 × in der Verlängerung
0  Schweiz: 8, davon 1 × im Elfmeterschießen, 1 × in der Verlängerung
0  Spanien: 8, davon 4 × im Elfmeterschießen, 1 × in der Verlängerung
13.  Jugoslawien: 7, davon 1 × durch Elfmeterschießen
13.  USA: 7, davon 2 × in der Verlängerung
- Die meisten K.-o.-Spiele als Spieler (inkl. Platzierungsspiele) – Stand: 18. Dezember 2022

1.  Miroslav Klose: 14 (2002–2014)
2.  Lothar Matthäus: 12 (1986–1998),  Cafu: 12 (1994–2006),  Bastian Schweinsteiger: 12 (2006–2014) und  Lionel Messi: 12 (2006–2022)
6.  Paolo Maldini: 11 (1990–2002),  Philipp Lahm: 11 (2006–2014)
8.  Ronaldo (Fußballspieler, 1976): 10 (1998–2006),  Per Mertesacker: 10 (2006–2014) und Hugo Lloris: 10 (2014–2022)

#### Elfmeterschießen
- Die meisten Elfmeterschießen: Argentinien (7), Brasilien, Frankreich und Spanien (je 5), Deutschland, England, Italien, Kroatien und die Niederlande (je 4)
- Die meisten gewonnenen Elfmeterschießen: Argentinien (6 von 7), Deutschland und Kroatien (je 4 von 4) und
- Die meisten verlorenen Elfmeterschießen: Spanien (4 von 5), England, Italien und die Niederlande (je 3 von 4), Frankreich (3 von 5)
- Die meisten Tore in Elfmeterschießen fielen bei der WM 1990. Dort waren die Elfmeterschützen in 4 Elfmeterschießen 28 × erfolgreich.
- Die meisten Elfmeterschießen bei einer WM: 2022 (5 Elfmeterschießen).
- Die wenigsten Tore im Elfmeterschießen gab es bei der WM 1982. Dort waren die Schützen im ersten Elfmeterschießen der WM-Geschichte (Halbfinale Deutschland – Frankreich) neunmal erfolgreich, es gab aber 1982 auch nur 4 Spiele, in denen ein Elfmeterschießen möglich gewesen wäre. Später waren es immer 16 Spiele und bei jeder WM gab es mindestens 2 Spiele, die im Elfmeterschießen entschieden wurden.
- Drei Finale wurden durch Elfmeterschießen entschieden: bei der WM 1994 siegte Brasilien, nachdem es weder in der regulären Spielzeit noch in der Verlängerung ein Tor gab, mit 3:2 im Elfmeterschießen. 2006 siegte Italien, nachdem es nach der Verlängerung 1:1 stand, mit 5:3 im Elfmeterschießen. 2022 siegte Argentinien, nachdem es sich nach 90 Minuten plus 30 Minuten Verlängerung 3:3 von Frankreich getrennt hatte, mit 4:2 im Elfmeterschießen.
- Die höchste Quote von Elfmeterschießen (Stand 18. Dezember 2022, nach dem Halbfinale der WM 2022) gibt es im Viertelfinale. Seit 1986 (der ersten WM, bei der im Achtel- und Viertelfinale Elfmeterschießen möglich wurden) gab es bei jeder WM immer mindestens ein Viertelfinalspiel mit Elfmeterschießen und wurden 31,8 % der Viertelfinalspiele im Elfmeterschießen entschieden. Es folgen das Finale mit 27,3 %, das Halbfinale (seit 1982, der ersten WM, bei der im Halbfinale und Finale Elfmeterschießen möglich wurden) mit 25 %, das sowie das Achtelfinale mit 16,3 %. Im Spiel um Platz 3 gab es dagegen noch nie ein Elfmeterschießen. Insgesamt wurden bisher 20,8 % der K.-o.-Spiele, bei denen ein Elfmeterschießen möglich war, durch dieses entschieden.
- Die meisten gehaltenen Elfmeter im Elfmeterschießen: Toni Schumacher/Deutschland (1982/1986), Sergio Goycochea/Argentinien (1990), Danijel Subašić/Kroatien (2018) sowie Dominik Livaković/Kroatien (2022) hielten jeweils in je 2 Elfmeterschießen insgesamt je 4 Elfmeter.
- Die wenigsten Elfmeter (3 von 7) wurden im Elfmeterschießen der Achtelfinalspiele Schweiz – Ukraine bei der WM 2006 und Marokko – Spanien bei der WM 2022 verwandelt. 2006 hielt Pascal Zuberbühler gegen Andrij Schewtschenko, die ersten drei Schweizer gingen alle leer aus, während die folgenden drei Ukrainer trafen. Somit stand der Sieger vorzeitig fest, die restlichen 3 Schützen mussten nicht mehr zur Ergebniskosmetik antreten. Damit ist die Schweiz das erste Team, das bei einem Elfmeterschießen während einer WM keinen einzigen Treffer erzielen konnte (und die Ukraine das erste Team, welches keinen Treffer in einem Elfmeterschießen hinnehmen musste). 2022 schoss der erste spanische Schütze Pablo Sarabia, der erst zwei Minuten zuvor eingewechselt worden war, an den Pfosten, danach hielt der marokkanische Torhüter Bono zwei Elfmeter, während der spanische Torhüter Unai Simón einen Elfmeter halten konnte.
- Die meisten Elfmeter (9) wurden in den Elfmeterschießen der Spiele Spanien – Belgien (WM 1986), Irland – Rumänien (WM 1990), Rumänien – Schweden (WM 1994) und Deutschland – Frankreich (WM 1982) verwandelt. In den ersten beiden Spielen verfehlte einer der ersten zehn Schützen, in den beiden anderen Spielen zwei, wodurch ein weiteres Paar Schützen antreten musste.
- WM-Rekorde:
  - Portugals Torwart Ricardo – Drei gehaltene Elfmeter in einem Spiel: Viertelfinale der WM 2006 – England – Portugal 1:3 n. E.
  - Kroatiens Torwart Dominik Livaković – Drei gehaltene Elfmeter in einem Spiel: Achtelfinale der WM 2022 – Japan – Kroatien 1:1 n. V.; 1:3 i. E.
- WM-Rekord von Ukraines Torwart Oleksandr Schowkowskyj – Kein Gegentor im Elfmeterschießen, hierbei zwei Elfmeter abgewehrt und ein Lattentreffer. Achtelfinale Schweiz – Ukraine 0:3 i.E bei der WM 2006. Die letzten beiden Schweizer Schützen mussten nicht mehr antreten, da das Spiel schon entschieden war.
- Bei der WM 2014 wurde im Viertelfinalspiel Niederlande gegen Costa Rica erstmals in einem WM-Spiel kurz vor dem Elfmeterschießen ein Torhüter ausgewechselt. Der eingewechselte Torhüter Tim Krul konnte zwei Elfmeter halten und so den Halbfinaleinzug der Niederländer sichern.
- Vier argentinische Torhüter (Sergio Goycochea/1990, Carlos Roa/1998, Sergio Romero/2014 und Emiliano Martínez/2022) konnten in Elfmeterschießen mindestens je zwei Elfmeter halten.
- Argentinien (José Serrizuela, Jorge Burruchaga, Maxi Rodríguez, Lionel Messi/3, Leandro Paredes und Gonzalo Montiel), Kroatien (Marcelo Brozović, Luka Modrić/3, Ivan Rakitić, Nikola Vlašić) und Deutschland (Andreas Brehme, Pierre Littbarski und Lothar Matthäus) stellen mit sechs, vier bzw. drei Spielern die meisten Spieler, die mindestens zwei Elfmeter bei Elfmeterschießen verwandeln konnten.
- Luka Modrić/Kroatien ist der erste Spieler, der drei Elfmeter bei Elfmeterschießen verwandeln konnte: 2018 (2) und 2022 (1).

### Halbfinale

#### Besonderheiten in Halbfinalen
- Bisher gelang es nur Europa als einzigem Kontinent, und das bei fünf Weltmeisterschaften, alle Halbfinalisten zu stellen. Alle fünf Turniere fanden in Europa statt. In Südamerika konnten die Europäer aber bisher maximal zwei Halbfinalisten bzw. zwei Mannschaften unter den Top 4 stellen. Mit Ausnahme von 2018 gehörte jedes Mal die deutsche Nationalmannschaft dazu:
  - 1934 in Italien (1. Italien, 2. Tschechoslowakei, 3. Deutschland und 4. Österreich)
  - 1966 in England (1. England, 2. Deutschland, 3. Portugal und 4. UdSSR)
  - 1982 in Spanien (1. Italien, 2. Deutschland, 3. Polen und 4. Frankreich)
  - 2006 in Deutschland (1. Italien, 2. Frankreich, 3. Deutschland und 4. Portugal)
  - 2018 in Russland (1. Frankreich, 2. Kroatien, 3. Belgien und 4. England)
- Bei allen fünf WM-Turnieren in Südamerika (1930, 1950, 1962, 1978, 2014) erreichten zwei südamerikanische Mannschaften die Runde der letzten Vier. Außerhalb gelang dies nur 1970 in Mexiko. Bei allen anderen Turnieren konnte höchstens ein CONMEBOL-Team sich unter die besten Vier platzieren.
- Nur dreimal waren Mannschaften aus drei Konföderationen im Halbfinale vertreten:
  - 1930: Europa (Jugoslawien), Südamerika (Argentinien und Uruguay) und Nordamerika (USA)
  - 2002: Europa (Deutschland und die Türkei), Südamerika (Brasilien) und Asien (Südkorea)
  - 2022: Europa (Frankreich und Kroatien), Südamerika (Argentinien) und Afrika (Marokko)
- Dreimal standen sich zwei Mannschaften aus der gleichen Vorrundengruppe im Halbfinale gegenüber: 1982 Italien und Polen, 1994 Brasilien und Schweden sowie 2002 Brasilien und die Türkei. Immer wurde der Sieger anschließend Weltmeister.
- Mit dem Viertelfinal-Sieg gegen Frankreich bei der WM 2014 am 4. Juli 2014 gelang der deutschen Mannschaft als erste überhaupt zum vierten Mal in Folge der Einzug ins Halbfinale bei einer Fußball-Weltmeisterschaft. Zählt man im Zeitraum ab 2006 die Europameisterschaften 2008, 2012 und 2016 dazu, dann ist das sogar das sechste Mal in Folge (2006, 2008, 2010, 2012, 2014, 2016), dass die deutsche Mannschaft mindestens das Halbfinale bei einer Welt- oder Europameisterschaft erreicht hat. Auch dies ist bislang keiner anderen europäischen Mannschaft gelungen.
- Ebenfalls bei der WM 2014 gelang es Deutschland beim Halbfinale gegen Brasilien, welches 7:1 für Deutschland endete, erstmals in einem Halbfinale eine Differenz von 6 Toren zu erreichen und dabei den höchsten Sieg gegen einen WM-Gastgeber zu erzielen.[26]
- Deutschlands Miroslav Klose nahm bei diesem Halbfinale gegen Brasilien als bislang einziger Spieler der WM-Geschichte zum vierten Mal in Folge aktiv und sogar in der Startaufstellung an einem WM-Halbfinale teil. Dabei erreichte er stets mindestens den dritten Platz (2. 2002 / 3. 2006 / 3. 2010 / 1. 2014). Da von den 2014er Halbfinalisten keiner 2018 das Halbfinale erreichte, kann der Rekord frühestens 2034 überboten werden.
- Argentinien (6-mal), Tschechoslowakei und Ungarn (je 2-mal) sind die einzigen Mannschaften, die bei mehreren Halbfinalteilnahmen stets ins Finale eingezogen sind. Hingegen konnten Jugoslawien, Österreich, Portugal und Belgien trotz mehrerer Halbfinalteilnahmen (je 2-mal) kein einziges Mal ins Finale einziehen. Alle anderen Mannschaften standen entweder nur einmal im Halbfinale oder haben bei mehreren Teilnahmen sowohl gewonnen als auch verloren.
- Häufigste Halbfinalpaarungen:
  - Deutschland – Frankreich, 1982 und 1986 (Deutschland erfolgreich, 3:3 n.V; 5:4 i. E. und 2:0)
  - Italien – Deutschland, 1970 und 2006 (Italien erfolgreich: 4:3 und 2:0, jeweils nach Verlängerung)

### Spiele um Platz 3

#### Erreichte dritte und vierte Plätze
01. Deutschland (4 × Dritter, 1 × Vierter)
02. Brasilien (2 × Dritter, 2 × Vierter)
03. Frankreich und Schweden (2 × Dritter, 1 × Vierter)
05. Kroatien und Polen (2 × Dritter)
07. Belgien, Italien, Niederlande, Österreich und Portugal (1 × Dritter, 1 × Vierter)
12. Chile, Türkei, USA (1 × Dritter, die USA ohne Spiel)
15. Uruguay (3 × Vierter)
16. England, Jugoslawien (2 × Vierter, davon Jugoslawien 1 × ohne Spiel)
18. Bulgarien, Marokko, Spanien, Sowjetunion, Südkorea (1 × Vierter)

#### Platzierungen in den Top 4
| Rang | Land             | Weltmeister | Vizeweltmeister | Dritter | Vierter | Platzierungen insgesamt | Erste Top-4-Platzierung (Platz) | Letzte Top-4-Platzierung (Platz) |
| ---- | ---------------- | ----------- | --------------- | ------- | ------- | ----------------------- | ------------------------------- | -------------------------------- |
| 1.   | Deutschland      | 4           | 4               | 4       | 1       | 13                      | 1934 (3)                        | 2014 (1)                         |
| 2.   | Brasilien        | 5           | 2               | 2       | 2       | 11                      | 1938 (3)                        | 2014 (4)                         |
| 3.   | Italien          | 4           | 2               | 1       | 1       | 8                       | 1934 (1)                        | 2006 (1)                         |
| 4.   | Frankreich       | 2           | 2               | 2       | 1       | 7                       | 1958 (3)                        | 2022 (2)                         |
| 5.   | Argentinien      | 3           | 3               | 0       | 0       | 6                       | 1930 (2)                        | 2022 (1)                         |
| 6.   | Uruguay          | 2           | 0               | 0       | 3       | 5                       | 1930 (1)                        | 2010 (4)                         |
| 6.   | Niederlande      | 0           | 3               | 1       | 1       | 5                       | 1974 (2)                        | 2014 (3)                         |
| 8.   | Schweden         | 0           | 1               | 2       | 1       | 4                       | 1938 (4)                        | 1994 (3)                         |
| 9.   | England          | 1           | 0               | 0       | 2       | 3                       | 1966 (1)                        | 2018 (4)                         |
| 9.   | Kroatien         | 0           | 1               | 2       | 0       | 3                       | 1998 (3)                        | 2022 (3)                         |
| 11.  | Spanien          | 1           | 0               | 0       | 1       | 2                       | 1950 (4)                        | 2010 (1)                         |
| 11.  | Tschechoslowakei | 0           | 2               | 0       | 0       | 2                       | 1934 (2)                        | 1962 (2)                         |
| 11.  | Ungarn           | 0           | 2               | 0       | 0       | 2                       | 1938 (2)                        | 1954 (2)                         |
| 11.  | Polen            | 0           | 0               | 2       | 0       | 2                       | 1974 (3)                        | 1982 (3)                         |
| 11.  | Belgien          | 0           | 0               | 1       | 1       | 2                       | 1986 (4)                        | 2018 (3)                         |
| 11.  | Österreich       | 0           | 0               | 1       | 1       | 2                       | 1934 (4)                        | 1954 (3)                         |
| 11.  | Portugal         | 0           | 0               | 1       | 1       | 2                       | 1966 (3)                        | 2006 (4)                         |
| 11.  | Jugoslawien      | 0           | 0               | 0       | 2       | 2                       | 1930 (4)                        | 1962 (4)                         |
| 18.  | USA              | 0           | 0               | 1       | 0       | 1                       | 1930 (3)                        | 1930 (3)                         |
| 18.  | Chile            | 0           | 0               | 1       | 0       | 1                       | 1962 (3)                        | 1962 (3)                         |
| 18.  | Türkei           | 0           | 0               | 1       | 0       | 1                       | 2002 (3)                        | 2002 (3)                         |
| 18.  | Sowjetunion      | 0           | 0               | 0       | 1       | 1                       | 1966 (4)                        | 1966 (4)                         |
| 18.  | Bulgarien        | 0           | 0               | 0       | 1       | 1                       | 1994 (4)                        | 1994 (4)                         |
| 18.  | Südkorea         | 0           | 0               | 0       | 1       | 1                       | 2002 (4)                        | 2002 (4)                         |
| 18.  | Marokko          | 0           | 0               | 0       | 1       | 1                       | 2022 (4)                        | 2022 (4)                         |

1. ↑  Davon einmal ohne dass es ein Spiel um Platz 3 gab
2. ↑  Ohne dass es ein Spiel um Platz 3 gab

#### Platzierungen in den Top 4 aus Konföderationensicht
| Sieger | Vize | Dritter | Vierter |

| Sieger | Vize | Dritter |  |

| Sieger | Vize |  | Vierter |

| Sieger | Vize |  |  |

| Sieger |  | Dritter | Vierter |

| Sieger |  | Dritter |  |

| Sieger |  |  | Vierter |

| Sieger |

|  | Vize | Dritter | Vierter |

|  | Vize | Dritter |  |

|  | Vize |  | Vierter |

|  | Vize |

|  |  | Dritter | Vierter |

|  |  | Dritter |

|  |  |  | Vierter |

#### Besonderheiten im Spiel um Platz 3
- Bis einschließlich zur WM 2006 war jedes Spiel um Platz 3 einmalig. Bei der Weltmeisterschaft 2010 wiederholte sich das Spiel um Platz 3 von der WM 1970. Beide Spiele gewann Deutschland gegen Uruguay.
- Rekordteilnehmer am Spiel um Platz 3 ist Deutschland mit 5 Teilnahmen (1934, 1958, 1970, 2006 und 2010), gefolgt von Brasilien (1938, 1974, 1978, 2014) und den dreimaligen Teilnehmern Uruguay, Frankreich, Schweden (incl. 1950 Quasispiel um Platz 3 gegen Spanien). Alle erreichten jedoch mindestens einmal auch das große Finale um den Weltmeistertitel.
- Rekordteilnehmer ohne Finalteilnahme sind: Belgien, Jugoslawien, Österreich, Polen und Portugal – Sie spielten alle bisher zweimal um Platz 3.
- Rekord-Dritter ist Deutschland (1934, 1970, 2006 und 2010), hinzu kommt ein vierter Platz (1958).
- Rekord-Vierter ist Uruguay (1954, 1970 und 2010), wurde aber noch nie Dritter oder Zweiter, aber schon zweimal Weltmeister.
- Deutschland ist das erste Land, das zweimal in Folge Dritter (2006 und 2010) wurde. Zudem ist Deutschland das einzige Land, das nach einem dritten Platz bei der nächsten Weltmeisterschaft (1970/1974 sowie 2010/2014) Weltmeister wurde.
- Italien wurde als einziger WM-Vierter (1978) beim folgenden Turnier Weltmeister (1982).
- Argentinien stand bereits sechsmal im Finale, aber noch nie im Spiel um Platz 3.
- Dreimal wurde ein Gastgeber Dritter (Chile 1962, Italien 1990 und Deutschland 2006) und zweimal Vierter (Südkorea 2002, Brasilien 2014).
- Viermal konnte ein Teilnehmer des Spiels um Platz 3 bei der nächsten Weltmeisterschaft Dritter werden (Schweden 1950, Brasilien 1978, Frankreich 1986 und Deutschland 2010). Aber noch kein Teilnehmer des Spiels um Platz 3 wurde bei der nächsten Weltmeisterschaft Vierter.
- Argentinien wurde immer nach dritten Plätzen von Polen bei der Folge-WM Weltmeister.
- Dreimal stand der amtierende Weltmeister im Spiel um den dritten Platz: Uruguay 1954, BR Deutschland 1958 und Brasilien 1974, alle drei verloren und wurden nur WM-Vierter.
- Dreimal stand der amtierende Vizeweltmeister im Spiel um den dritten Platz: Deutschland 1970 und 2006 und die Niederlande 2014, alle drei gewannen und wurden WM-Dritter.
- Die meisten Tore fielen 1958 im Spiel um Platz 3, wo Frankreich mit 6:3 Deutschland besiegte.
- Es wurde bislang nur ein einziges Spiel (1986) in der Verlängerung entschieden.
- Bei 8 Weltmeisterschaften musste sich der spätere Dritte nur dem späteren Weltmeister im Halbfinale geschlagen geben. Bei vier Weltmeisterschaften verlor der spätere Dritte sowohl gegen den späteren Weltmeister im Halbfinale, als auch in der Vorrunde gegen eine andere Mannschaft: Frankreich (1958 gegen Jugoslawien), Chile (1962 gegen Deutschland), Kroatien (1998 gegen Argentinien), Deutschland (2010 gegen Serbien). Die Türkei verlor 2002 gegen den späteren Weltmeister Brasilien sowohl in der Vorrunde als auch im Halbfinale.
- 1978 hatten sich der Dritte Brasilien und der Weltmeister Argentinien in einer Finalrunde mit einem torlosen Remis getrennt; Brasilien qualifizierte sich nur aufgrund der schlechteren Tordifferenz nicht für das Finale. Brasilien ist damit der erste WM-Dritte, der bei einer WM ohne Niederlage blieb. Später wurden Italien (1990) und die Niederlande (2014) nach einer Halbfinal-Niederlage im Elfmeterschießen ebenfalls ohne richtige Niederlage Dritter. Auch sie zogen dabei gegen Argentinien den Kürzeren.
- Erst fünfmal verlor der Halbfinalgegner des späteren Weltmeister auch das Spiel um Platz 3: 1934 Österreich, 1970 Uruguay, 1986 Belgien, 1990 England und 2014 Brasilien.
- 1930 gab es kein Spiel um Platz 3. Quellen berichten jedoch, dass ein Spiel stattfinden sollte, Jugoslawien aber auf das Spiel verzichtet habe. Die Fifa wertet die USA als Dritter und Jugoslawien als Vierter.
- 1950 gab es kein wirkliches Spiel um Platz 3, da eine Finalrunde ausgespielt wurde. Jedoch war das letzte Spiel zwischen Schweden und Spanien für die Platzierung um Platz 3 genauso entscheidend.
- Deutschland ist das einzige Land, das nach einer WM als Gastgeber bei der nächsten Weltmeisterschaft (2010) Dritter wurde.
- Der WM-Dritte stellte am häufigsten den Torschützenkönig: 9 ×, sowie 1962 einen Spieler (Leonel Sánchez), der ebenso viele Tore wie der ausgeloste Torschützenkönig erzielte.
- Es stand immer mindestens eine europäische Mannschaft im Spiel um Platz 3. Folglich gab es nie ein Spiel um den 3. Platz zwischen zwei südamerikanischen Mannschaften.
- Nur einmal stand eine Mannschaft (Südkorea) im Spiel um Platz 3, die nicht aus Europa oder Südamerika kam. 1930, als mit den USA ebenfalls eine Mannschaft im Halbfinale verlor, die nicht aus Europa oder Südamerika kam, gab es kein Spiel um Platz 3. Im Vergleich Europa gegen Südamerika im Spiel um Platz 3 steht es 5:3
- Seit 1978 (3. Platz für Brasilien) konnte keine südamerikanische Mannschaft mehr das Spiel um Platz 3 gewinnen.
- 1954 und 2018 standen mit Österreich und Uruguay bzw. Belgien und England zwei Mannschaften aus der gleichen Vorrundengruppe im Spiel um Platz 3. Da aber Österreich und Uruguay in der Vorrunde gesetzt waren, mussten sie dort nicht gegeneinander spielen. 2018 gewann Belgien beide Spiele gegen England, 1:0 in der Vorrunde und 2:0 im Spiel um Platz 3.

### Finale

#### Rangliste der Endspielteilnahmen in Folge
1.  Brasilien (1994, 1998, 2002) (3, davon 2 gewonnen)

1.  Deutschland (1982, 1986, 1990) (3, davon 1 gewonnen)

3.  Italien (1934, 1938) (2, davon beide gewonnen)

3.  Brasilien (1958, 1962) (2, davon beide gewonnen)

3.  Argentinien (1986, 1990) (2, davon 1 gewonnen)

3.  Niederlande (1974, 1978) (2, davon keines gewonnen)

3.  Frankreich (2018, 2022) (2, davon 1 gewonnen)
Zuletzt konnte 2022 mit Frankreich eine Mannschaft das Finale erreichen, die bei der vorherigen WM im Finale stand.

#### Finalteilnahmen
- 8:  Deutschland
- 7:  Brasilien*
- 6:  Italien,  Argentinien
- 4:  Frankreich,
- 3:  Niederlande
- 2:  Tschechoslowakei,  Ungarn,  Uruguay*
- 1:  England,  Kroatien,  Schweden,  Spanien

 * 1950 wurde der Weltmeister im letzten Spiel der Finalrunde in Rio zwischen den ungeschlagenen Teams von Brasilien und Uruguay ermittelt, wobei die Gastgeber überraschend unterlagen, die auch bei einem Remis Weltmeister geworden wären (siehe Maracanaço)

#### Siegquote im Finale
1. England,  Spanien und  Uruguay (1,0)
2. Brasilien (0,83)
3. Italien (0,67)
4. Deutschland,  Argentinien und  Frankreich (0,5)
5. Niederlande,  Schweden,  Ungarn,  Tschechoslowakei und  Kroatien (je 0,0)

#### Finalentscheidungen
- In der normalen Spielzeit: 13 × (1930, 1938, 1954, 1958, 1962, 1970, 1974, 1982, 1986, 1990, 1998, 2002, 2018)
- In der Verlängerung: 5 × (1934, 1966, 1978, 2010, 2014)
- Durch Elfmeterschießen: 3 × (1994, 2006, 2022)

#### Verwarnungen im Finale
Rangliste der Verwarnungen:
1. Argentinien: 14 (1930/0, 1978/1, 1986/4, 1990/2, 2014/2, 2022/5)
0 Niederlande: 14 (1974/3, 1978/3, 2010/8), zudem eine gelb-rote Karte 2010
3. Frankreich: 12 (1998/4, 2006/3, 2018/2, 2022/3)
4. Deutschland: 10 (1954/0, 1966/0, 1974/1, 1982/3, 1986/2, 1990/1, 2002/1, 2014/2)
5. Italien: 6 (1934/0, 1938/0, 1970/1, 1982/2, 1994/2, 2006/1)
6. Spanien: 5 (2010)
0. Brasilien: 5 (1958/0, 1962/0, 1970/1, 1994/2, 1998/1, 2002/1)
8. England: 1 (1966)
0. Kroatien: 1 (2018)
Anmerkung: Bei den Spielen von 1930 bis 1962 werden in den Spielberichten der FIFA und der Literatur keine Verwarnungen genannt. Die erste belegte Verwarnung erhielt Martin Peters 1966 im Finale England – Deutschland.

#### Rangliste der Kontinentalvergleiche im Endspiel
1. Südamerika gegen Europa 11 ×, dabei acht Siege für Südamerika (1958, 1962, 1970, 1978, 1986, 1994, 2002, 2022) und drei für Europa (1990, 1998 und 2014)
2. Europa gegen Europa 9 × (1934, 1938, 1954, 1966, 1974, 1982, 2006, 2010, 2018)
3. Südamerika gegen Südamerika 1 × (1930)
4. kein Endspiel 1950

#### Gruppenzweite und -dritte im Finale
Deutschland (1954, 1974 und 1986), Tschechoslowakei (1962), Argentinien (1978), Italien (1982) und Frankreich (2006) erreichten als Gruppenzweite der Vorrunde das Finale. Deutschland traf dabei 1954 auf den Gruppengegner Ungarn und gewann den Titel, die Tschechoslowakei traf 1962 auf den Gruppengegner Brasilien und verlor das Finale. Italien musste 1982 im Halbfinale den Gruppengegner Polen ausschalten, um ins Finale zu kommen.
1986, 1990 und 1994 qualifizierten sich auch die vier besten Gruppendritten für das Achtelfinale, von diesen erreichten Argentinien (1990) und Italien (1994) das Finale. Zudem wurde Belgien 1986 Vierter.

#### Nachbarn im Finale
- 1930 (Argentinien), 1938 (Italien), 1954 (Deutschland), 1974 (Niederlande), 1998 (Brasilien[29]), 2006 (Frankreich) und 2014 (Argentinien) standen Nachbarn des Gastgebers im Finale.
- 1930 (Uruguay/Argentinien), 1974 (Deutschland/Niederlande) und 2006 (Italien/Frankreich) waren beide Finalteilnehmer Nachbarn.
- 1938 und 1954 wurden die im Finale stehenden Nachbarn des Gastgebers auch Weltmeister. Zudem konnte 1950 der Nachbar Uruguay in Brasilien Weltmeister werden, dort gab es aber kein echtes Finale.
- Die heutigen[30] Nachbarn Österreichs standen am häufigsten im Finale (18 ×: 8 × Deutschland, 6 × Italien, 2 × die Tschechoslowakei, 2 × Ungarn), da 4 × (1934, 1938, 1954 und 1982) beide Finalisten Nachbarn Österreichs waren, gab es je 14 Endspiele, in denen mindestens ein Nachbar Österreichs beziehungsweise der Schweiz standen. In 13 davon standen Nachbarn Österreichs und der Schweiz.
- Die Nachbarn der Schweiz und Frankreichs konnten am häufigsten gewinnen (4 × Italien, 4 × Deutschland, 1 × Frankreich/Spanien), die Nachbarn Österreichs wurden am häufigsten Vizeweltmeister (4 × Deutschland, je 2 × Italien, die Tschechoslowakei und Ungarn).
- Folgende Länder grenzen nur an Weltmeister:

Schottland, Wales (beide England), Dänemark (Deutschland), Portugal und Gibraltar (Spanien), Andorra (Frankreich und Spanien), Monaco (Frankreich), San Marino, Vatikanstadt (beide Italien) und Uruguay (Brasilien und Argentinien). Von diesen Ländern sind Monaco und der Vatikan aber nicht Mitglied der FIFA. Außerdem ist Uruguay das einzige Land, das nur an Weltmeister grenzt und selber Weltmeister war.

#### Häufigkeit der Finalpaarungen
| Paarung     | Paarung          | Häufig- keit         | Siege 1. Finalist | Siege 2. Finalist | Bemerkung                                                                        |
| 1. Finalist | 2. Finalist      | Häufig- keit         | Siege 1. Finalist | Siege 2. Finalist | Bemerkung                                                                        |
| ----------- | ---------------- | -------------------- | ----------------- | ----------------- | -------------------------------------------------------------------------------- |
| Deutschland | Argentinien      | 3 (1986, 1990, 2014) | 2 (1990, 2014)    | 1 (1986)          | Davon 1 Sieg (2014) in der Verlängerung                                          |
| Brasilien   | Italien          | 2 (1970, 1994)       | 2                 | 0                 | Davon 1 Sieg durch Elfmeterschießen                                              |
| Argentinien | Frankreich       | 1 (2022)             | 1                 | 0                 | Sieg im Elfmeterschießen                                                         |
| Argentinien | Niederlande      | 1 (1978)             | 1                 | 0                 | Sieg in der Verlängerung                                                         |
| Brasilien   | Deutschland      | 1 (2002)             | 1                 | 0                 | 1. Aufeinandertreffen beider Mannschaften bei einer WM                           |
| Brasilien   | Schweden         | 1 (1958)             | 1                 | 0                 |                                                                                  |
| Brasilien   | Tschechoslowakei | 1 (1962)             | 1                 | 0                 | Beide hatten schon in der Vorrunde gegeneinander gespielt.                       |
| Deutschland | Niederlande      | 1 (1974)             | 1                 | 0                 | 1. Aufeinandertreffen beider Mannschaften bei einer WM                           |
| Deutschland | Ungarn           | 1 (1954)             | 1                 | 0                 | Beide hatten schon in der Vorrunde gegeneinander gespielt.                       |
| England     | Deutschland      | 1 (1966)             | 1                 | 0                 | Sieg in der Verlängerung. 1. Aufeinandertreffen beider Mannschaften bei einer WM |
| Frankreich  | Brasilien        | 1 (1998)             | 1                 | 0                 |                                                                                  |
| Frankreich  | Kroatien         | 1 (2018)             | 1                 | 0                 |                                                                                  |
| Italien     | Deutschland      | 1 (1982)             | 1                 | 0                 |                                                                                  |
| Italien     | Frankreich       | 1 (2006)             | 1                 | 0                 | Sieg im Elfmeterschießen                                                         |
| Italien     | Tschechoslowakei | 1 (1934)             | 1                 | 0                 | Sieg in der Verlängerung. 1. Aufeinandertreffen beider Mannschaften bei einer WM |
| Italien     | Ungarn           | 1 (1938)             | 1                 | 0                 | 1. Aufeinandertreffen beider Mannschaften bei einer WM                           |
| Spanien     | Niederlande      | 1 (2010)             | 1                 | 0                 | 1. Aufeinandertreffen beider Mannschaften bei einer WM                           |
| Uruguay     | Argentinien      | 1 (1930)             | 1                 | 0                 | 1. Aufeinandertreffen beider Mannschaften bei einer WM                           |
| Uruguay     | Brasilien        | 1 (1950)             | 1                 | 0                 | Kein eigentliches Finale. 1. Aufeinandertreffen beider Mannschaften bei einer WM |

#### Besonderheiten im Finale
- Es gibt fünf Spieler, die in zwei Finalspielen als Torschütze in Erscheinung traten: Der Franzose Kylian Mbappé (2018, 2022) mit zusammen vier Toren, die Brasilianer Vavá (1958, 1962) und Pelé (1958, 1970) sowie der Franzose Zinédine Zidane (1998, 2006) erzielten dabei je insgesamt drei Treffer, Deutschlands Paul Breitner zwei (1974, 1982).
- Nur Pelé (1958) und Kylian Mbappé (2018) trafen bisher in einem WM-Finale als Teenager ins Netz.
- Erst 2 Spielern gelangen 3 Treffer in einem Finalspiel: Geoff Hurst 1966 und Kylian Mbappé 2022.
- Diego Maradona ist der einzige Spieler, der in zwei Finals (1986 und 1990) je eine gelbe Karte erhielt.
- Luis Monti ist der einzige Spieler, der für zwei Mannschaften im Finale stand: 1930 für Argentinien und 1934 für Italien.
- Mario Mandžukić ist der erste Spieler, der im Finale ein Eigentor schoss (2018 gegen Frankreich zum 0:1, Endstand 2:4 durch ein Tor von Mandžukić)
- Argentinien, Frankreich und die Niederlande sind die einzigen Mannschaften, aus denen Spieler im Finale einen Feldverweis erhielten: Pedro Monzón (rote Karte) und Gustavo Dezotti (rote Karte) 1990 für Argentinien, Desailly (gelb/rot) 1998 und Zidane (rote Karte) 2006 für Frankreich sowie John Heitinga (gelb/rot) 2010.
- Cafu ist der erste Spieler, der in drei aufeinanderfolgenden WM-Finalspielen (1994, 1998 und 2002) stand.
- Bisher dreimal wurden die Finals im Elfmeterschießen entschieden:

1994: Brasilien – Italien 3:2
2006: Italien – Frankreich 5:3
2022: Argentinien – Frankreich 4:2
- 1934, 1966, 1978, 2010 und 2014 wurden die Finals in der Verlängerung entschieden.
- Pelé, der beim Titelgewinn 1962 verletzt zuschauen musste, und Miroslav Klose halten den Rekord für die längste Zeitspanne zwischen zwei Finalteilnahmen. Zwischen ihren ersten (1958 bzw. 2002) und letzten (1970 bzw. 2014) Endspielteilnahmen lagen zwölf Jahre.
- Die meisten Tore pro Spiel, um Weltmeister zu werden, benötigte Deutschland 1954 (3,83 Tore pro Spiel), die wenigsten schoss Spanien 2010 (1,14/Spiel).
- Die meisten Tore pro Spiel, um das Finale zu erreichen, benötigte Ungarn 1954 (6,25 Tore pro Spiel), die wenigsten Argentinien 1990 (0,83/Spiel, einziger Finalist mit weniger als 1 Tor pro Spiel auf dem Weg ins Finale).
- Elfmal schoss der unterlegene Finalist auf dem Weg ins Finale mehr Tore pro Spiel als der Weltmeister: Argentinien (1930), Brasilien (1998), Deutschland (1966 und 1982), Kroatien (2018), Niederlande (1974, 1978 und 2010), Tschechoslowakei (1934), Ungarn (1938 und 1954).
- Die meisten Tore in einem WM-Finale (ohne Elfmeterschießen): 7 Tore im Endspiel 1958 zwischen Schweden und Brasilien (2:5).
- Die wenigsten Tore in einem WM-Finale (ohne Elfmeterschießen): kein Tor im Endspiel 1994 zwischen Brasilien und Italien; dies ist bisher das einzige Finale, in dem kein Finalist ein Tor erzielen konnte.
- Deutschland wurde 1990 als erste Mannschaft Weltmeister, ohne im Finale ein Gegentor zu kassieren (1:0) und damit war Argentinien der erste Finalist, der im Endspiel kein Tor erzielen konnte.
- Brasilien ist die erste Mannschaft, die in zwei Endspielen (1994 und 2002) ohne Gegentor blieb aber auch die erste Mannschaft, die in zwei Endspielen (1994 und 1998) kein Tor erzielen konnte.
- Der größte relative Unterschied zwischen den beiden Finalisten auf dem Weg ins Finale bestand 1990 zugunsten des Weltmeisters (Deutschland schoss die 2,8-fache Anzahl der Tore Argentiniens) beziehungsweise 1966 zu Gunsten des Vizeweltmeisters (Deutschland schoss die 1,86-fache Anzahl der Tore Englands).
- 2010 stand erstmals keine südamerikanische Mannschaft in einem außerhalb Europas stattfindenden Finale.
- Spanien ist der erste Weltmeister, dem dazu vier 1:0-Siege in der K.-o.-Runde genügten, und der erste Weltmeister nach einer Niederlage im ersten Spiel. Zudem ist Spanien das erste europäische Team, das außerhalb Europas Weltmeister wurde. Spanien ist auch das einzige Team, das nur gegen eine Mannschaft Weltmeister wurde, die selber noch nicht Weltmeister wurde.
- Das Finale der WM 1974 in München war das erste, welches nicht in der Hauptstadt (oder einem Vorort der Hauptstadt) des Gastgebers (damals Bonn) ausgetragen wurde. Dies war auch bei weiteren Weltmeisterschaften der Fall: WM 1994 (Pasadena statt Washington, D.C.); WM 2002 (Yokohama statt Tokio); WM 2010 (Johannesburg statt Pretoria) und WM 2014 (Rio de Janeiro statt Brasília).
- Nur die Niederlande (1974 und 1978) und unmittelbar danach Deutschland (1982 und 1986) sind bei Weltmeisterschaften hintereinander Zweiter/Vizeweltmeister geworden. Die Niederlande (1978) und Deutschland (1986) verloren dabei jeweils das zweite Finale gegen Argentinien.
- Zweimal (1934 und 1954) nahmen beide Finalisten an der vorherigen WM nicht teil.
- Einmal (2010) schieden beide Finalisten der vorherigen WM in der Vorrunde aus.
- Einmal (1934) nahm der Titelverteidiger nicht teil. Der Weltmeister von 1930 Uruguay, verzichtete freiwillig.
- Viermal fehlte der unterlegene Finalist der vorhergehenden WM: Ungarn nahm 1950 nicht teil. Schweden (1962), Tschechoslowakei (1966) und die Niederlande (1982) konnten sich nicht für die WM qualifizieren.
- Brasilien (1958) gewann als erste und bislang einzige südamerikanische Mannschaft eine Weltmeisterschaft in Europa.
- Deutschland (2014) gewann als erste und bislang einzige europäische Mannschaft eine Weltmeisterschaft in Amerika.
- Seit der Jahrtausendwende standen bei sechs WM-Turnieren acht verschiedene Teams im Finale. Nur Argentinien (2014 + 2022), Deutschland (2002 + 2014) und Frankreich (2006, 2018 + 2022) schafften es mehrmals. Die weiteren Teilnehmer: Brasilien, Italien, Kroatien, Spanien und die Niederlande. Sechs davon (alle, außer Spanien und Kroatien) stellten außerdem alle 16 Finalisten der letzten acht WM-Turniere vor der Jahrtausendwende (1970 bis 1998). Andere Finalteilnehmer gab es nur bei den allerersten acht WM-Turnieren überhaupt. In jedem der acht Finalspiele von 1930 bis 1966 stellten sie genau einen der beiden Finalisten: Uruguay (1930, Quasifinale 1950), Tschechoslowakei (1934, 1962), Ungarn (1938, 1954), Schweden (1958) und England (1966).
- Zum vierten Mal in Folge wurde bei der Weltmeisterschaft 2018 eine Mannschaft aus Europa Weltmeister. Dies gelang zuvor noch keinem anderen Kontinentalverband.
- Bisher gelang es nur zwei Personen, sowohl als Spieler als auch als Trainer je zweimal (und somit insgesamt viermal) an einem WM-Finale teilzunehmen: Franz Beckenbauer (als Spieler 1966/1974 und als Trainer 1986/1990) und Mário Zagallo (als Spieler 1958/1962 und als Trainer 1970/1998). Mario Zagallo nahm darüber hinaus noch als Trainerassistent am WM-Finale 1994 teil.
- Zwischen 1954 (wenn man das entscheidende Spiel der Finalrunde bei der WM 1950 dazu nimmt, sogar seit 1950) und 2002 standen bis auf die WM 1978 entweder Deutschland oder Brasilien im Finale der WM. Beide Teams spielten im Finale der WM 2002 gegeneinander.
- Argentinien, Brasilien, England, Italien und Spanien konnten ihre Titel bislang nur gegen Mannschaften aus Europa gewinnen. Uruguay errang seine beiden Weltmeistertitel nur gegen südamerikanische Mannschaften. Lediglich Deutschland und Frankreich gewannen ihre Titel gegen Mannschaften aus unterschiedlichen Kontinentalverbänden.
- Die Niederlande ist mit drei Finalteilnahmen ohne einen Sieg die Nationalmannschaft mit den meisten Finalteilnahmen ohne je einen Titel geholt zu haben (WM 1974, WM 1978 und WM 2010).

## Weltmeister
Der amtierende Weltmeister
- konnte den Titel verteidigen: 2 × (Italien/1938, Brasilien/1962)
- wurde Zweiter: 3 × (Argentinien/1990, Brasilien/1998, Frankreich/2022)
- wurde Dritter: –
- wurde Vierter: 3 × (Uruguay/1954, Deutschland/1958, Brasilien/1974)
- schied im Viertelfinale oder der 2. Finalrunde (8 Mannschaften) aus: 4 × (England/1970, Deutschland/1978, Deutschland/1994, Brasilien/2006)
- schied in der 2. Finalrunde (12 Mannschaften) aus: 1 × (Argentinien/1982)
- schied im Achtelfinale aus: 1 × (Italien/1986)
- schied in der Vorrunde aus: 6 × (Italien/1950 und 2010, Brasilien/1966, Frankreich/2002, Spanien/2014, Deutschland/2018)
- schied torlos in der Vorrunde aus: 1 × (Frankreich/2002)
- nahm am Folgeturnier nicht teil: 1 × (Uruguay/1934)
- wurde Europameister: 2 × (Frankreich/2000, Spanien/2012)
- wurde Südamerikameister (Copa América): 3 × (Brasilien 1997, 2004), Argentinien (2024)
- musste sich 2006 erstmals für die WM qualifizieren: (Brasilien)
- traf zweimal in der Vorrunde auf seinen Nachfolger: 1970 – England und Brasilien, 1986 – Italien und Argentinien
- traf erst einmal im Finale auf den Final-Gegner des vorherigen Turniers (Argentinien gegen Deutschland 1986 und 1990). Dabei wurden 1990 die Rollen getauscht, der vorherige Weltmeister Argentinien unterlag gegen den vorherigen Vizemeister Deutschland.
  - Weitere Finalpartie-Wiederholungen bei nicht aufeinanderfolgenden Turnieren: 2014 trafen Deutschland und Argentinien erneut im Finale aufeinander, Deutschland ging erneut als Sieger hervor. Ebenso trafen Brasilien und Italien zweimal (1970 und 1994) im Finale aufeinander. Beide Male konnte Brasilien das Finalspiel gewinnen.
  - Zudem gab es drei Finalwiederholungen in anderen Runden. In keiner Wiederholung konnte der Weltmeister gewinnen: 1970 verlor England im Viertelfinale mit 2:3 n. V. gegen Deutschland, für Deutschland reichte es 1978 in der zweiten Finalrunde nur zu einem 2:2 gegen die Niederlande und die Niederlande gewann 2014 in der Vorrunde mit 5:1 gegen Spanien.
- war bislang noch nie der Ausrichter des Folge-Turniers.
Am nächsten dran war Deutschland als Gastgeber der Fußball-Weltmeisterschaft 2006 und Fußball-Weltmeisterschaft 1974, nachdem man im Finale des 2002er Turniers unterlag bzw. 1970 Dritter wurde.

Weltmeister wurde eine Mannschaft
- als Gastgeber und ehemaliger Weltmeister: 1 × (Deutschland/1974)
- als Gastgeber: 6 × (Uruguay/1930, Italien/1934, England/1966, Deutschland/1974, Argentinien/1978, Frankreich/1998)
- im Land eines ehemaligen Weltmeisters: 3 × (Deutschland 1990 in Italien, Italien 2006 in Deutschland, Deutschland 2014 in Brasilien)
- im Land eines späteren Weltmeisters: 3 × (Italien 1938 in Frankreich und 1982 in Spanien, Uruguay 1950 in Brasilien)
- im Nachbarland (mit direkter Festlandgrenze): 3 × (Italien 1938 in Frankreich, Uruguay 1950 in Brasilien und Deutschland 1954 in der Schweiz)
- am weitesten von der Heimat entfernt: Brasilien 2002 mit ca. 17.700 km (gerechnet als Luftlinie von der Hauptstadt Brasilia und dem Finalort Yokohama/Japan)
- als ehemaliger oder amtierender Weltmeister: 14 × (Italien/1938, Uruguay/1950, Brasilien/1962, Brasilien/1970, Deutschland/1974, Italien/1982, Argentinien/1986, Deutschland/1990, Brasilien/1994, Brasilien/2002, Italien/2006, Deutschland/2014, Frankreich/2018, Argentinien/2022)
- nur 3 × wurde eine Mannschaft Weltmeister, die nicht Gastgeber und nicht schon einmal vorher Weltmeister war (Deutschland/1954, Brasilien/1958, Spanien/2010)
- als Europameister: 2 × (Deutschland 1974, Spanien 2010)
- als Südamerikameister (Copa América): 1× Argentinien (2022)
- auf dem Gebiet einer anderen Konföderation: Brasilien 4 × (1958 in Europa, 1970 und 1994 in Mittel- und Nordamerika, 2002 in Asien), Argentinien 2 × (1986 in Mittelamerika, 2022 in Asien), Spanien 1 × (2010 in Afrika), Deutschland 1 × (2014 in Südamerika)
- nie als Gastgeber: Brasilien (alle 5 Titel wurden im Ausland gewonnen, bei der Heim-WM 1950 wurde Brasilien Zweiter, und bei der 2. Heim-WM 2014 wurde Brasilien Vierter) und Spanien (bei der Heim-WM 1982 konnte der Titel nicht gewonnen werden, Spanien schied in der zweiten Finalrunde aus)
- die ihr Auftaktspiel verloren hatte: 2 × (Spanien 0:1 gegen die Schweiz, Südafrika 2010 und Argentinien 1:2 gegen Saudi-Arabien, Katar 2022). Deutschland, Argentinien und Italien erreichten zwar 1982, 1990 beziehungsweise 1994 auch nach einer Auftaktniederlage das Finale, verloren dieses aber.
- die absolut und relativ die wenigsten Tore zum Erreichen des Titels benötigte: Spanien/2010 mit 8 Toren in 7 Spielen = 1,14/Spiel. Der vorherige Minusrekord waren 11 Tore (Italien/1938, England/1966 und Brasilien/1994) beziehungsweise 1,57 Tore/Spiel (Brasilien/1994).
- die nur in einem Stadion spielte: Uruguay (1930 im Estadio Centenario) und England (1966 im Wembley-Stadion)
- die in sieben Städten spielte: Brasilien (2002 in Ulsan, Seogwipo und Suwon – alle Südkorea; Kōbe, Fukuroi, Saitama und Yokohama – alle Japan)
- die an der vorherigen WM nicht teilnahm: 3 × (1934/Italien, 1950/Uruguay, 1954/Deutschland)
- die sich für die vorherige WM nicht qualifizieren konnte und sich als Gastgeber nicht qualifizieren musste: 1 × (1998/Frankreich)
- dreimal zum vierten Mal 24 Jahre nach dem dritten Titel: Brasilien 1994/1970, Italien 2006/1982 und Deutschland 2014/1990

Frankreich spielte am häufigsten (7 ×) gegen den späteren Weltmeister: 1938/Viertelfinale, 1958/Halbfinale, 1966/Vorrunde, 1978/Vorrunde, 2006/Finale, 2014/Viertelfinale und 2022/Finale. Es folgen Deutschland, England und die Niederlande mit je 6 Spielen gegen den späteren Weltmeister (Deutschland: 1966/Finale, 1982/Finale, 1986/Finale, 2002/Finale, 2006/Halbfinale, 2010/Halbfinale; England: 1958/Vorrunde, 1962/Viertelfinale, 1970/Vorrunde, 1986/Viertelfinale, 1990/Halbfinale, 2002/Viertelfinale; Niederlande: 1974/Finale, 1978/Finale, 1990/Achtelfinale, 1994/Viertelfinale, 2010/Finale, 2022/Viertelfinale).
- Deutschland wurde 1954 als bisher einzige Mannschaft Weltmeister, die nur gegen Mannschaften des eigenen Kontinents spielte.
- Brasilien wurde 1958, 1994 und 2002 dagegen als erste Mannschaft Weltmeister, die nur gegen Mannschaften anderer Konföderationen spielte, wobei Brasilien 1958 nur gegen europäische Mannschaften spielte. 2022 spielte Argentinien auch nur gegen Mannschaften anderer Konföderationen.
- Frankreich wurde 1998 als erste Mannschaft Weltmeister, die gegen Mannschaften aus vier Konföderationen spielte: je 1 × AFC und CAF, 2 × CONMEBOL und 3 × UEFA. Italien musste 2006 ebenfalls gegen Mannschaften aus vier Konföderationenen spielen: je 1× CAF, CONCACAF und OFC und 4 × UEFA. Deutschland 2014 ebenso (2 × UEFA, 2 × CAF, 2 × CONMEBOL und 1× CONCACAF).
- Italien und Frankreich sind die einzigen Mannschaften, die auf dem Weg zum WM-Titel gegen drei CONMEBOL-Mannschaften antreten mussten: Italien 1982 gegen Peru in der 1. Finalrunde sowie Argentinien und Brasilien in der 2. Finalrunde; Frankreich 2018 gegen Peru in der Vorrunde, Argentinien im Achtel- und Uruguay im Viertelfinale.

### Niederlagen
Bisher gab es 30 Niederlagen des Titelverteidigers. Die erste Niederlage eines Titelverteidigers war das 2:3 von Italien gegen Schweden 1950. Allerdings nahm der Titelverteidiger 1934 nicht teil. Lediglich 1938 und 1962 konnte der teilnehmende Titelverteidiger nicht besiegt werden und daher seinen Titel verteidigen. Am häufigsten (7 ×) verlor Brasilien als Titelverteidiger, gefolgt von Deutschland (6 ×), Argentinien (5 ×, davon 3 Niederlagen 1982). Am häufigsten (4 ×) gewann Frankreich gegen den Titelverteidiger. Zweimal verlor der Titelverteidiger im Finale: Argentinien 1990 und Brasilien 1998. In beiden Fällen hatten sie aber bereits ein Vorrundenspiel verloren. Zweimal verlor der Titelverteidiger im Halbfinale: Uruguay 1954 und Deutschland 1958 und beide verloren anschließend auch das Spiel um Platz 3. Zudem verlor Brasilien 1974 das Quasi-Halbfinale gegen die Niederlande und danach das Spiel um Platz 3. Brasilien (1966), Frankreich (2002), Spanien (2014) und Deutschland (2018) verloren als Titelverteidiger zwei Vorrundenspiele.
Die höchsten Niederlagen der Titelverteidiger:
1. Spanien – Niederlande 1:5 – Vorrunde 2014
2. Deutschland – Frankreich 3:6 – Spiel um Platz 3 1958
3. Brasilien – Frankreich 0:3 – Finale 1998

### Spiele der Weltmeister gegeneinander
1962 trafen mit Italien und Deutschland in der Vorrunde (0:0) erstmals zwei ehemalige Weltmeister bei einer WM aufeinander. Auch im zweiten Spiel zweier ehemaliger Weltmeister war Deutschland beteiligt: Im Viertelfinale 1966 traf Deutschland auf den ersten Weltmeister Uruguay und gewann durch das 4:0 somit als erster ehemaliger Weltmeister bei einer WM gegen einen ehemaligen Weltmeister. Das Spiel England gegen Brasilien in der Vorrunde der WM 1970 war das erste Spiel eines amtierenden Weltmeisters gegen einen ehemaligen Weltmeister bei einer WM.
Die meisten Spiele (7) zwischen ehemaligen beziehungsweise amtierenden Weltmeistern bei einer WM gab es 1970 gefolgt von 1990 und 2014 (mit je 6 Spielen), die wenigsten (0) 1950 (1 ehemaliger und der amtierende nahmen teil), 1954 (1 ehemaliger und der amtierende nahmen teil) und 1974 (3 ehemalige und der amtierende nahmen teil) sowie 1934 (der amtierende Weltmeister nahm nicht teil) und 1938 (nur der amtierende Weltmeister nahm teil). Nach 1934 stand immer mindestens ein ehemaliger oder aktueller Weltmeister im Halbfinale oder in den Finalspielen (wenn es keine Halbfinalspiele gab). Nur zweimal standen im Halbfinale nur ehemalige Weltmeister: 1970 waren es Brasilien, Deutschland, Italien und Uruguay; 1990 Argentinien, Deutschland, England und Italien.
1986 spielte Argentinien als bisher einzige Mannschaft im Turnierverlauf gegen vier ehemalige Weltmeister: Italien/Vorrunde, Uruguay/Achtelfinale, England/Viertelfinale und Deutschland/Finale. 2014 traf Deutschland in den letzten drei Spielen (Viertelfinale, Halbfinale und Finale) auf ehemalige Weltmeister (Frankreich, Brasilien und Argentinien).
Dagegen gewannen Brasilien 1958 und 1962 sowie Deutschland 1954 und 1974 den Titel ohne gegen einen Ex-Weltmeister spielen zu müssen.
Bei der Fußball-Weltmeisterschaft 2010 trafen Frankreich und Uruguay bereits in der Vorrunde aufeinander. Deutschland und England trafen im Achtelfinale aufeinander. Das 1:4 war die höchste Niederlage Englands in einem WM-Spiel, für Deutschland der bisher höchste Sieg gegen England. Deutschland und Argentinien trafen wie 2006 im Viertelfinale aufeinander. Deutschland und Uruguay trafen wie 1970 im Spiel um Platz 3 erneut aufeinander. Mit Spanien kam 2010 ein neuer Weltmeister hinzu. Auch Spanien spielte bei den vorherigen Weltmeisterschaften schon gegen alle ehemaligen Weltmeister. 2010 spielte Spanien im Halbfinale gegen Deutschland.
Bei der Fußball-Weltmeisterschaft 2014 trafen mit England, Italien und Uruguay erstmals drei ehemalige Weltmeister in einer Vorrundengruppe aufeinander und erstmals nahmen acht Titelträger teil.
Bei der Fußball-Weltmeisterschaft 2018 kam es in der Vorrunde zu keinem Aufeinandertreffen ehemaliger Weltmeister, da alle qualifizierten Weltmeister in verschiedene Gruppen gelost wurden. Mit Italien war erstmals seit 2006, als Uruguay nicht qualifiziert war, wieder ein Ex-Weltmeister nicht qualifiziert. Erst im Achtelfinale trafen mit Frankreich und Argentinien zwei Ex-Weltmeister aufeinander. Im Viertelfinale traf Frankreich dann auch noch auf Ex-Weltmeister Uruguay.
Argentinien und Deutschland trafen 7 × bei WM-Turnieren aufeinander, lediglich das Duell Brasilien gegen Schweden gab es ebenso häufig. Argentinien und Italien, Brasilien und Spanien sowie Frankreich und Uruguay trafen am häufigsten in der Vorrunde aufeinander (je 3 ×). Argentinien und England trafen zudem am häufigsten (10 ×) in der Vorrunde auf einen der anderen Weltmeister. England wurde zudem 1954 in eine Gruppe mit Italien gelost, sie mussten aber nicht gegeneinander spielen. England spielte mit Ausnahme von Deutschland schon gegen alle anderen bisherigen Weltmeister mindestens einmal in der ersten Gruppenphase, Argentinien nur gegen alle europäischen Weltmeister. Brasilien traf am seltensten (5 ×) in der Vorrunde auf einen der anderen Weltmeister (1954 wurden sie zudem mit Frankreich in eine Gruppe gelost, mussten aber nicht gegeneinander spielen) und bisher nur gegen England (2 ×) und Spanien (3 ×). Italien spielte jeweils fünfmal gegen die beiden anderen der drei besten Mannschaften, Brasilien und Deutschland, während diese beiden in 18 Turnieren, an denen beide teilnahmen, erst zweimal aufeinander trafen.
In der folgenden Zusammenfassung samt Tabelle sind sämtliche WM-Spiele der acht Weltmeisterteams berücksichtigt, darunter auch Begegnungen, zu deren Zeitpunkt eine oder beide Mannschaften noch nicht den Weltmeistertitel errungen hatten. Beispiele hierfür sind die Spiele der englischen Nationalmannschaft bei der Heim-WM 1966 gegen Frankreich und Argentinien.
Deutschland spielte bisher am häufigsten gegen die anderen Weltmeister (32 ×), erzielte mit 14 zusammen mit Italien (ohne Siege im Elfmeterschießen) bzw. 17 (mit Siegen im Elfmeterschießen) die meisten Siege sowie die meisten Tore gegen die anderen Weltmeister, musste aber auch die meisten Gegentore hinnehmen. 24,6 % seiner Tore erzielte Deutschland gegen die anderen sieben Weltmeister, von Deutschlands 130 Gegentoren in WM-Spielen wurden 32,3 % von anderen Weltmeistern erzielt. 8 von insgesamt 23 Niederlagen gab es gegen die anderen Weltmeister, das entspricht einer Quote von 34,8 %. Deutschland ist der einzige Weltmeister, der gegen alle anderen Weltmeister mindestens einmal im Halbfinale (Brasilien 2014, England 1990, Frankreich 1982 und 1986, Italien 1970 und 2006, Spanien 2010), Spiel um Platz 3 (Frankreich 1958, Uruguay 1970 und 2010) oder Finale (Argentinien 1986, 1990 und 2014, Brasilien 2002, England 1966, Italien 1982) gespielt hat. Gegen Brasilien waren dies die einzigen WM-Spiele.
Argentinien konnte nur 20,7 % seiner Tore gegen die anderen Weltmeister erzielen und musste 43,6 % seiner Gegentore von selbigen hinnehmen. Unter Nichtberücksichtigung eines verlorenen Elfmeterschießens gegen Deutschland verlor Argentinien insgesamt 24 WM-Spiele, 13 davon (54,2 %) gegen die anderen Weltmeister. Demgegenüber stehen 7 Siege und drei gewonnene Elfmeterschießen: Gegen Italien 1990 im Halbfinale, gegen England 1998 im Achtelfinale und gegen Frankreich 2022 im WM-Finale.
Brasilien erzielte nach Deutschland und Italien die meisten Siege gegen andere Weltmeister, nämlich 13 ohne das im Elfmeterschießen gewonnene WM-Finale 1994 und 14 mit diesem. Die Torquote gegen die anderen Weltmeister ist aufgrund der hohen Gesamtanzahl von Toren Brasiliens bei Weltmeisterschaften mit nur 18,1 % verhältnismäßig gering. 31,5 % seiner 108 WM-Gegentore kassierte Brasilien von anderen Weltmeistern, wobei diese Quote insbesondere aufgrund des WM-Halbfinales 2014 gegen Deutschland stark anstieg und danach wieder abnahm. Acht seiner nur 19 Niederlagen in WM-Spielen (ein verlorenes Elfmeterschießen gegen Frankreich bei der WM 1986 nicht eingerechnet) musste Brasilien gegen die anderen Weltmeister hinnehmen, was einer Quote von 42,1 % entspricht.
England hat nach Italien die höchste Torquote gegen die anderen Weltmeister: 29 der 104 englischen WM-Tore (27,9 %) fielen gegen diese, allerdings musste England auch 35 seiner 68 WM-Gegentore (51,5 %) gegen die anderen Weltmeister hinnehmen. Abzüglich zweier Niederlagen im Elfmeterschießen erlitt England 12 seiner 20 Niederlagen in WM-Spielen gegen die anderen Weltmeister, was einer Quote von glatt 60 % entspricht.
Frankreich gelangen von seinen insgesamt 136 WM-Toren 38 gegen andere Weltmeister (28,0 %). Bei den Gegentoren beträgt die Quote 45,9 %. Zehn seiner 20 WM-Niederlagen erlitt Frankreich gegen die anderen Weltmeister, also genau die Hälfte, drei verlorene Elfmeterschießen kommen hinzu. Achtmal gewann Frankreich gegen eine Weltmeistermannschaft (davon viermal gegen den Titelverteidiger, was Rekord ist), zudem siegte die Équipe Tricolore zweimal im Elfmeterschießen.
Italien ist neben Brasilien und Deutschland der einzige Weltmeister, der eine positive Bilanz aus seinen WM-Duellen mit den anderen Weltmeistern besitzt. Herausragend ist hierbei insbesondere der Vergleich gegen Deutschland, gegen das es bei einer Weltmeisterschaft noch nie eine Niederlage gab. Zieht man drei verlorene Elfmeterschießen bei den Weltmeisterschaften 1990, 1994 und 1998 von der Zahl der Niederlagen ab, so verlor Italien nur 4 Spiele gegen die anderen Weltmeister. Dies sind bei insgesamt 17 Niederlagen in WM-Spielen lediglich 23,5 %. Abzüglich des im Elfmeterschießen gewonnenen WM-Finales von 2006 gewann Italien 14 × gegen andere Weltmeister, bei insgesamt 45 Siegen in WM-Spielen entspricht dies einer sehr guten Quote von 31,1 %. Der Anteil der anderen Weltmeister an Italiens Gegentoren ist mit 35,1 % gering. 38 seiner insgesamt 128 Tore erzielte Italien gegen die anderen Weltmeister, diese Quote ist mit 29,7 % weit überdurchschnittlich.
Spanien konnte nur 17 seiner 108 WM-Tore (15,7 %) gegen die anderen Weltmeister erzielen, kassierte aber neun seiner insgesamt 19 Niederlagen in WM-Spielen von den anderen Weltmeistern. Der Anteil der anderen Weltmeister an Spaniens 75 WM-Gegentoren ist mit 27 Treffern (36,0 %) dagegen eher unterdurchschnittlich. Nach den Siegen über Brasilien 1934 und England 1950 gelang Spanien der bis heute letzte WM-Sieg gegen ein Weltmeister-Team im WM-Halbfinale 2010 gegen Deutschland.
Uruguay konnte 21 seiner 89 WM-Tore (23,6 %) gegen die anderen Weltmeister erzielen und musste 26 seiner 76 WM-Gegentore (34,2 %) gegen selbige hinnehmen. Aufgrund starker Leistungen bei den ersten Weltmeisterschaften und anschließenden jahrzehntelangen Misserfolges gelangen Uruguay bis heute zwar nur 25 Siege in WM-Spielen, von diesen wurden jedoch sechs gegen die anderen Weltmeister errungen. Die ersten vier dieser Siege gelangen bei den Weltmeisterschaften 1930, 1950, 1954 und 1966, die letzten zwei gelangen erst in der WM-Vorrunde 2014. Ein Spiel mehr ging gegen andere Weltmeister verloren (33,3 %), davon drei gegen Deutschland.
2022 trafen nur Deutschland und Spanien bereits in der Vorrunde aufeinander. Italien war zum zweiten Mal nacheinander nicht qualifiziert.
| Stand: 18. Dezember 2022 | Argentinien      | Brasilien        | Deutschland      | England          | Frankreich      | Italien         | Spanien          | Uruguay         | Summe               |
| ------------------------ | ---------------- | ---------------- | ---------------- | ---------------- | --------------- | --------------- | ---------------- | --------------- | ------------------- |
| Argentinien              |                  | 1 – 1 – 2 3 : 5  | 1 – 1 – 5 5 : 12 | 2 – 0 – 3 5 : 8  | 3 – 0 – 1 9 : 8 | 1 – 2 – 2 4 : 6 | 1 – 0 – 0 2 : 1  | 1 – 0 – 1 3 : 4 | 10 – 4 – 14 31 : 44 |
| Brasilien                | 2 – 1 – 1 5 : 3  |                  | 1 – 0 – 1 3 : 7  | 3 – 1 – 0 6 : 2  | 1 – 0 – 3 6 : 7 | 3 – 0 – 2 9 : 7 | 3 – 1 – 1 10 : 5 | 1 – 0 – 1 4 : 3 | 14 – 3 – 9 43 : 34  |
| Deutschland              | 5 – 1 – 1 12 : 5 | 1 – 0 – 1 7 : 3  |                  | 3 – 1 – 1 10 : 8 | 3 – 0 – 1 9 : 9 | 0 – 2 – 3 4 : 9 | 2 – 2 – 1 6 : 5  | 3 – 1 – 0 9 : 3 | 17 – 7 – 8 57 : 42  |
| England                  | 3 – 0 – 2 8 : 5  | 0 – 1 – 3 2 : 6  | 1 – 1 – 3 8 : 10 |                  | 2 – 0 – 1 6 : 3 | 0 – 0 – 2 2 : 4 | 0 – 1 – 1 0 : 1  | 0 – 1 – 2 3 : 6 | 6 – 4 – 14 29 : 35  |
| Frankreich               | 1 – 0 – 3 8 : 9  | 3 – 0 – 1 7 : 6  | 1 – 0 – 3 9 : 9  | 1 – 0 – 2 3 : 6  |                 | 2 – 0 – 3 5 : 6 | 1 – 0 – 0 3 : 1  | 1 – 2 – 1 3 : 2 | 10 – 2 – 13 38 : 39 |
| Italien                  | 2 – 2 – 1 6 : 4  | 2 – 0 – 3 7 : 9  | 3 – 2 – 0 9 : 4  | 2 – 0 – 0 4 : 2  | 3 – 0 – 2 6 : 5 |                 | 2 – 1 – 0 4 : 2  | 1 – 1 – 1 2 : 1 | 15 – 6 – 7 38 : 27  |
| Spanien                  | 0 – 0 – 1 1 : 2  | 1 – 1 – 3 5 : 10 | 1 – 2 – 2 5 : 6  | 1 – 1 – 0 1 : 0  | 0 – 0 – 1 1 : 3 | 0 – 1 – 2 2 : 4 |                  | 0 – 2 – 0 2 : 2 | 3 – 7 – 9 17 : 27   |
| Uruguay                  | 1 – 0 – 1 4 : 3  | 1 – 0 – 1 3 : 4  | 0 – 1 – 3 3 : 9  | 2 – 1 – 0 6 : 3  | 1 – 2 – 1 2 : 3 | 1 – 1 – 1 1 : 2 | 0 – 2 – 0 2 : 2  |                 | 6 – 7 – 7 21 : 26   |

- Anmerkungen: Ohne Tore im Elfmeterschießen; die Entscheidung im Elfmeterschießen wurde als Sieg beziehungsweise Niederlage gewertet.  : Paarungen bei der WM 2022

### Serien und Mehrfachsiege für Konföderationen
- Erstmals wurden bzw. werden 2006, 2010, 2014 und 2018 vier Turniere hintereinander von Nationalmannschaften einer Konföderation (UEFA) gewonnen: Frankreich (2018), Deutschland (2014), Spanien (2010) und Italien (2006)
- Zuvor kam es bereits zweimal zu Doppelsiegen aus Ländern eines Kontinents bzw. einer Konföderation: Europa (Italien) 1934 und 1938 beziehungsweise Südamerika/CONMEBOL (Brasilien) 1958 und 1962. Beides waren demnach auch Doppelsiege der Nationen (s. o.)

### Spiele der Titelverteidiger gegen den Nachfolger
Fünfmal kam es bei Weltmeisterschaften zu Spielen zwischen dem Titelverteidiger und seinem unmittelbaren Nachfolger:
- 1970: Brasilien – England 1:0 in der Vorrunde
- 1982: Italien – Argentinien 2:1 in der Zwischenrunde
- 1986: Argentinien – Italien 1:1 in der Vorrunde
- 1990: Deutschland – Argentinien 1:0 im Finale
- 1998: Frankreich – Brasilien 3:0 im Finale
- 2022: Argentinien – Frankreich 3:3 n. V., 4:2 i. E. im Finale

### Weltmeister bei Kontinentalmeisterschaften
Bei der Copa América: Der amtierende Weltmeister
- gewann die Copa América: 1997 und 2004 (Brasilien), 2024 (Argentinien)
- wurde Zweiter: 1959a und 1995 (Brasilien),
- wurde Dritter: 1953 (Uruguay), 1959b (Brasilien) und 1989 (Argentinien),
- wurde Vierter: 1963 (Brasilien), 1987 (Argentinien)
- schied in der Gruppenphase aus: 1979 (Argentinien)
- Bei 25 Austragungen war der Weltmeister aus Europa und nahm somit nicht teil, 12 Austragungen fanden zudem vor der ersten Weltmeisterschaft statt. Nach der ersten Weltmeisterschaft 1930 dauerte es fünf Jahre bis zur nächsten Copa America, Uruguay verlor 1934 den WM-Titel wieder

Bei der Fußball-Europameisterschaft: Der amtierende Weltmeister
- gewann die Europameisterschaft: 2000 (Frankreich), 2012 (Spanien)
- wurde Zweiter: 1976 und 1992 (Deutschland)
- wurde Dritter: 1968 (England)
- schied im Halbfinale aus: 2016 (Deutschland)
- schied im Viertelfinale aus: 2008 (Italien)
- schied im Achtelfinale aus: 2021 (Frankreich)
- konnte sich für die EM nicht qualifizieren: 1984 (Italien)
- Bei sieben EM-Austragungen war der amtierende Weltmeister aus Südamerika und nahm somit nicht teil

### Weltmeister beim Konföderationen-Pokal
Der Weltmeister
- gewann: 1997 und 2005 (Brasilien), 2001 (Frankreich), 2017 (Deutschland)
- wurde Zweiter: 2013 (Spanien)
- schied in der Vorrunde aus: 2003 (Brasilien), 2009 (Italien)
- nahm nicht teil: 1992 (Deutschland), 1995 (Brasilien), 1999 (Frankreich)

## Meister anderer Turniere bei Weltmeisterschaften

### Kontinentalmeister bei Weltmeisterschaften
| Platzierungen der Kontinentalmeister |                 |                     |                 |                |                              |                   |
| Jahr | Europa- meister | Südamerika- meister | Afrika- meister | Asien- meister | Mittel-/Nord- amerikameister | Ozeanien- meister |
| 1930 |                 | 2.                  |                 |                |                              |                   |
| 1934 |                 | AF                  |                 |                |                              |                   |
| 1938 |                 | –                   |                 |                |                              |                   |
| 1950 |                 | 2.                  |                 |                | –                            |                   |
| 1954 |                 | –                   |                 |                | –                            |                   |
| 1958 |                 | VR                  | –               | –              | –                            |                   |
| 1962 | VF              | VR                  | –               | –              | –                            |                   |
| 1966 | VR              | –                   | –               | –              | VR                           |                   |
| 1970 | 2.              | 4.                  | –               | –              | –                            |                   |
| 1974 | 1.*             | VR                  | VR              | –              | VR                           | –                 |
| 1978 | –               | ZR                  | –               | VR             | VR                           | –                 |
| 1982 | 2.              | –                   | –               | VR             | VR                           | –                 |
| 1986 | 3.              | AF                  | –               | –              | VR                           | –                 |
| 1990 | AF              | AF                  | –               | –              | AF                           | –                 |
| 1994 | –               | AF                  | AF              | –              | AF                           | –                 |
| 1998 | VF              | 2.                  | –               | VR             | AF                           | –                 |
| 2002 | VR              | –                   | VR              | AF*            | VF                           | –                 |
| 2006 | –               | VF                  | –               | VR             | VR                           | AF                |
| 2010 | 1.              | VF                  | –               | –              | AF                           | VR                |
| 2014 | VR              | AF                  | AF              | VR             | AF                           | –                 |
| 2018 | AF              | –                   | –               | VR             | –                            | –                 |
| 2022 | –               | 1.                  | AF              | VR*            | AF                           | –                 |
| Anmerkungen: „–“ = Kontinentalmeister nicht qualifiziert, kein Eintrag = den Wettbewerb gab es noch nicht, „*“ = Kontinentalmeister ist/war (Co)-Gastgeber. |                 |                     |                 |                |                              |                   |

Der amtierende Europameister (ausgetragen seit 1960, derzeit Spanien, bei der letzten WM Italien)
- wurde Weltmeister: 2 × (Deutschland/1974 als Gastgeber, Spanien/2010)
- wurde Vizeweltmeister: 2 × (Italien/1970, Deutschland/1982)
- wurde Dritter: 1 × (Frankreich/1986)
- schied im Viertelfinale aus: 2 × (UdSSR/1962 gegen den Gastgeber, Deutschland/1998)
- schied im Achtelfinale aus: 2 × (Niederlande/1990 gegen den späteren Weltmeister, Portugal/2018)
- schied in der Vorrunde aus: 3 × (Spanien/1966 und 2014, Frankreich/2002)
- konnte sich nicht qualifizieren: 4 × (Tschechoslowakei/1978, Dänemark/1994, Griechenland/2006, Italien/2022)

2010 standen sich mit Spanien und Deutschland erstmals seit 1962 wieder die Finalisten der vorherigen EM in einem WM-Spiel gegenüber. 1962 trafen sich die UdSSR und Jugoslawien aber schon in der Vorrunde und die Europameisterschaft hieß 1960 noch Europapokal der Länder.
2018 erreichte mit Frankreich erstmals ein Vizeeuropameister das WM-Finale. Die beste Platzierung eines Vizeeuropameisters war zuvor der dritte Platz für Deutschland 2010. Ferner wurden Jugoslawien (1962), die Sowjetunion (1966) und Portugal (2006) als Vizeeuropameister Vierter.
Der amtierende Südamerikameister (ausgetragen seit 1910, derzeit und bei der letzten WM Argentinien)
- wurde Weltmeister: 1 × (Argentinien/2022)
- wurde Vizeweltmeister: 3 × (Argentinien/1930, Brasilien/1950 als Gastgeber, Brasilien/1998)
- wurde Vierter: 1 × (Uruguay/1970 nach Halbfinalniederlage gegen den späteren Weltmeister)
- schied im Viertelfinale aus: 2 × (Brasilien/2006 und 2010, jeweils gegen den späteren Vizeweltmeister)
- schied in der 2. Finalrunde (8 Mannschaften) aus: 1 × (Peru/1978)
- schied im Achtelfinale aus: 5 × (Argentinien/1934, Uruguay/1986 gegen den späteren Weltmeister und 2014, Brasilien/1990 gegen den amtierenden Weltmeister, Argentinien/1994)
- schied in der Vorrunde aus: 3 × (Argentinien/1958 u. a. gegen den amtierenden Weltmeister, Uruguay/1962 gegen den Europameister, Uruguay/1974)
- konnte sich für die WM nicht qualifizieren: 5 × (Paraguay/1954, Bolivien/1966, Paraguay/1982, Kolumbien/2002, Chile/2018)
- nahm nicht teil: 1 × (Argentinien/1938)
- 13 × wurde der Südamerikameister vor einer WM durch einen neuen Meister abgelöst.

Der amtierende Afrikameister (ausgetragen seit 1957, derzeit die Elfenbeinküste, bei der letzten WM der Senegal)
- schied im Achtelfinale aus: 3 × (Nigeria/1994 gegen den späteren Vizeweltmeister und 2014, Senegal/2022)
- schied in der Vorrunde aus: 2 × (Zaire/1974, Kamerun/2002)
- war für die WM nicht qualifiziert: 9 × (Sudan/1970, Ghana/1978, Ghana/1982, Ägypten/1986, Algerien/1990, Ägypten/1998, Ägypten/2006, Ägypten/2010, Kamerun/2018)
- trat nicht zur Qualifikation an: 3 × (Ägypten/1957, Äthiopien/1962, Ghana/1965)
- 13 × wurde der Afrikameister vor einer WM durch einen neuen Meister abgelöst, 1 × (Ägypten 2010) konnte er vor der WM seinen Titel verteidigen, sich aber nicht für die WM qualifizieren.

Der amtierende Asienmeister (ausgetragen seit 1956, derzeit und bei der letzten WM Katar)
- schied im Achtelfinale aus: 1 × (Japan/2002 als Co-Gastgeber)
- schied in der Vorrunde aus: 7 × (Iran/1978, Kuwait/1982, Saudi-Arabien/1998, Japan/2006 und 2014, Australien/2018, Katar/2022)
- konnte sich nicht qualifizieren: 5 × (Iran/1974, Saudi-Arabien/1986, Saudi-Arabien/1990, Japan/1994, Irak/2010)
- trat nicht zur Qualifikation an: 2 × (Südkorea/1958, Iran/1970)
- konnte sich in der Europa-Qualifikation nicht qualifizieren: 1 × (Israel/1966)
- konnte sich im Vergleich mit einer europäischen Mannschaft nicht qualifizieren: 1 × (Südkorea/1962)
- war Gastgeber der WM: 1 × (Katar/2022)

Der amtierende Nord- und Mittelamerikameister (ausgetragen seit 1941, derzeit Mexiko, bei der letzten WM die USA)
- schied im Viertelfinale aus: 1 × (USA/2002 gegen den späteren Vizeweltmeister)
- schied im Achtelfinale aus: 6 × (Costa Rica/1990, Mexiko/1994, Mexiko/1998 gegen den Europameister, Mexiko/2010, USA/2014 und 2022)
- schied in der Vorrunde aus: 6 × (Mexiko/1966, Haiti/1974, Mexiko/1978, Honduras/1982, Kanada/1986, USA/2006)
- konnte sich nicht qualifizieren: 3 × (Costa Rica/1962, Costa Rica/1970, USA/2018)
- nahm nicht an der Qualifikation teil: 3 × (Costa Rica/1950, Costa Rica/1954, Haiti/1958)
- 8 × wurde der Nord- und Mittelamerikameister vor einer WM durch einen neuen Meister abgelöst.

Der amtierende Ozeanienmeister (ausgetragen seit 1973, derzeit und bei der letzten WM Neuseeland)
- schied im Achtelfinale aus: 1 × (Australien/2006)
- schied ungeschlagen in der Vorrunde aus: 1 × (Neuseeland/2010)
- schied in der Qualifikation gegen einen Südamerikavertreter aus: 4 × (Australien/1994** und 2002, Neuseeland/2018 und 2022)
- schied in der Qualifikation gegen einen Asienvertreter aus: 1 × (Australien/1998)
- konnte sich nicht qualifizieren: 5 × (Neuseeland/1974 und 1978*, Australien/1982** und 1990**, Tahiti 2014)
- schied in der Qualifikation gegen eine europäische Mannschaft aus: 1 × (Australien/1986**)
- 2 × wurde der Ozeanienmeister vor einer WM durch einen neuen Meister abgelöst.

Anmerkungen: * Neuseeland hatte den Titel 1973 gewonnen, aber erst 1980 fand die nächste Meisterschaft statt, nahm also zweimal als Ozeanienmeister von 1973 an aufeinanderfolgenden Qualifikationen teil. ** Australien hatte den Titel 1980 gewonnen, aber erst 1996 fand die nächste Meisterschaft teil und nahm daher viermal als Ozeanienmeister von 1980 an aufeinanderfolgenden Qualifikationen teil.

### Weltranglisten-Erster bei Weltmeisterschaften
Die Führenden der seit 1993 geführten FIFA-Weltrangliste schnitten bei den WM-Turnieren so ab:
- 1994: Deutschland – Aus im Viertelfinale, dadurch auf Platz 4 gefallen. Neuer Weltranglistenerster: Weltmeister Brasilien (zuvor Dritter)[31][32]
- 1998: Brasilien – Vizeweltmeister, Platz gehalten[33][34]
- 2002: Frankreich – Aus in der Vorrunde, dadurch auf Platz 3 gefallen. Neuer Weltranglistenerster: Weltmeister Brasilien (zuvor Zweiter)[35][36]
- 2006: Brasilien – Aus im Viertelfinale, Platz gehalten[37][38]
- 2010: Brasilien – Aus im Viertelfinale, dadurch auf Platz 3 gefallen. Neuer Weltranglistenerster: Weltmeister Spanien (zuvor Zweiter)[39][40]
- 2014: Spanien – Aus in der Vorrunde, dadurch auf Platz 8 gefallen. Neuer Weltranglistenerster: Weltmeister Deutschland (zuvor Zweiter)[41][42]
- 2018: Deutschland – Aus in der Vorrunde, dadurch auf Platz 15 gefallen. Neuer Weltranglistenerster: Weltmeister Frankreich (zuvor Siebter)[43][44]
- 2022. Brasilien – Aus im Viertelfinale, trotzdem Platz zunächst gehalten aber bei der folgenden Auswertung auf Platz 3 gefallen.

### Olympiasieger bei Weltmeisterschaften
Der amtierende Olympiasieger (ausgetragen seit 1908, derzeit Spanien/Olympiamannschaft)
- wurde Weltmeister: 2 × (Uruguay (9)/1930, Italien (4)/1938)
- wurde Vizeweltmeister: 1 × (Ungarn (14)/1954)
- wurde Dritter: 3 × (Schweden (5)/1950, Polen (9)/1974, Frankreich (3)/1986)
- wurde Vierter: 1 × (Jugoslawien (6)/1962)
- schied im Viertelfinale aus: 6 × (UdSSR (8)/1958, Ungarn (6)/1966, Spanien (5)/1994, Argentinien (7)/2006 und (5)/2010, Brasilien (4)/2018 und (5)/2022)
- schied im Achtelfinale aus: 2 × (Nigeria (12)/1998, Mexiko(10)/2014)
- schied in der Vorrunde aus: 2 × (Tschechoslowakei (4)/1982, UdSSR (3)/1990, Kamerun (9)/2002)
- konnte sich nicht qualifizieren: 2 × (Ungarn/1970, DDR/1978)

Anmerkungen:
- Nicht bei allen Olympischen Spielen nahmen die A-Nationalmannschaften teil. Nach dem Zweiten Weltkrieg bis 1988 waren diese aber insbesondere bei den Staaten des Ostblocks mit der A-Nationalmannschaft identisch, die in dieser Zeit die Olympiasiege unter sich ausmachten. Schon ab 1984 durften auch Profi-Spieler an Olympischen Spielen teilnehmen, zunächst nur solche, die noch nicht an einer WM teilgenommen hatten, später wurden Altersbeschränkungen und eine Maximalzahl von älteren Spielern eingeführt. Für eine Reihe von Spielern war die Olympiamannschaft dann auch das Sprungbrett in die A-Nationalmannschaft. Die meisten Olympiasieger standen 1954 im Kader von Ungarn (Die Anzahl der Spieler aus dem Olympiakader im WM-Kader ist in Klammern hinter dem Ländernamen angefügt).
- 1932 fand kein Fußballwettbewerb bei den Olympischen Spielen statt, so dass 1934 kein Olympiasieger an der WM teilnehmen konnte. Vielfach werden die Olympiasiege vor 1930 mit einem WM-Titel gleichgesetzt, so trägt Uruguay zusätzlich zu den 2 Sternen für die WM-Siege 1930 und 1950, zwei Sterne für die Olympiasiege 1924 und 1928 im Verbands-Logo. Bei den allerersten Olympischen Spielen und den Zwischenspielen 1906 nahmen aber teilweise Vereinsmannschaften oder gemischte Mannschaften (Spieler aus verschiedenen Ländern) teil.
- Nur 1936 wurde der Weltmeister auch Olympiasieger. Im italienischen Olympiakader stand aber kein Spieler des WM-Kaders von 1934. Lediglich der Trainer Vittorio Pozzo war bei beiden Turnieren im Amt und mit Sergio Bertoni, Alfredo Foni, Ugo Locatelli und Pietro Rava wurden vier Olympiasieger von 1936 auch 1938 Weltmeister.

### Konföderationen-Pokal-Sieger bei Weltmeisterschaften
Der amtierende Konföderationen-Pokal-Sieger (ausgetragen von 1992 bis 2017, zuletzt Deutschland)
- wurde nie Weltmeister
- wurde Zweiter: 1998 (Brasilien)
- wurde Vierter: 2014 (Brasilien)
- schied im Viertelfinale aus: 2006 und 2010 (Brasilien)
- schied im Achtelfinale aus: Argentinien (1994)
- schied in der Vorrunde aus: 2002 (Frankreich) und 2018 (Deutschland)

Zwei Konföderationen-Pokal-Sieger wurden vor der folgenden Weltmeisterschaft abgelöst: Dänemark (1995) und Mexiko (1999)
Auch der unterlegene Finalist wurde nie Weltmeister.

## Gruppenköpfe
Die als Gruppenköpfe der Vorrunde gesetzten Mannschaften (ab 1954)
- wurden Weltmeister: 14 × – Argentinien (1978, 2022), Brasilien (1962, 1994, 2002), Deutschland (1974, 1990, 2014), England (1966), Frankreich (1998, 2018), Italien (1982, 2006), Spanien (2010)
- wurden Vizeweltmeister: 15 × – Argentinien (1990, 2014), Brasilien (1998), Deutschland (1966, 1982, 1986, 2002), Frankreich (2006, 2022), Italien (1970, 1994), Niederlande (1978, 2010), Schweden (1958), Ungarn (1954)
- wurden Dritter: 9 × – Belgien (2018), Brasilien (1978), Chile (1962), Deutschland (1970, 2006, 2010), Italien (1990), Frankreich (1958, 1986)
- wurden Vierter: 7 × – Brasilien (1974, 2014), Deutschland (1958), England (1990), Niederlande (1998), Südkorea (2002), Uruguay (1954)
- schieden im Viertelfinale oder der Zwischenrunde mit 8 Mannschaften (1974 + 1978) aus: 24 × – Argentinien (1998, 2006, 2010), Belgien (2014), Brasilien (1954, 1986, 2006, 2010, 2018, 2022), Deutschland (1978, 1994, 1998), England (1954, 1970, 2006, 2022), Italien (1998), Kolumbien (2014), Mexiko (1986), Portugal (2022), Russland (2018), Sowjetunion (1970), Spanien (2002)
- schieden in der Zwischenrunde mit 12 Mannschaften (1982) aus: 4 × – Argentinien (1982), Brasilien (1982), England (1982), Spanien (1982)
- schieden im Achtelfinale aus: 18 × – Argentinien (1994, 2018), Belgien (1990, 1994), Brasilien (1990), England (2010), Italien (1986, 2002), Japan (2002), Mexiko (2006), Polen (1986), Portugal (2018), Rumänien (1998), Schweiz (2014), Spanien (2006, 2022), Uruguay (2014), USA (1994)
- schieden in der Vorrunde aus: 17 × – Argentinien (1962, 2002), Belgien (2022), Brasilien (1966), Deutschland (2018), Frankreich (2002), Italien (1966, 1974, 2010), Katar (2022) Österreich (1958), Polen (2018), Spanien (1998, 2014), Südafrika (2010), Uruguay (1962, 1974)

Anmerkung: In fett gesetzten Jahren war die Mannschaft Titelverteidiger, in kursiv gesetzten Jahren Gastgeber. Nur 1954, 1958 (regionale Gruppenköpfe), 1970 (europäische Gruppenköpfe) und 1986 wurde eine Mannschaft Weltmeister, die nicht Gruppenkopf war.
Anzahl der Einstufungen als Gruppenkopf:
01. Brasilien 16 ×: 1954, 1962, 1966, 1974, 1978, 1982, 1986, 1990, 1994, 1998, 2002, 2006, 2010, 2014, 2018, 2022
02. Deutschland 15 ×: 1958, 1966, 1970, 1974, 1978, 1982, 1986, 1990, 1994, 1998, 2002, 2006, 2010, 2014, 2018
03. Argentinien 12 ×: 1962, 1978, 1982, 1990, 1994, 1998, 2002, 2006, 2010, 2014, 2018, 2022
04. Italien 11 ×: 1966, 1970, 1974, 1982, 1986, 1990, 1994, 1998, 2002, 2006, 2010
05. England 8 ×: 1954, 1966, 1970, 1982, 1990, 2006, 2010, 2022
06. Frankreich 7 ×: 1958, 1986, 1998, 2002, 2006, 2018, 2022
00 Spanien 7 ×: 1982, 1998, 2002, 2006, 2010, 2014, 2022
08. Belgien 5 ×: 1990, 1994, 2014, 2018, 2022
09. Uruguay 4 ×: 1954, 1962, 1974, 2014
10. Niederlande 3 ×: 1978, 1998, 2010
11. Mexiko 2 ×: 1986, 2006
00 Polen 2 ×: 1986, 2018
00 Portugal 2 ×: 2018, 2022
13. Chile 1 ×: 1962
00 Japan 1 ×: 2002
00 Katar 1 ×: 2022
00 Kolumbien 1 ×: 2014
00 Österreich 1 ×: 1958
00 Rumänien 1 ×: 1998
00 Russland 1 ×: 2018
00 Schweden 1 ×: 1958
00 Schweiz 1 ×: 2014
00 Sowjetunion 1 ×: 1970
00 Südafrika 1 ×: 2010
00 Südkorea 1 ×: 2002
00 Ungarn 1 ×: 1954
00 USA 1 ×: 1994

## Neulinge
Die WM-Neulinge (ab 1934)
- waren Ausrichter der Endrunde: 2 × (Italien/1934, Katar/2022)
- scheiterten 1 × in der Gruppenphase mit 13 Teilnehmern: England (1950)
- scheiterten 13 × in der Gruppenphase mit 16 Teilnehmern: Schottland (1954), Südkorea (1954), Türkei (1954), Bulgarien (1962), Kolumbien (1962), El Salvador (1970), Israel (1970), Marokko (1970), Australien (1974), Haiti (1974), Zaire# (1974), Iran (1978), Tunesien (1978)
- scheiterten 10 × in der Gruppenphase mit 24 Teilnehmern: Algerien (1982), Honduras (1982), Kamerun (1982), Kuwait (1982), Neuseeland (1982), Irak (1986), Kanada (1986), Vereinigte Arabische Emirate (1990), Griechenland (1994), Russland* (1994)
- scheiterten 17 × in der Gruppenphase mit 32 Teilnehmern: Jamaika (1998), Japan (1998), Südafrika (1998), China (2002), Ecuador (2002), Slowenien (2002), Angola (2006), Elfenbeinküste (2006), Togo (2006), Trinidad und Tobago (2006), Tschechien* (2006), Serbien-Montenegro*,** (2006), Serbien* (2010), Bosnien-Herzegowina (2014), Island und Panama (beide 2018), Katar (2022)
- scheiterten 5 × im Achtelfinale (1. Runde): Ägypten (1934), Niederlande (1934), Niederländisch-Indien# (1938), Norwegen (1938), Polen (1938)
- scheiterten 8 × im Achtelfinale (nach der Gruppenphase): Dänemark (1986), Costa Rica (1990), Irland (1990), Nigeria (1994), Saudi-Arabien (1994), BR Jugoslawien* (1998), Ghana (2006), Slowakei* (2010)
- scheiterten 1 × in der Zwischenrunde mit 8 Teilnehmern: DDR (1974)
- scheiterten 5 × im Viertelfinale (2. Runde): Schweden (1934), Schweiz (1934), Spanien (1934), Ungarn (1934), Kuba (1938),
- scheiterten 4 × im Viertelfinale (nach der Gruppenphase): Nordirland (1958), UdSSR** (1958), Wales (1958), Nordkorea (1966)
- scheiterten 2 × im Viertelfinale (nach Gruppenphase und Achtelfinale): Senegal (2002), Ukraine (2006)
- wurden 1 × Vierter: Österreich (1934)
- wurden 3 × Dritter: Deutsches Reich** (1934), Portugal (1966), Kroatien (1998)
- wurden 1 × Vizeweltmeister: Tschechoslowakei** (1934)
- wurden 2 × Weltmeister: Italien (1934), BR Deutschland* (1954)

Anmerkungen: Kursiv gesetzte Mannschaften nahmen bis dato nur 1× teil, mit „*“ gekennzeichnete Mannschaften gelten als Nachfolger anderer Mannschaften (gekennzeichnet mit „**“), die bereits früher teilgenommen haben, mit # gekennzeichnete Staaten haben nun einen anderen Namen.

## Mannschaft des Gastgebers
Diese Gastgeber wurden
- Weltmeister: 6 × (Uruguay/1930, Italien/1934, England/1966, BR Deutschland/1974, Argentinien/1978, Frankreich/1998)
- Vizeweltmeister: 2 × (Brasilien/1950, Schweden/1958)
- Dritter: 3 × (Chile/1962, Italien/1990, Deutschland/2006)
- Vierter: 2 × (Südkorea/2002, Brasilien/2014)
- kamen bis ins Viertelfinale: 5 × (Frankreich/1938, Schweiz/1954, Mexiko/1970 und 1986, Russland/2018)
- kamen bis in die 2. Finalrunde (12 Mannschaften): 1 × (Spanien/1982)
- kamen bis ins Achtelfinale: 2 × (USA/1994, Japan/2002)
- Dritter in ihrer Vorrundengruppe und schieden dadurch aus: 1 × (Südafrika/2010)
- Letzter in ihrer Vorrundengruppe und schieden dadurch aus: 1 × (Katar/2022)

|                           | Sieger | Vize | Dritter | Vierter | Anmerkung                                                   |
| ------------------------- | ------ | ---- | ------- | ------- | ----------------------------------------------------------- |
| Gastgebendes Land         | 6      | 2    | 3       | 2       | Platzierung des gastgebenden Landes/beste Platzierung       |
| UEFA (8)                  | 4      | 1    | 2       |         |                                                             |
| CONMEBOL (4)              | 2      | 1    | 1       | 1       |                                                             |
| AFC (3)                   |        |      |         | 1       |                                                             |
| CONCACAF (2)              |        |      |         |         | Viertelfinale                                               |
| CAF (1)                   |        |      |         |         | Vorrunde                                                    |
| Gastgebende Konföderation | 14     | 12   | 12      | 11      | Platzierung eines Landes aus der gastgebenden Konföderation |
| UEFA (11)                 | 10     | 9    | 10      | 9       |                                                             |
| CONMEBOL (5)              | 4      | 3    | 2       | 1       |                                                             |
| AFC (2)                   |        |      |         | 1       |                                                             |
| CONCACAF (3)              |        |      |         |         | Viertelfinale                                               |
| CAF (1)                   |        |      |         |         | Vorrunde                                                    |

Anmerkungen: 
1. ↑  In Klammern: Anzahl verschiedene Austragungsländer der Konföderation
2. ↑  In Klammern = Austragungen in der Konföderation

Der Gastgeber schied am häufigsten aus oder verlor entscheidend gegen den späteren
- Weltmeister: 7 × (Frankreich 1938 vs. Italien im Viertelfinale, Brasilien 1950 vs. Uruguay in der Finalrunde, Schweden 1958 vs. Brasilien im Finale, Chile 1962 vs. Brasilien im Halbfinale, die USA 1994 vs. Brasilien im Achtelfinale, Deutschland 2006 vs. Italien im Halbfinale, Brasilien 2014 vs. Deutschland im Halbfinale)
- Vizeweltmeister: 6 × (Mexiko 1970 und 1986 vs. Italien bzw. Deutschland im Viertelfinale, Spanien 1982 vs. Deutschland in der Zwischenrunde, Italien 1990 vs. Argentinien im Halbfinale, Südkorea 2002 vs. Deutschland im Halbfinale, Russland 2018 vs. Kroatien im Viertelfinale)
- Dritten: 2 × (die Schweiz 1954 vs. Österreich im Viertelfinale, Japan 2002 vs. die Türkei im Achtelfinale)
- Vierten: 1 × (Südafrika 2010 vs. Uruguay in der Vorrunde)

1934 musste sich auch Italien als Gastgeber qualifizieren.
Italien spielte am häufigsten (9 ×) gegen den Gastgeber (1938, 1954/2 ×, 1962, 1970, 1978, 1998, 2002, 2006).
Deutschland setzte sich (inkl. des Elfmeterschießens 1986 gegen Mexiko) am häufigsten gegen die Gastgeber durch (1962, 1982, 1986, 2002 und 2014) und verlor zweimal (1958 und 1966) gegen die Gastgeber.
Die Türkei gewann 2002 gegen beide Gastgeber, zuerst das Achtelfinale gegen Japan und später das Spiel um Platz 3 gegen Südkorea.
Der Gastgeber stellte viermal (1950, 1978, 1990 und 2006) den Torschützenkönig, sowie 1 × (1962) einen Spieler (Leonel Sánchez), der ebenso viele Tore wie der ausgeloste Torschützenkönig erzielte.
Nur einmal (2014) kassierte der Gastgeber die meisten Gegentore im Turnier: Brasilien 14.
Nur einmal (2018) war der Gastgeber der in der FIFA-Weltrangliste vor dem Turnier am schlechtesten platzierte Teilnehmer (Russland auf Platz 70)
Bisher dreimal waren die Gastgeber selbst Erstteilnehmer: Uruguay (1930), Italien (1934) und Katar (2022)
Die meisten Endrunden-Teilnahmen vor der ersten Gastgeberrolle: Deutschland (7: 1934, 1938, 1954, 1958, 1962, 1966, 1970)
Die meisten Endrunden-Teilnahmen einer Mannschaft, die noch nie Gastgeber war: Belgien 14 ×
Die wenigsten Endrunden-Teilnahmen einer Mannschaft, die schon einmal Gastgeber war: Die Austragung in Katar 2022 war auch die erste Teilnahme dieser Mannschaft bei einer WM
Bisher waren erst drei Länder Gastgeber, die zuvor schon einmal Weltmeister waren: Deutschland 1974 und 2006, Italien 1990 und Brasilien 2014.
Alle bisherigen Weltmeister waren mindestens einmal Gastgeber.
Mexiko ist der bisher einzige Mehrfachgastgeber ohne Titelgewinn.
Die bestplatzierten Mannschaften, die nie Gastgeber waren, sind Kroatien (Vizeweltmeister 2018), die Niederlande (Vizeweltmeister 1974, 1978 und 2010), die Tschechoslowakei (Vizeweltmeister 1934 und 1962) sowie Ungarn (Vizeweltmeister 1938 und 1954). Von diesen hat sich bisher aber nur die Niederlande (zusammen mit Belgien) um eine Austragung beworben, scheiterte aber an Russland.

### Höchste Siege der Gastgeber
1. Italien – USA 7:1 WM-Achtelfinale 1934
0. Brasilien – Schweden 7:1 WM-Finalrunde 1950
3. Argentinien – Peru 6:0 WM-Zwischenrunde 1978
4. Uruguay – Jugoslawien 6:1 WM-Halbfinale 1930
0. Brasilien – Spanien 6:1 WM-Finalrunde 1950
6. Russland – Saudi-Arabien 5:0 Eröffnungsspiel 2018
7. Uruguay – Rumänien 4:0 Vorrunde 1930
0. Brasilien – Mexiko 4:0 Vorrunde 1950
0. Mexiko – El Salvador 4:0 Vorrunde 1970
0. Frankreich – Saudi-Arabien 4:0 Vorrunde 1998

### Höchste Niederlagen der Gastgeber
01. Brasilien – Deutschland 1:7 WM-Halbfinale 2014
02. Schweden – Brasilien 2:5 WM-Finale 1958
03. Mexiko – Italien 1:4 WM-Viertelfinale 1970
04. Südafrika – Uruguay 0:3 WM-Vorrunde 2010
00. Brasilien – Niederlande 0:3 Spiel um Platz 3 2014
00. Russland – Uruguay 0:3 WM-Vorrunde 2018
07. Schweiz – Österreich 5:7 WM-Viertelfinale 1954
08. Chile – Brasilien 2:4 WM-Halbfinale 1962
09. Frankreich – Italien 1:3 WM-Viertelfinale 1938
00. Katar – Senegal 1:3 WM-Vorrunde 2022
11. Schweiz – England 0:2 WM-Vorrunde 1954
00. Chile – Deutschland 0:2 WM-Vorrunde 1962
00. Deutschland – Italien 0:2 n. V. WM-Halbfinale 2006
00. Katar – Ecuador 0:2 WM-Eröffnungsspiel 2022
00. Katar – Niederlande 0:2 WM-Vorrunde 2022
- Nur sechsmal (1930, 1934, 1966, 1986, 1990 und 1998) verlor der Gastgeber kein Spiel, dabei aber zweimal (1986 und 1990) in der K.-o.-Runde durch Elfmeterschießen.
- Uruguay ist der einzige Gastgeber, der 1930 alle Spiele gewinnen konnte.
- Brasilien und Katar verloren die meisten Spiele als Gastgeber: 3 bei 2 bzw. 1 Turnier.
- Katar ist der erste Gastgeber, der kein Spiel gewann. Nur ein Spiel als Gastgeber gewannen Frankreich, Spanien, die USA und Südafrika.
- Die meisten Spiele als Gastgeber gewann Deutschland: 11 (zudem ein Spiel im Elfmeterschießen) von 14 Spielen
- Die meisten Gegentore als Gastgeber musste Brasilien 2014 hinnehmen: 14 in 7 Spielen. Die meisten pro Spiel kassierte die Schweiz 1954: 11 in 4 Spielen = 2,75 pro Spiel.
- Die wenigsten Gegentore als Gastgeber mussten Italien (1990, 2 in 7 Spielen), Frankreich (1998, 2 in 7 Spielen) und Mexiko (1986, 2 in 5 Spielen) hinnehmen.
- Die meisten Tore als Gastgeber erzielte Brasilien bei einem Turnier (1950, 22 in 6 Spielen) und insgesamt (1950+2014, 33 in 13 Spielen)
- Die wenigsten Tore als Gastgeber erzielte Katar (2022, 1 in 3 Spielen)

## Gastgebende Kontinente
Häufigste WM-Endrunden-Ausrichter:
Anmerkung I: Gezählt werden nur die bisher tatsächlich gespielten WM, bereits für die Zukunft vergebene Turniere werden zunächst nur in den Klammern der Jahre kursiv aufgeführt.
Anmerkung II: Die lediglich 4 Vorrundenspiele im geographisch asiatischen Jekaterinburg bei der WM 2018 in Russland werden zu Europa gerechnet.
- Europa (UEFA)
11 × (1934, 1938, 1954, 1958, 1966, 1974, 1982, 1990, 1998, 2006, 2018,

vergeben 2030 zusammen mit Südamerika und Afrika)
- Südamerika (CONMEBOL)
5 × (1930, 1950, 1962, 1978, 2014, vergeben 2030 zusammen mit Europa und Afrika)
- Mittel-/Nordamerika (CONCACAF)
3 × (1970, 1986, 1994, vergeben 2026)
- Asien (AFC)
2 × (2002, 2022, vergeben 2034)
- Afrika (CAF)
1 × (2010, vergeben 2030 zusammen mit Europa und Südamerika)

Besonderheiten:
- Aufgrund der geographischen Lage Russlands mit Spielen in Jekaterinburg erstreckte sich die WM 2018 als die erste Endrunde über zwei Kontinente (Europa und Asien).
- Die WM 2030 wird erstmalig in sechs Ländern (Spanien, Portugal, Marokko, Uruguay, Paraguay und Argentinien) sowie damit insgesamt auf drei Kontinenten (Europa, Afrika, Südamerika) stattfinden.
- Australien-Ozeanien trug trotz Bewerbungen bisher keine Fußball-WM-Endrunde aus.
- Die ersten 14 WM-Endrunden von 1930 bis 1990 fanden ausschließlich im losen Wechsel zwischen Mittel-, Südamerika und Europa statt.
- Die eigentlich ins südamerikanische Kolumbien vergebene WM 1986 wurde im Vorfeld aus finanziellen Gründen abgesagt. So kam es ersatzweise erneut zur Ausrichtung der Endrunde nach nur ansonsten unüblichen 16 Jahren im mittelamerikanischen Mexiko.
- Bisher gelang es nur 4 Nationen, insgesamt 8 WM-Titel außerhalb ihres Heimatkontinentes zu gewinnen:

Brasilien 4 × (1958 in Schweden, 1970 in Mexiko, 1994 in USA, 2002 in Japan-Südkorea)
Brasilien 1958 damit erster außereuropäischer Weltmeister in Europa
Argentinien 2 × (1986 in Mexiko, 2022 in Katar)
Spanien 1 × (2010 in Südafrika)
Damit erster europäischer Weltmeister außerhalb von Europa
Deutschland 1 × (2014 in Brasilien)
Damit erster europäischer Weltmeister auf dem amerikanischen Kontinent
- Bislang traten nur 3 Nationen insgesamt 4-mal bei der darauf folgenden WM-Endrunde auf ihrem Heimatkontinent als der Titelverteidiger an: (Ist frühestens erst im Jahr 2030 wieder möglich)

Italien 1 × (1938 in Frankreich – Titel erfolgreich verteidigt)
Brasilien 1 × (1962 in Chile – Titel erfolgreich verteidigt)
Deutschland 2 × (1958 in Schweden, 2018 in Russland – Titel jeweils abgegeben)
- Aufgrund der natürlichen sehr warmen bis heißen klimatischen Bedingungen im vorderasiatischen Katar, wurde die WM 2022 erstmals gegen Ende des Jahres (mit Finale am 18. Dezember) ausgetragen.

## Gastgeberland
Fünf Länder waren bereits 2 × Gastgeber: Mexiko 1970/1986, Italien 1934/1990, Frankreich 1938/1998, Deutschland 1974/2006 und Brasilien 1950/2014. Mit der Nominierung zusammen mit Kanada und Mexiko für 2026 wird die USA das sechste Land mit 2 WM-Endrunden als Gastgeber (nach 1994).
Die längste Zeitspanne zwischen einer WM eines Mehrfachgastgebers erlebte Brasilien mit 64 Jahren zwischen 1950 und 2014. Die kürzeste Zeitspanne zur nächsten Heim-WM erlebte Mexiko mit 16 Jahren zwischen 1970 und 1986.
Mexiko war im Jahr 1986 (nach 1970) der erste Mehrfachgastgeber und wird 2026 zudem mit der erstmaligen Nominierung von dann drei gemeinsamen Austragungsländern (zusammen mit Kanada und USA) als erstes Land zum dritten Mal Gastgeber sein.
Die längste Vorbereitungszeit seit der Nominierung als Gastgeber hatte Spanien mit 16 Jahren für die WM 1982. Die Vergabe erfolgte bereits auf dem FIFA-Kongress in London am 6. Juli 1966.
Die entsprechend kürzeste Zeitspanne (gerechnet nach dem 2. Weltkrieg) hatte Mexiko für die WM 1986. Da das eigentlich nominierte Kolumbien knapp vier Jahre vor Beginn zurückzog, ergab die kurzfristig angesetzte Neuausschreibung am 20. Mai 1983 den einstimmigen Sieger Mexiko mit nun nur 3 Jahren und einem Monat Vorbereitungszeit.
Die absolut kürzeste Zeitspanne betrug für die 1. WM 1930 in Uruguay nur 13,5 Monate.
Zwei Länder waren bisher gemeinsamer WM-Ausrichter: Premiere für eine Co-WM war in Japan/Südkorea 2002, Fünf Länder werden es ab 2026 bei der nächsten gemeinsamen Endrunde in Mexiko/Kanada/USA sein.
Das flächenmäßig größte Land als WM-Ausrichter war Russland 2018 mit 17.102.344 km².
Das flächenmäßig kleinste Land als WM-Ausrichter war Katar 2022 mit 11.627 km².

### Spielorte
- Nördlichster Spielort: Sandviken (Schweden, 1958)

Nördlichster Austragungsort eines Qualifikationsspiels: Reykjavík (Island, erstmals 1957)
- Südlichster Spielort: Mar del Plata (Argentinien, 1978)

Südlichster Austragungsort eines Qualifikationsspiels: Dunedin (Neuseeland, am 22. März 2013)
- Westlichster Spielort: Palo Alto (USA, 1994)

Westlichster Austragungsort eines Qualifikationsspiels: Nukuʻalofa (Tonga, 175° 12′ W), 1996
- Östlichster Spielort: Sapporo (Japan, 2002)

Östlichster Austragungsort eines Qualifikationsspiels: Nausori (Fidschi, 178° 54′ O), 1992
- Höchstgelegener Spielort: Toluca (Mexiko, 1970 und 1986, 2.638 m)

Höchstgelegener Austragungsort eines Qualifikationsspiels: El Alto (Bolivien, 4.100 m, erstmals 2024)
- Äquatornächster Spielort: Manaus (Brasilien, 2014) 3° 6′ S
- Häufigster Spielort insgesamt: Mexiko-Stadt (Mexiko, 1970 und 1986, 23 Spiele in 2 Stadien)
- Häufigster Spielort bei einer WM: Montevideo (Uruguay, 1930, alle 18 Spiele in 3 Stadien)
- Meiste WM-Spiele in einem Land: Deutschland: 102 (38 Spiele 1974 und 64 Spiele 2006)
- Meiste Zuschauer in einem Stadion: 1.917.550 im Aztekenstadion bei 19 Spielen (100.924 im Schnitt pro Spiel)
- Entfernungen der Spielorte:

Größte Entfernung: Bei der WM 1994 in den USA gab es die bisher größte Entfernung zweier Spielorte mit ca. 4.334 km Luftlinie zwischen San Francisco und Boston.
Geringste Entfernung: Bei der WM 1930 in Uruguay lag keiner der 3 Spielorte mehr als 3 km voneinander entfernt.
Aufgrund der bereits erfolgten Vergabe der WM im Jahre 2030, verteilt auf die 3 Kontinente Afrika, Europa und Südamerika, werden hierbei neue Rekorde beim Abstand der einzelnen Spielorte aufgestellt werden.
Siehe auch: Liste der Fußball-Weltmeisterschafts-Spielorte

### Zuschauer
| Jahr                    | Teams | Zuschauer | Zuschauer Ø | Spiele | Tore | Tore Ø | Tore ges. |
| ----------------------- | ----- | --------- | ----------- | ------ | ---- | ------ | --------- |
| 1930                    | 13    | 0590.549  | 32.808      | 18     | 070  | 3,89   | 070       |
| 1934                    | 16    | 0363.000  | 21.352      | 17     | 070  | 4,12   | 0140      |
| 1938                    | 15    | 0375.700  | 20.872      | 18     | 084  | 4,67   | 0224      |
| 1950                    | 13    | 1.045.246 | 47.511      | 22     | 088  | 4,00   | 0312      |
| 1954                    | 16    | 0768.607  | 29.561      | 26     | 140  | 5,38   | 0452      |
| 1958                    | 16    | 0819.810  | 23.423      | 35     | 126  | 3,80   | 0578      |
| 1962                    | 16    | 0893.172  | 27.911      | 32     | 089  | 2,78   | 0667      |
| 1966                    | 16    | 1.563.135 | 48.847      | 32     | 089  | 2,78   | 0756      |
| 1970                    | 16    | 1.603.975 | 50.124      | 32     | 095  | 2,97   | 0851      |
| 1974                    | 16    | 1.865.753 | 49.098      | 38     | 097  | 2,55   | 0948      |
| 1978                    | 16    | 1.545.791 | 40.678      | 38     | 102  | 2,68   | 1.050     |
| 1982                    | 24    | 2.109.723 | 40.571      | 52     | 146  | 2,81   | 1.196     |
| 1986                    | 24    | 2.394.031 | 46.039      | 52     | 132  | 2,54   | 1.328     |
| 1990                    | 24    | 2.516.215 | 48.388      | 52     | 115  | 2,21   | 1.443     |
| 1994                    | 24    | 3.587.538 | 68.991      | 52     | 141  | 2,71   | 1.584     |
| 1998                    | 32    | 2.785.000 | 43.517      | 64     | 171  | 2,67   | 1.755     |
| 2002                    | 32    | 2.705.197 | 42.268      | 64     | 161  | 2,52   | 1.916     |
| 2006                    | 32    | 3.359.439 | 52.491      | 64     | 147  | 2,29   | 2.063     |
| 2010                    | 32    | 3.178.856 | 49.669      | 64     | 145  | 2,26   | 2.208     |
| 2014                    | 32    | 3.429.873 | 53.591      | 64     | 171  | 2,67   | 2.379     |
| 2018                    | 32    | 3.031.768 | 47.371      | 64     | 169  | 2,64   | 2.548     |
| 2022                    | 32    | 3.404.252 | 53.191      | 64     | 172  | 2,69   | 2.720     |
| Stand: Nach der WM 2022 |       |           |             |        |      |        |           |

Anmerkung: Maximalwerte fett
| Spiele mit den meisten Zuschauern |                                  | |                                        |                                |                              |                                       |
| Jahr | Eröffnungsspiel                  | Vorrunde | Achtel- und Viertelfinale              | Halbfinale                     | Finalrunde                   | Finale                                |
| 1930 |                                  | | -                                      | Uruguay – Jugoslawien: 79.867  | -                            |                                       |
| 1934 |                                  | - |                                        |                                | -                            | Italien – Tschechoslowakei: 55.000    |
| 1938 |                                  | - | Italien – Frankreich: 58.455 (VF)      |                                | -                            |                                       |
| 1950 |                                  | | -                                      | -                              | Uruguay – Brasilien: 173.850 | -                                     |
| 1954 |                                  | |                                        |                                | -                            | BR Deutschland – Ungarn: 62.500       |
| 1958 |                                  | Brasilien – Sowjetunion: 50.928                                                                                   |                                        |                                | -                            |                                       |
| 1962 |                                  | |                                        | Brasilien – Chile: 76.594      | -                            |                                       |
| 1966 |                                  | England – Frankreich: 98.270                                                                                      |                                        |                                | -                            |                                       |
| 1970 |                                  | Mexiko – Belgien: 108.192                                                                                         |                                        |                                | -                            |                                       |
| 1974 |                                  | BR Deutschland – Chile: 81.100                                                                                    | -                                      | -                              | -                            |                                       |
| 1978 |                                  | Italien – Argentinien: 71.712                                                                                     | -                                      | -                              | -                            |                                       |
| 1982 | Argentinien – Belgien: 95.000    | | -                                      |                                | -                            |                                       |
| 1986 |                                  | Mexiko – Paraguay: 114.600                                                                                        |                                        |                                | -                            | Argentinien – BR Deutschland: 114.600 |
| 1990 |                                  | BR Deutschland – Jugoslawien: 74.765                                                                              |                                        |                                | -                            |                                       |
| 1994 |                                  | |                                        |                                | -                            | Brasilien – Italien: 94.194           |
| 1998 | Brasilien – Schottland: 80.000   | Italien – Österreich: 80.000 Frankreich – Saudi-Arabien: 80.000                                                   |                                        |                                | -                            | Brasilien – Frankreich: 80.000        |
| 2002 |                                  | |                                        |                                | -                            | Deutschland – Brasilien: 69.029       |
| 2006 |                                  | Brasilien – Kroatien: 72.000 Schweden – Paraguay: 72.000 Ecuador – Deutschland: 72.000 Ukraine – Tunesien: 72.000 | Deutschland – Argentinien: 72.000 (VF) |                                | -                            |                                       |
| 2010 | Südafrika – Mexiko: 84.490       | |                                        |                                | -                            | Niederlande – Spanien: 84.490         |
| 2014 |                                  | Argentinien – Bosnien und Herzegowina: 74.738                                                                     |                                        |                                | -                            | Deutschland – Argentinien: 74.738     |
| 2018 | Russland – Saudi-Arabien: 78.011 | Portugal – Marokko: 78.011 Dänemark – Frankreich: 78.011 Deutschland – Mexiko: 78.011                             | Spanien – Russland: 78.011 (AF)        | Kroatien – England: 78.011     | -                            | Frankreich – Kroatien: 78.011         |
| 2022 |                                  | Argentinien – Mexiko: 88.966                                                                                      |                                        | Argentinien – Kroatien: 88.966 | -                            | Argentinien – Frankreich: 88.966      |
| Anmerkungen: - Alle Zahlen gemäß offizieller Spielberichte der FIFA, in anderen Statistiken werden teilweise andere Zahlen genannt. - „-“ = diese Runde gab es in dem Jahr nicht. - In den Zwischenrundenspielen 1974 bis 1982 und in Spielen um Platz 3 gab es nie die meisten Zuschauer. |                                  | |                                        |                                |                              |                                       |

- Das Spiel mit den wenigsten Zuschauern: Rumänien – Peru mit 300 Zuschauern bei der WM 1930[46][47]
- Das Spiel mit den meisten Zuschauern: Das letzte Spiel der Finalrunde der WM 1950 Uruguay-Brasilien 173.850 Zuschauer (Maracanã)
- Die meisten Zuschauer gab es bei der WM 1994 in den USA, 3.587.538 Zuschauer sahen die 52 Spiele, das ist ein Schnitt von 68.991 pro Spiel
- Die Endspiele waren nur 1934, 1954, 1994 und 2002 die Spiele mit den meisten Zuschauern. 1986, 1998, 2010, 2014, 2018 und 2022 gab es noch mindestens ein Spiel mit derselben Zuschauerzahl. In allen anderen Jahren gab es mindestens ein Spiel mit mehr Zuschauern als im Finale. Den größten Unterschied gab es 1938, als das Viertelfinale zwischen Gastgeber Frankreich und Titelverteidiger Italien 13.455 mehr Zuschauer sahen als das Finale zwischen Italien und Ungarn.
- Einmal (1982) sahen das Eröffnungsspiel die meisten Zuschauer (95.000), einmal (2010) waren beim Eröffnungs- und Endspiel die meisten Zuschauer (je 84.490) und 1998 sahen das Eröffnungs- und Endspiel sowie zwei Gruppenspiele die meisten Zuschauer (je 80.000).
- Argentinien und Deutschland waren am häufigsten (je 9 ×, dabei 2× gegeneinander) an einem der Spiele mit den meisten Zuschauern beteiligt, gefolgt von Brasilien (8 ×, davon 1 × zusammen mit Deutschland), Frankreich (7 ×) sowie Italien und Mexiko (je 5 ×)
- 2018 hatten alle sieben Spiele im Olympiastadion Luschniki in Moskau 78.011 und damit die meisten Zuschauer

## Sprachen der WM-Teilnehmer
Deutsch, Französisch, Portugiesisch und Spanisch wurde bisher bei allen Weltmeisterschaften von mindestens einem Teilnehmer gesprochen, Englisch fehlte 1938, wobei die englischsprachigen neben den spanischsprachigen Mannschaften (ab 2018) mit je 15 Gesamtteilnehmern die größte Anzahl stellen. Dabei nahm nur einmal (1938/Kuba) nur eine spanischsprachige Mannschaft teil, die seitdem aber nicht mehr teilnahm, und nur zweimal (1930/Belgien und 1950/Schweiz, den einzigen Turnieren, an denen Deutschland nicht teilnahm) nahm nur eine deutschsprachige Mannschaft teil. Am häufigsten (35 ×) kam es bisher (Stand Juli 2018) zu spanischsprachigen Duellen und 2010 zu den bisher meisten spanischsprachigen Duellen bei einer Weltmeisterschaft. 2014 nahmen erstmals neun spanischsprachige Mannschaften teil, womit der Rekord von 8 englischsprachigen Mannschaften der WM 2010 überboten wurde. Von 1978 bis 2014 gab es bei jeder Weltmeisterschaft mindestens ein spanischsprachiges Duell, 2018 dann keins. Nach 1994 gab es keine Begegnung deutschsprachiger Mannschaften mehr. Auch wenn bei allen Weltmeisterschaften Portugiesisch gesprochen wurde, gab es bisher nur drei Begegnungen portugiesischsprachiger Mannschaften.
| Sprachen                 | ’30 | ’34 | ’38 | ’50 | ’54 | ’58 | ’62 | ’66 | ’70 | ’74 | ’78 | ’82 | ’86 | ’90 | ’94 | ’98 | ’02 | ’06 | ’10 | ’14 | ’18 | ’22 | Σ   |
| ------------------------ | --- | --- | --- | --- | --- | --- | --- | --- | --- | --- | --- | --- | --- | --- | --- | --- | --- | --- | --- | --- | --- | --- | --- |
| Arabisch                 |     | 1   |     |     |     |     |     |     | 2   |     | 1   | 2   | 3   | 2   | 2   | 3   | 2   | 2   | 1   | 1   | 4   | 4   | 30  |
| Bosnisch                 |     |     |     |     |     |     |     |     |     |     |     |     |     |     |     |     |     |     |     | 1   |     |     | 1   |
| Bulgarisch               |     |     |     |     |     |     | 1   | 1   | 1   | 1   |     |     | 1   |     | 1   | 1   |     |     |     |     |     |     | 7   |
| Chinesisch               |     |     |     |     |     |     |     |     |     |     |     |     |     |     |     |     | 1   |     |     |     |     |     | 1   |
| Dänisch                  |     |     |     |     |     |     |     |     |     |     |     |     | 1   |     |     | 1   | 1   |     | 1   |     | 1   | 1   | 6   |
| Deutsch                  | 1   | 4   | 3   | 1   | 4   | 2   | 2   | 2   | 2   | 2   | 2   | 3   | 2   | 3   | 3   | 3   | 2   | 2   | 2   | 3   | 3   | 3   | 54  |
| Englisch                 | 1   | 1   |     | 2   | 2   | 4   | 1   | 1   | 1   | 2   | 1   | 5   | 4   | 5   | 4   | 7   | 6   | 5   | 8   | 6   | 3   | 7   | 76  |
| Französisch              | 2   | 3   | 3   | 1   | 2   | 1   | 1   | 2   | 1   | 2   | 1   | 3   | 3   | 2   | 3   | 3   | 4   | 4   | 4   | 5   | 4   | 6   | 60  |
| Griechisch               |     |     |     |     |     |     |     |     |     |     |     |     |     |     | 1   |     |     |     | 1   | 1   |     |     | 3   |
| haitianisches Kreolisch  |     |     |     |     |     |     |     |     |     | 1   |     |     |     |     |     |     |     |     |     |     |     |     | 1   |
| Hausa                    |     |     |     |     |     |     |     |     |     |     |     |     |     |     | 1   | 1   | 1   |     | 1   | 1   | 1   |     | 6   |
| Hebräisch                |     |     |     |     |     |     |     |     | 1   |     |     |     |     |     |     |     |     |     |     |     |     |     | 1   |
| Igbo                     |     |     |     |     |     |     |     |     |     |     |     |     |     |     | 1   | 1   | 1   |     | 1   | 1   | 1   |     | 6   |
| Indonesisch              |     |     | 1   |     |     |     |     |     |     |     |     |     |     |     |     |     |     |     |     |     |     |     | 1   |
| Irisch                   |     |     |     |     |     | 1   |     |     |     |     |     | 1   | 1   | 1   | 1   |     | 1   |     |     |     |     |     | 6   |
| Isländisch               |     |     |     |     |     |     |     |     |     |     |     |     |     |     |     |     |     |     |     |     | 1   |     | 1   |
| Italienisch              |     | 2   | 1   | 2   | 1   |     | 2   | 2   | 1   | 1   | 1   | 1   | 1   | 1   | 1   | 1   | 1   | 2   | 2   | 2   | 1   | 1   | 27  |
| Japanisch                |     |     |     |     |     |     |     |     |     |     |     |     |     |     |     | 1   | 1   | 1   | 1   | 1   | 1   | 1   | 7   |
| Koreanisch               |     |     |     |     | 1   |     |     | 1   |     |     |     |     | 1   | 1   | 1   | 1   | 1   | 1   | 2   | 1   | 1   | 1   | 13  |
| Marokkanisches Tamazight |     |     |     |     |     |     |     |     | 1   |     |     |     | 1   |     | 1   | 1   |     |     |     |     | 1   | 1   | 6   |
| Niederländisch/Afrikaans | 1   | 2   | 3   |     | 1   |     |     |     | 1   | 1   | 1   | 1   | 1   | 2   | 2   | 3   | 2   | 1   | 2   | 2   | 1   | 2   | 29  |
| Nord-Sotho               |     |     |     |     |     |     |     |     |     |     |     |     |     |     |     | 1   | 1   |     | 1   |     |     |     | 3   |
| Norwegisch               |     |     | 1   |     |     |     |     |     |     |     |     |     |     |     | 1   | 1   |     |     |     |     |     |     | 3   |
| Persisch                 |     |     |     |     |     |     |     |     |     |     | 1   |     |     |     |     | 1   |     | 1   |     | 1   | 1   | 1   | 6   |
| Polnisch                 |     |     | 1   |     |     |     |     |     |     | 1   | 1   | 1   | 1   |     |     |     | 1   | 1   |     |     | 1   | 1   | 9   |
| Portugiesisch            | 1   | 1   | 1   | 1   | 1   | 1   | 1   | 2   | 1   | 1   | 1   | 1   | 2   | 1   | 1   | 1   | 2   | 3   | 2   | 2   | 2   | 2   | 31  |
| Rumänisch                | 1   | 1   | 1   |     |     |     |     |     | 1   |     |     |     |     | 1   | 1   | 1   |     |     |     |     |     |     | 7   |
| Russisch                 |     |     |     |     |     | 1   | 1   | 1   | 1   |     |     | 1   | 1   | 1   | 1   |     | 1   |     |     | 1   | 1   |     | 11  |
| Schottisch               |     |     |     |     | 1   | 1   |     |     |     | 1   | 1   | 1   | 1   | 1   |     | 1   |     |     |     |     |     |     | 8   |
| Schwedisch               |     | 1   |     | 1   |     | 1   |     |     | 1   | 1   | 1   |     |     | 1   | 1   |     | 1   | 1   |     |     | 1   |     | 11  |
| Serbokroatisch           | 1   |     |     | 1   | 1   | 1   | 1   |     |     | 1   |     | 1   |     | 1   |     | 2   | 1   | 2   | 1   | 2   | 2   | 2   | 20  |
| Setswana                 |     |     |     |     |     |     |     |     |     |     |     |     |     |     |     | 1   | 1   |     | 1   |     |     |     | 3   |
| Siswati                  |     |     |     |     |     |     |     |     |     |     |     |     |     |     |     | 1   | 1   |     | 1   |     |     |     | 3   |
| Slowakisch               |     |     |     |     | 1   | 1   | 1   |     | 1   |     |     | 1   |     | 1   |     |     |     |     | 1   |     |     |     | 7   |
| Slowenisch               |     |     |     |     |     |     |     |     |     |     |     |     |     |     |     |     | 1   |     | 1   |     |     |     | 2   |
| Spanisch                 | 7   | 2   | 1   | 6   | 2   | 3   | 6   | 5   | 4   | 3   | 4   | 6   | 5   | 5   | 5   | 6   | 7   | 6   | 7   | 9   | 8   | 6   | 113 |
| Süd-Ndebele              |     |     |     |     |     |     |     |     |     |     |     |     |     |     |     | 1   | 1   |     | 1   |     |     |     | 3   |
| Süd-Sotho                |     |     |     |     |     |     |     |     |     |     |     |     |     |     |     | 1   | 1   |     | 1   |     |     |     | 3   |
| Tschechisch              |     |     |     |     | 1   | 1   | 1   |     | 1   |     |     | 1   |     | 1   |     |     |     | 1   |     |     |     |     | 7   |
| Tshivenda                |     |     |     |     |     |     |     |     |     |     |     |     |     |     |     | 1   | 1   |     | 1   |     |     |     | 3   |
| Türkisch                 |     |     |     |     | 1   |     |     |     |     |     |     |     |     |     |     |     | 1   |     |     |     |     |     | 2   |
| Ukrainisch               |     |     |     |     |     |     |     |     |     |     |     |     |     |     |     |     |     | 1   |     |     |     |     | 1   |
| Ungarisch                |     | 1   | 1   |     | 1   | 1   | 1   | 1   |     |     | 1   | 1   | 1   |     |     |     |     |     |     |     |     |     | 9   |
| Walisisch                |     |     |     |     |     | 1   |     |     |     |     |     |     |     |     |     |     |     |     |     |     |     | 1   | 2   |
| Xhosa                    |     |     |     |     |     |     |     |     |     |     |     |     |     |     |     | 1   | 1   |     | 1   |     |     |     | 3   |
| Xitsonga                 |     |     |     |     |     |     |     |     |     |     |     |     |     |     |     | 1   | 1   |     | 1   |     |     |     | 3   |
| Yoruba                   |     |     |     |     |     |     |     |     |     |     |     |     |     |     | 1   | 1   | 1   |     | 1   | 1   | 1   |     | 6   |
| Zulu                     |     |     |     |     |     |     |     |     |     |     |     |     |     |     |     | 1   | 1   |     | 1   |     |     |     | 3   |
| Summe                    | 15  | 19  | 17  | 15  | 20  | 20  | 19  | 18  | 21  | 18  | 17  | 30  | 30  | 30  | 33  | 50  | 49  | 34  | 48  | 41  | 40  | 40  |     |

1. ↑  Ägypten, Algerien, Irak, Israel, Katar, Kuwait, Marokko, Saudi-Arabien, Tunesien, VAE.
2. ↑  Bosnien & Herzegowina.
3. ↑  Belgien, DDR, Deutschland, Österreich, Schweiz.
4. ↑  Australien, England, Ghana, Irland, Jamaika, Kamerun, Kanada, Neuseeland, Nigeria, Nordirland, Schottland, Südafrika, Trinidad & Tobago, USA, Wales.
5. ↑  Belgien, Elfenbeinküste, Frankreich, Haiti, Kamerun, Kanada, Schweiz, Senegal, Togo, Zaire.
6. 1 2 3  Nigeria.
7. ↑  Israel.
8. ↑  Irland, Nordirland.
9. ↑  Italien, Schweiz.
10. ↑  Nordkorea, Südkorea.
11. ↑  Marokko
12. ↑  Belgien, Niederlande, Südafrika, Niederländisch-Indien.
13. 1 2 3 4 5 6 7 8 9  Südafrika.
14. ↑  Iran.
15. ↑  Angola, Brasilien, Portugal.
16. ↑  (BR/Königreich) Jugoslawien, Serbien & Montenegro, Serbien, Kroatien.
17. ↑  Tschechoslowakei von 1945 bis 1992, Slowakei ab 1992.
18. ↑  Argentinien, Bolivien, Chile, Costa Rica, Ecuador, El Salvador, Honduras, Kolumbien, Kuba, Mexiko, Panama, Paraguay, Peru, Spanien, Uruguay.
19. ↑  Tschechoslowakei von 1945 bis 1992, Tschechien ab 1992.
20. ↑  Da es in einigen Ländern mehrere Amtssprachen gibt, ist die Anzahl der Sprachen höher als die Anzahl der Teilnehmer.

| Duelle in gleicher Sprache | ’30 | ’34 | ’38 | ’50 | ’54 | ’58 | ’62 | ’66 | ’70 | ’74 | ’78 | ’82 | ’86 | ’90 | ’94 | ’98 | ’02 | ’06 | ’10 | ’14 | ’18 | ’22 | Σ  |
| -------------------------- | --- | --- | --- | --- | --- | --- | --- | --- | --- | --- | --- | --- | --- | --- | --- | --- | --- | --- | --- | --- | --- | --- | -- |
| Arabisch                   |     |     |     |     |     |     |     |     |     |     |     |     |     |     | 1   |     |     | 1   |     |     | 1   |     | 3  |
| Deutsch                    |     | 2   | 2   |     | 2   |     | 1   | 1   |     | 1   | 1   | 1   |     |     | 1   |     |     |     |     |     |     |     | 12 |
| Englisch                   |     |     |     | 1   |     |     |     |     |     |     |     | 1   |     | 2   |     |     | 2   | 2   | 2   | 1   |     | 3   | 14 |
| Französisch                |     |     | 1   |     | 1   |     |     |     |     |     |     |     | 2   |     |     |     | 1   | 3   |     | 1   | 1   | 2   | 12 |
| Italienisch                |     |     |     |     | 2   |     | 1   |     |     |     |     |     |     |     |     |     |     |     |     |     |     |     | 3  |
| Niederländisch             |     |     |     |     |     |     |     |     |     |     |     |     |     |     | 1   | 1   |     |     |     |     |     |     | 2  |
| Portugiesisch              |     |     |     |     |     |     |     | 1   |     |     |     |     |     |     |     |     |     | 1   | 1   |     |     |     | 3  |
| Spanisch                   | 5   |     |     | 3   |     |     | 2   | 2   | 1   |     | 1   | 2   | 2   | 1   | 1   | 1   | 2   | 2   | 6   | 4   |     | 2   | 37 |
| Summe                      | 5   | 1   | 3   | 4   | 5   | 0   | 4   | 4   | 1   | 1   | 2   | 4   | 4   | 3   | 3   | 2   | 5   | 9   | 9   | 6   | 2   | 7   | 76 |

Stand: Viertelfinale bei der WM 2022

## Sonstige Besonderheiten
Nur bei der WM 1954 in der Schweiz blieb kein Team ungeschlagen. Die Weltmeister von 1974 (Deutschland), 1978 (Argentinien), 2010 (Spanien) und 2022 (Argentinien) verloren in der Vorrunde je ein Spiel. Bei allen anderen Turnieren wurde ein ungeschlagenes Team Weltmeister.
Nur einmal (1974 mit Deutschland bzw. dem FC Bayern München) wurde ein Land Weltmeister, das im selben den Europapokalsieger der Landesmeister beziehungsweise den Sieger der UEFA Champions League stellte, was sechs Spieler betraf (Franz Beckenbauer, Paul Breitner, Uli Hoeneß, Sepp Maier, Gerd Müller, Georg Schwarzenbeck). Vier weitere Spieler wurden aber im selben Jahr Weltmeister und Champions-League-Sieger: 1998 Christian Karembeu mit Frankreich, 2002 Roberto Carlos mit Brasilien, 2014 Sami Khedira (ohne Einsatz im Finale) mit Deutschland und 2018 Raphaël Varane mit Frankreich. Die Champions League gewannen sie jeweils mit Real Madrid.
1958 (Spanien mit Real Madrid), 1962 (Portugal mit Benfica Lissabon), 1970 (Niederlande mit Feyenoord Rotterdam), 1978 (England mit dem FC Liverpool) und 1986 (Rumänien mit Steaua Bukarest) war das Land des Europapokalsiegers der Landesmeister nicht für die WM qualifiziert.